# 2009 a jogalkotásban
2009-ben az alábbi fontosabb jogszabályokat alkották meg:

## Magyarország

### Törvények
- 2009. évi I. törvény a Magyar Honvédség hivatásos és szerződéses állományú katonáinak jogállásáról szóló 2001. évi XCV. törvény módosításáról
- 2009. évi II. törvény a Magyar Köztársaság és Bosznia és Hercegovina között a társadalombiztosításról és a szociális biztonságról szóló Egyezmény kihirdetéséről
- 2009. évi III. törvény a Genfben 2000. május 26. napján kelt, a Veszélyes Áruk Nemzetközi Belvízi Szállításáról szóló Európai Megállapodás (ADN) kihirdetéséről
- 2009. évi IV. törvény a lakáscélú kölcsönökre vonatkozó állami készfizető kezességről
- 2009. évi V. törvény egyes, a vállalkozásokat korlátozó törvényi rendelkezések hatályon kívül helyezéséről
- 2009. évi VI. törvény a Módosított Európai Szociális Karta kihirdetéséről
- 2009. évi VII. törvény az Európai Közösség létrehozásáról szóló szerződésnek az áruk szabad áramlását biztosító rendelkezéseihez kapcsolódó kölcsönös elismerés alkalmazásáról
- 2009. évi VIII. törvény a Magyar Köztársaság Kormánya és az Albán Köztársaság Kormánya között az 1991. augusztus 31. napján kötött vízummegállapodás, illetve a vízummegállapodás módosításáról szóló, jegyzékváltás útján létrejött megállapodások kihirdetéséről
- 2009. évi IX. törvény a nemzetközi magánjogról szóló 1979. évi 13. törvényerejű rendelet módosításáról
- 2009. évi X. törvény az egyrészről az Európai Közösség és tagállamai, másrészről a Kínai Népköztársaság Kormánya közötti, a tengeri közlekedésről szóló megállapodás és az azt módosító jegyzőkönyv kihirdetéséről
- 2009. évi XI. törvény a Magyar Köztársaság Kormánya és az Egyiptomi Arab Köztársaság Kormánya között a diplomata útlevéllel rendelkező állampolgáraik kölcsönös vízummentességéről szóló megállapodás kihirdetéséről
- 2009. évi XII. törvény az államhatárt, az államhatár vonalának megállapítását tartalmazó egyes nemzetközi szerződések és határokmányok kihirdetéséről
- 2009. évi XIII. törvény a pénzügyi közvetítőrendszer felügyeletét érintő egyes törvények módosításáról
- 2009. évi XIV. törvény a tisztességtelen piaci magatartás és a versenykorlátozás tilalmáról szóló 1996. évi LVII. törvény módosításáról
- 2009. évi XV. törvény a hontalanság eseteinek csökkentéséről szóló, 1961. augusztus 30-án, New Yorkban elfogadott Egyezmény kihirdetéséről
- 2009. évi XVI. törvény egyrészről az Európai Közösség és tagállamai, másrészről Elefántcsontpart közötti átmeneti gazdasági partnerségi megállapodás kihirdetéséről
- 2009. évi XVII. törvény a Magyar Köztársaság 2008. évi költségvetéséről szóló 2007. évi CLXIX. törvény módosításáról
- 2009. évi XVIII. törvény a Magyar Fejlesztési Bank Részvénytársaságról szóló 2001. évi XX. törvény módosításáról
- 2009. évi XIX. törvény a környezetvédelmi termékdíjról, továbbá egyes termékek környezetvédelmi termékdíjáról szóló 1995. évi LVI. törvény módosításáról
- 2009. évi XX. törvény a Magyar Tudományos Akadémiáról szóló 1994. évi XL. törvény módosításáról
- 2009. évi XXI. törvény az anyakönyvezéssel összefüggő egyes törvények módosításáról
- 2009. évi XXII. törvény a központi vámkezeléssel kapcsolatban a hagyományos saját forrásoknak az uniós költségvetés számára történő rendelkezésre bocsátásakor visszatartott nemzeti beszedési költségek megosztásáról szóló Egyezmény kötelező hatályának elismeréséről és kihirdetéséről
- 2009. évi XXIII. törvény a Londonban, 2000. október 17-én kelt, az európai szabadalmak megadásáról szóló Egyezmény 65. cikkének alkalmazásáról szóló Megállapodáshoz való csatlakozásról [1]
- 2009. évi XXIV. törvény a Magyar Köztársaság Kormánya és a Luxemburgi Nagyhercegség Kormánya között az egymás nevében a vízumok kiadásában, valamint a biometrikus adatok gyűjtésében diplomáciai és konzuli képviseleteik útján történő kölcsönös eljárásról szóló Megállapodás kihirdetéséről [1]
- 2009. évi XXV. törvény a Magyar Köztársaság Kormánya és a Németországi Szövetségi Köztársaság Kormánya között az egymás nevében a vízumok kiadásában, valamint a biometrikus adatok gyűjtésében diplomáciai és konzuli képviseleteik útján történő kölcsönös eljárásról szóló Megállapodás kihirdetéséről [1]
- 2009. évi XXVI. törvény a védjegyek nemzetközi lajstromozásáról szóló Madridi Megállapodáshoz kapcsolódó 1989. évi Jegyzőkönyv módosításának kihirdetéséről
- 2009. évi XXVII. törvény egyes iparjogvédelmi törvények módosításáról
- 2009. évi XXVIII. törvény egyes agrártárgyú törvények módosításáról
- 2009. évi XXIX. törvény a bejegyzett élettársi kapcsolatról, az ezzel összefüggő, valamint az élettársi viszony igazolásának megkönnyítéséhez szükséges egyes törvények módosításáról
- 2009. évi XXX. törvény a Magyar Köztársaság Alkotmányáról szóló 1949. évi XX. törvény módosításáról
- 2009. évi XXXI. törvény a polgári törvénykönyv és a polgári törvénykönyv hatálybalépéséről és végrehajtásáról szóló 1960. évi 11. törvényerejű rendelet, valamint ezzel összefüggésben más törvények egyes rendelkezéseinek módosításáról
- 2009. évi XXXII. törvény az Egyesült Nemzetek Nevelésügyi, Tudományos és Kulturális Szervezete Alkotmányának kihirdetéséről
- 2009. évi XXXIII. törvény a Magyar Népköztársaság és a Román Szocialista Köztársaság között Bukarestben, 1973. november 28-án aláírt konzuli egyezmény módosításáról szóló megállapodás kihirdetéséről, valamint a konzuli kapcsolatokról Bécsben, 1963. április 24-én elfogadott egyezmény kihirdetéséről szóló 1987. évi 13. törvényerejű rendelet módosításáról
- 2009. évi XXXIV. törvény a Magyar Köztársaság és a Szerb Köztársaság között a bűnüldöző szerveknek a határokat átlépő bűnözés megelőzésében és a szervezett bűnözés elleni harcban folytatott együttműködéséről szóló Megállapodás kihirdetéséről
- 2009. évi XXXV. törvény egyes adótörvények és azzal összefüggő egyéb törvények módosításáról
- 2009. évi XXXVI. törvény a központi államigazgatási szervekről, valamint a Kormány tagjai és az államtitkárok jogállásáról szóló 2006. évi LVII. törvény módosításáról
- 2009. évi XXXVII. törvény az erdőről, az erdő védelméről és az erdőgazdálkodásról
- 2009. évi XXXVIII. törvény a rendezett munkaügyi kapcsolatok követelményét érintő törvények módosításáról és egyéb, munkaügyi szempontból szükséges intézkedésekről
- 2009. évi XXXIX. törvény a szőlőtermesztésről és a borgazdálkodásról szóló 2004. évi XVIII. törvény és a hegyközségekről szóló 1994. évi CII. törvény módosításáról
- 2009. évi XL. törvény a társadalombiztosítási nyugellátásról szóló 1997. évi LXXXI. törvény módosításáról
- 2009. évi XLI. törvény a hitelintézetekről és a pénzügyi vállalkozásokról szóló 1996. évi CXII. törvény betétbiztosítást érintő módosításáról
- 2009. évi XLII. törvény a közhasznú szervezetekről szóló 1997. évi CLVI. törvény módosításáról
- 2009. évi XLIII. törvény a felsőoktatásról szóló 2005. évi CXXXIX. törvény módosításáról
- 2009. évi XLIV. törvény a szakképzési hozzájárulásról és a képzés fejlesztésének támogatásáról szóló 2003. évi LXXXVI. törvény és az ezzel összefüggő egyes törvények módosításáról
- 2009. évi XLV. törvény a közúti közlekedésről szóló 1988. évi I. törvény módosításáról
- 2009. évi XLVI. törvény a vasúti közlekedésről szóló 2005. évi CLXXXIII. törvény módosításáról
- 2009. évi XLVII. törvény a bűnügyi nyilvántartási rendszerről, az Európai Unió tagállamainak bíróságai által magyar állampolgárokkal szemben hozott ítéletek nyilvántartásáról, valamint a bűnügyi és rendészeti biometrikus adatok nyilvántartásáról
- 2009. évi XLVIII. törvény a nehéz helyzetbe került, lakáshitellel rendelkező polgárok védelme érdekében szükséges egyes törvénymódosításokról
- 2009. évi XLIX. törvény a közoktatásról szóló 1993. évi LXXIX. törvény módosításáról
- 2009. évi L. törvény a fizetési meghagyásos eljárásról
- 2009. évi LI. törvény a csődeljárásról és a felszámolási eljárásról szóló 1991. évi XLIX. törvény, valamint az azzal összefüggő egyes törvények módosításáról
- 2009. évi LII. törvény a hivatalos iratok elektronikus kézbesítéséről és az elektronikus tértivevényről
- 2009. évi LIII. törvény a környezeti ügyekben az információhoz való hozzáférésről, a nyilvánosságnak a döntéshozatalban történő részvételéről és az igazságszolgáltatáshoz való jog biztosításáról szóló, Aarhusban, 1998. június 25-én elfogadott Egyezményhez kapcsolódó szennyezőanyag-kibocsátási és -szállítási nyilvántartásról szóló, Kijevben, 2003. május 21-én elfogadott Jegyzőkönyv kihirdetéséről
- 2009. évi LIV. törvény az autóbusszal végzett menetrend szerinti személyszállításról szóló 2004. évi XXXIII. törvény módosításáról
- 2009. évi LV. törvény az állami vagyonról szóló 2007. évi CVI. törvény módosításáról
- 2009. évi LVI. törvény a közigazgatási hatósági eljárás és szolgáltatás általános szabályairól szóló 2004. évi CXL. törvény módosításáról szóló 2008. évi CXI. törvény hatálybalépésével és a belső piaci szolgáltatásokról szóló 2006/123/EK irányelv átültetésével összefüggő törvénymódosításokról
- 2009. évi LVII. törvény  az építési beruházások megvalósításának elősegítése érdekében egyes törvények módosításáról
- 2009. évi LVIII. törvény a Veszélyes Áruk Nemzetközi Közúti Szállításáról szóló Európai Megállapodás (ADR) "A" és "B" Melléklete 2009. évi módosításaival és kiegészítéseivel egységes szerkezetbe foglalt szövegének kihirdetéséről
- 2009. évi LIX. törvény a Bernben, 1980. május 9-én kelt, Nemzetközi Vasúti Fuvarozási Egyezmény (COTIF) módosításáról Vilniusban elfogadott, 1999. június 3-án kelt Jegyzőkönyv C Függelékének Melléklete 2009. évi módosításokkal és kiegészítésekkel egységes szerkezetbe foglalt szövegének kihirdetéséről
- 2009. évi LX. törvény az elektronikus közszolgáltatásról
- 2009. évi LXI. törvény egyes fémek begyűjtésével és értékesítésével összefüggő visszaélések visszaszorításáról
- 2009. évi LXII. törvény a kötelező gépjármű-felelősségbiztosításról
- 2009. évi LXIII. törvény a Magyar Köztársaság Kormánya és Románia Kormánya között a határokat átlépő bűnözés megelőzése és leküzdése érdekében folytatott együttműködésről szóló Megállapodás kihirdetéséről
- 2009. évi LXIV. törvény a Magyar Köztársaság Alkotmányáról szóló 1949. évi XX. törvény módosításáról
- 2009. évi LXV. törvény az egyes képviselői juttatások és kedvezmények megszüntetéséről
- 2009. évi LXVI. törvény a Magyar Köztársaság Kormánya és a Horvát Köztársaság Kormánya között a határokat átlépő bűnözés elleni harcban történő együttműködésről szóló Megállapodás kihirdetéséről
- 2009. évi LXVII. törvény a nemzeti agrárkár-enyhítési rendszerről és a kárenyhítési hozzájárulásról szóló 2008. évi CI. törvény módosításáról
- 2009. évi LXVIII. törvény a vállalkozások közötti jogviták gyorsabb elbírálása érdekében a polgári perrendtartásról szóló 1952. évi III. törvény módosításáról
- 2009. évi LXIX. törvény a Magyar Köztársaság 2009. évi költségvetéséről szóló 2008. évi CII. törvény módosításáról
- 2009. évi LXX. törvény az állami vagyonról szóló 2007. évi CVI. törvény módosításáról
- 2009. évi LXXI. törvény a felsőoktatásról szóló 2005. évi CXXXIX. törvény módosításáról
- 2009. évi LXXII. törvény a hozzátartozók közötti erőszak miatt alkalmazható távoltartásról
- 2009. évi LXXIII. törvény az Országos Érdekegyeztető Tanácsról
- 2009. évi LXXIV. törvény az ágazati párbeszéd bizottságokról és a középszintű szociális párbeszéd egyes kérdéseiről
- 2009. évi LXXV. törvény az igazságügyi szolgáltatásokkal kapcsolatos egyes törvények módosításáról
- 2009. évi LXXVI. törvény a szolgáltatási tevékenység megkezdésének és folytatásának általános szabályairól
- 2009. évi LXXVII. törvény a közteherviselés rendszerének átalakítását célzó törvénymódosításokról
- 2009. évi LXXVIII. törvény az egyes nagy értékű vagyontárgyakat terhelő adóról
- 2009. évi LXXIX. törvény a gyermekek védelméről és a gyámügyi igazgatásról szóló 1997. évi XXXI. törvény, valamint egyes szociális tárgyú törvények módosításáról
- 2009. évi LXXX. törvény a Büntető Törvénykönyvről szóló 1978. évi IV. törvény módosításáról
- 2009. évi LXXXI. törvény az adózás rendjéről szóló 2003. évi XCII. törvény módosításáról
- 2009. évi LXXXII. törvény a közbeszerzésekről szóló 2003. évi CXXIX. törvény módosításáról
- 2009. évi LXXXIII. törvény a büntetőeljárások időszerűségének javítása céljából a büntetőeljárásról szóló 1998. évi XIX. törvény módosításáról
- 2009. évi LXXXIV. törvény a közbiztonság és a közrend védelmében, illetve fenntartásában közreműködő szervezetekre vonatkozó egyes törvények módosításáról
- 2009. évi LXXXV. törvény a pénzforgalmi szolgáltatás nyújtásáról
- 2009. évi LXXXVI. törvény a hitelintézetekről és a pénzügyi vállalkozásokról szóló 1996. évi CXII. törvény pénzforgalmi intézményekkel és pénzforgalmi szolgáltatással összefüggő módosításáról
- 2009. évi LXXXVII. törvény az agrárpiaci rendtartásról szóló 2003. évi XVI. törvény módosításáról
- 2009. évi LXXXVIII. törvény a nemzetközi polgári repülésről szóló, Chicagóban, az 1944. évi december hó 7. napján aláírt Egyezmény Függelékei módosításának kihirdetéséről
- 2009. évi LXXXIX. törvény a társasházakról szóló 2003. évi CXXXIII. törvény módosításáról
- 2009. évi XC. törvény a menekültek vízumkötelezettségének eltörléséről szóló, 1959. április 20-án, Strasbourgban aláírt Európai Megállapodás kihirdetéséről
- 2009. évi XCI. törvény az Egészségügyi Világszervezet Nemzetközi Egészségügyi Rendszabályainak kihirdetéséről
- 2009. évi XCII. törvény a Nemzetközi Munkaügyi Szervezet Általános Konferenciája 1. ülésszakán elfogadott, a nőknek a szülés előtt és utána való foglalkoztatásáról szóló 1919. évi 3. számú Egyezmény felmondásáról
- 2009. évi XCIII. törvény a Nemzetközi Munkaügyi Szervezet Általános Konferenciája 7. ülésszakán elfogadott, a foglalkozási betegségek kártalanításáról szóló 1925. évi 18. számú Egyezmény felmondásáról
- 2009. évi XCIV. törvény a Nemzetközi Munkaügyi Szervezet Általános Konferenciája 8. ülésszakán elfogadott, a kivándorlók hajókon történő felügyeletének egyszerűsítéséről szóló 1926. évi 21. számú Egyezmény felmondásáról
- 2009. évi XCV. törvény a mezőgazdasági és élelmiszeripari termékek vonatkozásában a beszállítókkal szemben alkalmazott tisztességtelen forgalmazói magatartás tilalmáról
- 2009. évi XCVI. törvény az Országos Rádió és Televízió Testület 2008. évi költségvetésének végrehajtásáról
- 2009. évi XCVII. törvény a külföldi bizonyítványok és oklevelek elismeréséről szóló 2001. évi C. törvény módosításáról
- 2009. évi XCVIII. törvény a felnőttképzésről szóló 2001. évi CI. törvénynek az élethosszig tartó tanulás feltételeinek biztosítása érdekében történő módosításáról
- 2009. évi XCIX. törvény a vízgazdálkodásról szóló 1995. évi LVII. törvény módosításáról
- 2009. évi C. törvény az 1980. évi 3. törvényerejű rendelettel kihirdetett Közúti Közlekedési Egyezmény módosításának kihirdetéséről
- 2009. évi CI. törvény az 1980. évi 5. törvényerejű rendelettel kihirdetett, a Közúti Közlekedési Egyezményt kiegészítő európai Megállapodás módosításának kihirdetéséről
- 2009. évi CII. törvény a termőföldről szóló 1994. évi LV. törvény módosításáról
- 2009. évi CIII. törvény az Európai Közösség és tagállamai, valamint Albánia, Bosznia és Hercegovina, Bulgária, az Egyesült Nemzetek Ideiglenes Koszovói Közigazgatási Missziója, Horvátország, Izland, Macedónia Volt Jugoszláv Köztársaság, Montenegró, Norvégia, Románia és Szerbia között létrejött, az európai közös légtér (EKLT) létrehozására irányuló többoldalú Megállapodás módosításának kihirdetéséről
- 2009. évi CIV. törvény az Európai Unió és az Amerikai Egyesült Államok között az utas-nyilvántartási adatállomány (PNR) adatainak a légi fuvarozók általi feldolgozásáról és az Amerikai Egyesült Államok Belbiztonsági Minisztériuma részére történő továbbításáról szóló megállapodás kihirdetéséről és a légi közlekedésről szóló 1995. évi XCVII. törvény módosításáról
- 2009. évi CV. törvény a Magyar Köztársaság, az Osztrák Köztársaság, a Bolgár Köztársaság, Románia és a Török Köztársaság között a Nabucco Projekt tárgyában létrejött Megállapodás kihirdetéséről
- 2009. évi CVI. törvény a közoktatásról szóló 1993. évi LXXIX. törvény módosításáról
- 2009. évi CVII. törvény az egyrészről az Európai Közösség és tagállamai, másrészről a Kínai Népköztársaság Kormánya közötti, a tengeri közlekedésről szóló megállapodást módosító jegyzőkönyv kihirdetéséről
- 2009. évi CVIII. törvény a közösségi vámjog végrehajtásáról szóló 2003. évi CXXVI. törvény, a Vám- és Pénzügyőrségről szóló 2004. évi XIX. törvény, valamint a kulturális örökség védelméről szóló 2001. évi LXIV. törvény módosításáról
- 2009. évi CIX. törvény a Magyar Köztársaság 2010. évi költségvetését megalapozó egyes törvények módosításáról
- 2009. évi CX. törvény az európai közösségi jogharmonizációs kötelezettségek teljesítését célzó egyes adótörvények módosításáról
- 2009. évi CXI. törvény a környezetvédelmi termékdíjról, továbbá egyes termékek környezetvédelmi termékdíjáról szóló 1995. évi LVI. törvény módosításáról
- 2009. évi CXII. törvény az illetékekről szóló 1990. évi XCIII. törvény módosításáról, valamint a hiteles tulajdonilap-másolat igazgatási szolgáltatási díjáról szóló 1996. évi LXXXV. törvény és egyes kapcsolódó törvények módosításáról
- 2009. évi CXIII. törvény a jövedéki adóról és a jövedéki termékek forgalmazásának különös szabályairól szóló 2003. évi CXXVII. törvény módosításáról
- 2009. évi CXIV. törvény a lakáscélú kölcsönökre vonatkozó állami készfizető kezességről szóló 2009. évi IV. törvény módosításáról
- 2009. évi CXV. törvény az egyéni vállalkozóról és az egyéni cégről
- 2009. évi CXVI. törvény az egyéni vállalkozóról és az egyéni cégről szóló 2009. évi CXV. törvénnyel és a megtakarítások ösztönzésével összefüggő törvénymódosításokról
- 2009. évi CXVII. törvény a Magyar Köztársaság 2009. évi költségvetéséről szóló 2008. évi CII. törvény módosításáról
- 2009. évi CXVIII. törvény a közoktatásról szóló 1993. évi LXXIX. törvény módosításáról
- 2009. évi CXIX. törvény a Magyar Köztársaság Kormánya és Szerbia Köztársaság Kormánya között a nemzetközi kombinált árufuvarozásról és a logisztikai szolgáltatásokról szóló Megállapodás kihirdetéséről
- 2009. évi CXX. törvény a polgári törvénykönyvről
- 2009. évi CXXI. törvény a gazdasági társaságokról szóló 2006. évi IV. törvény, valamint a cégnyilvánosságról, a bírósági cégeljárásról és a végelszámolásról szóló 2006. évi V. törvény módosításáról
- 2009. évi CXXII. törvény a köztulajdonban álló gazdasági társaságok takarékosabb működéséről
- 2009. évi CXXIII. törvény a fővárosi önkormányzat és a kerületi önkormányzatok közötti forrásmegosztásról szóló 2006. évi CXXXIII. törvény módosításáról
- 2009. évi CXXIV. törvény az egyes képviselői juttatások és kedvezmények megszüntetéséről szóló 2009. évi LXV. törvény módosításáról
- 2009. évi CXXV. törvény a magyar jelnyelvről és a magyar jelnyelv használatáról
- 2009. évi CXXVI. törvény egyes munkaügyi tárgyú törvények módosításáról
- 2009. évi CXXVIII. törvény a választási eljárásról szóló 1997. évi C. törvény módosításáról szóló 2005. évi LXXXI. törvény hatályon kívül helyezéséről
- 2009. évi CXXIX. törvény a Magyar Köztársaság 2008. évi költségvetésének végrehajtásáról
- 2009. évi CXXX. törvény a Magyar Köztársaság 2010. évi költségvetéséről
- 2009. évi CXXXI. törvény az Európa Tanács közérdekű adatot tartalmazó iratokhoz való hozzáférésről szóló Egyezményének kihirdetéséről
- 2009. évi CXXXII. törvény a Magyar Köztársaság Kormánya és az Olasz Köztársaság Kormánya között a kötelező kőolaj- és kőolajtermék-készletek tárolása terén való együttműködésről szóló Megállapodás kihirdetéséről
- 2009. évi CXXXIII. törvény a megfelelőségértékelő szervezetek tevékenységéről
- 2009. évi CXXXIV. törvény a foglalkoztatás elősegítéséről és a munkanélküliek ellátásáról szóló 1991. évi IV. törvény módosításáról
- 2009. évi CXXXV. törvény a szakképzésről szóló 1993. évi LXXVI. törvény módosításáról
- 2009. évi CXXXVI. törvény a szabálysértésekről szóló 1999. évi LXIX. törvény, a büntetőeljárásról szóló 1998. évi XIX. törvény, valamint a Büntető Törvénykönyvről szóló 1978. évi IV. törvény módosításáról
- 2009. évi CXXXVII. törvény az Országos Rádió és Televízió Testület 2010. évi költségvetéséről
- 2009. évi CXXXVIII. törvény a felsőoktatásról szóló 2005. évi CXXXIX. törvény módosításáról
- 2009. évi CXXXIX. törvény a 2011. évi népszámlálásról
- 2009. évi CXL. törvény a bányászatról szóló 1993. évi XLVIII. törvény módosításáról
- 2009. évi CXLI. törvény a fegyveres szervek hivatásos állományú tagjainak szolgálati viszonyáról szóló 1996. évi XLIII. törvény módosításáról
- 2009. évi CXLII. törvény a Magyar Honvédség hivatásos és szerződéses állományú katonáinak jogállásáról szóló 2001. évi XCV. törvény módosításáról
- 2009. évi CXLIII. törvény a Magyar Köztársaság Kormánya és a Macedón Köztársaság Kormánya között, a katasztrófák esetén történő együttműködésről és kölcsönös segítségnyújtásról szóló Egyezmény kihirdetéséről
- 2009. évi CXLIV. törvény a vízitársulatokról
- 2009. évi CXLV. törvény az állatok védelméről és kíméletéről szóló 1998. évi XXVIII. törvény módosításáról
- 2009. évi CXLVI. törvény a Büntető Törvénykönyvről szóló 1978. évi IV. törvény módosításáról
- 2009. évi CXLVII. törvény a légiközlekedésről szóló 1995. évi XCVII. törvény módosításáról
- 2009. évi CXLVIII. törvény a pénzügyi közvetítőrendszer felügyeletének hatékonyabbá tételéhez szükséges egyes törvénymódosításokról
- 2009. évi CXLIX. törvény a bűnügyi nyilvántartási rendszer átalakításával összefüggő törvénymódosításokról
- 2009. évi CL. törvény az egyes pénzügyi tárgyú törvények módosításáról
- 2009. évi CLI. törvény a Nemzeti Akkreditáló Testület szervezetéről, feladat- és hatásköréről, valamint eljárásáról szóló 2005. évi LXXVIII. törvény módosításáról
- 2009. évi CLII. törvény az egyszerűsített foglalkoztatásról
- 2009. évi CLIII. törvény egyes közlekedési tárgyú törvények módosításáról
- 2009. évi CLIV. törvény az egyes egészségügyi tárgyú törvények módosításáról [2]
- 2009. évi CLV. törvény a minősített adat védelméről
- 2009. évi CLVI. törvény a sportról szóló 2004. évi I. törvény módosításáról
- 2009. évi CLVII. törvény a rehabilitációs járadékról szóló 2007. évi LXXXIV. törvény módosításáról
- 2009. évi CLVIII. törvény a személyi jövedelemadóról szóló 1995. évi CXVII. törvény módosításáról
- 2009. évi CLIX. törvény az Európai Unióról szóló szerződés K.3. cikke alapján létrejött, az Európai Közösségek pénzügyi érdekeinek védelméről szóló Egyezmény és az azt kiegészítő jegyzőkönyvek, valamint az Európai Unióról szóló Szerződés 35. Cikkének (2) bekezdése alapján megtett nyilatkozat kihirdetéséről [3]
- 2009. évi CLX. törvény a gyermekek fegyveres konfliktusba történő bevonásáról szóló, a Gyermek jogairól szóló egyezményhez fűzött Fakultatív Jegyzőkönyv megerősítéséről és kihirdetéséről [3]
- 2009. évi CLXI. törvény a gyermekek eladásáról, a gyermekprostitúcióról és a gyermekpornográfiáról szóló, a Gyermek jogairól szóló egyezményhez fűzött Fakultatív Jegyzőkönyv megerősítéséről és kihirdetéséről [3]
- 2009. évi CLXII. törvény a fogyasztónak nyújtott hitelről [3]
- 2009. évi CLXIII. törvény a tisztességes eljárás védelméről, valamint az ezzel összefüggő törvénymódosításokról [3]

### Kormányrendeletek (361)

#### Január (1−20)
- 1/2009. (I. 7.) Korm. rendelet a földgázellátásról szóló 2003. évi XLII. törvény egyes rendelkezéseinek végrehajtásáról szóló 111/2003. (VII. 29.) Korm. rendelet módosításáról
- 2/2009. (I. 9.) Korm. rendelet a Sármellék országos jelentőségű polgári repülőtéren állandó nemzetközi személy- és áruforgalmat lebonyolító légi határátkelőhely megnyitásáról
- 3/2009. (I. 10.) Korm. rendelet a közalkalmazottak jogállásáról szóló 1992. évi XXXIII. törvény végrehajtásáról a művészeti, a közművelődési és a közgyűjteményi területen foglalkoztatott közalkalmazottak jogviszonyával összefüggő egyes kérdések rendezéséről szóló 150/1992. (XI. 20.) Korm. rendelet módosításáról
- 4/2009. (I. 10.) Korm. rendelet az agrár- és vidékfejlesztési állami támogatások Európai Bizottság részére történő bejelentési rendjéről
- 5/2009. (I. 16.) Korm. rendelet a kis- és középvállalkozások helyzetével, támogatásával összefüggő adatszolgáltatásról
- 6/2009. (I. 20.) Korm. rendelet a költségvetési szerveknél foglalkoztatottak 2009. évi havi kereset-kiegészítéséről
- 7/2009. (I. 20.) Korm. rendelet a fővárosi és megyei vagyonátadó bizottságokról
- 8/2009. (I. 23.) Korm. rendelet a vágóállatok védelméről szóló, Strasbourgban, 1979. május 10-én aláírt Európai Egyezmény kihirdetéséről
- 9/2009. (I. 23.) Korm. rendelet az építési beruházások közbeszerzésekkel kapcsolatos részletes szabályairól szóló 162/2004. (V. 21.) Korm. rendelet módosításáról
- 10/2009. (I. 27.) Korm. rendelet a minőségi és hatékony gyógyszerrendelés ösztönzéséről szóló 17/2007. (II. 13.) Korm. rendelet, valamint az Állami Népegészségügyi és Tisztiorvosi Szolgálatról és a gyógyszerészeti államigazgatási szerv kijelöléséről szóló 362/2006. (XII. 28.) Korm. rendelet módosításáról
- 11/2009. (I. 27.) Korm. rendelet a Magyar Köztársaság Kormánya és Izrael Állam Kormánya közötti a magánszektorban megvalósuló ipari kutatás-fejlesztésben történő kétoldalú együttműködésről szóló Megállapodás kihirdetéséről
- 12/2009. (I. 28.) Korm. rendelet a köztisztviselők képesítési előírásairól szóló 9/1995. (II. 3.) Korm. rendelet módosításáról
- 13/2009. (I. 28.) Korm. rendelet	a lakáscélú állami támogatásokról szóló 12/2001. (I. 31.) Korm. rendelet módosításáról
- 14/2009. (I. 30.) Korm. rendelet a Magyar Köztársaság Kormánya és Bosznia-Hercegovina Miniszterek Tanácsa közötti Kormányközi Együttműködési Vegyes Bizottság létrehozásáról szóló Jegyzőkönyv kihirdetéséről
- 15/2009. (I. 30.) Korm. rendelet a villamos energia határon keresztül történő szállításának a szabályozásáról
- 16/2009. (I. 30.) Korm. rendelet egyes kormányrendeleteknek a szmogriadóval összefüggő módosításáról
- 17/2009. (I. 30.) Korm. rendelet a "Márciusi Ifjak Díj - a fiatal magyar tehetségekért" alapításáról szóló 34/2008. (II. 21.) Korm. rendelet módosításáról
- 18/2009. (I. 30.) Korm. rendelet a Mezőgazdasági Szakigazgatási Hivatal létrehozásáról és működéséről szóló 274/2006. (XII. 23.) Korm. rendelet módosításáról
- 19/2009. (I. 30.) Korm. rendelet a földgázellátásról szóló 2008. évi XL. törvény rendelkezéseinek végrehajtásáról
- 20/2009. (I. 30.) Korm. rendelet a földgázellátásról szóló 2003. évi XLII. törvény egyes rendelkezéseinek végrehajtásáról szóló 111/2003. (VII. 29.) Korm. rendelet, valamint a villamos energiáról szóló 2007. évi LXXXVI. törvény egyes rendelkezéseinek végrehajtásáról szóló 273/2007. (X. 19.) Korm. rendelet módosításáról

#### Február (21−38)
- 21/2009. (II. 4.) Korm. rendelet a Nemzeti Hírközlési Hatóság eljárásában közreműködő szakhatóságok kijelöléséről, valamint egyes szakhatósági közreműködések megszüntetéséről és módosításáról szóló 362/2008. (XII. 31.) Korm. rendelet módosításáról
- 22/2009. (II. 6.) Korm. rendelet a Magyar Köztársaság Kormánya és az Egyesült Nemzetek Gyermekalapja közötti fejlesztési együttműködésről szóló Keretmegállapodás kihirdetéséről
- 23/2009. (II. 6.) Korm. rendelet a Magyar Köztársaság Kormánya és az Észt Köztársaság Kormánya között kulturális intézetek létesítéséről és működéséről szóló Megállapodás kihirdetéséről
- 24/2009. (II. 6.) Korm. rendelet a Magyar Köztársaság Kormánya és a Lengyel Köztársaság Kormánya között a kulturális intézetek működéséről szóló Egyezmény kihirdetéséről
- 25/2009. (II. 6.) Korm. rendelet a Magyar Köztársaság Kormánya és a Moldovai Köztársaság Kormánya között a gazdasági együttműködésről szóló megállapodás kötelező hatályának elismerésére adott felhatalmazásról és kihirdetéséről
- 26/2009. (II. 10.) Korm. rendelet a Magyar Köztársaság Kormánya és a Fehérorosz Köztársaság Kormánya között a nemzetközi közúti személyszállításról és árufuvarozásról szóló egyezmény jegyzékváltás útján történő módosításának kihirdetéséről
- 27/2009. (II. 13.) Korm. rendelet a hallgatói hitelrendszerről és a Diákhitel Központról szóló 86/2006. (IV. 12.) Korm. rendelet módosításáról
- 28/2009. (II. 19.) Korm. rendelet a személyes gondoskodást nyújtó szociális intézmény és a falugondnoki szolgálat működésének engedélyezéséről, továbbá a szociális vállalkozás engedélyezéséről szóló 188/1999. (XII. 16.) Korm. rendelet, valamint egyes kapcsolódó kormányrendeletek módosításáról
- 29/2009. (II. 19.) Korm. rendelet az előrehozott öregségi nyugdíjjogosultság feltételeivel rendelkező, helyi önkormányzatoknál alkalmazott köztisztviselők felmentéséhez kapcsolódó egyes kifizetések támogatásáról szóló 157/2008. (VI. 10.) Korm. rendelet módosításáról
- 30/2009. (II. 19.) Korm. rendelet a Rendőrség szerveiről és a Rendőrség szerveinek feladat- és hatásköréről szóló 329/2007. (XII. 13.) Korm. rendelet, és a határátkelőhely és az ideiglenes határátkelőhely megnyitásáról és működtetéséről, valamint a határátlépési pontról szóló 332/2007. (XII. 13.) Korm. rendelet módosításáról
- 31/2009. (II. 19.) Korm. rendelet a kölcsönös megfeleltetési szabályok betartását ellenőrző szervekről szóló 322/2007. (XII. 5.) Korm. rendelet módosításáról
- 32/2009. (II. 19.) Korm. rendelet a vasúti árufuvarozási szerződésekre vonatkozó részletes szabályokról
- 33/2009. (II. 20.) Korm. rendelet a helyi önkormányzatok vis maior támogatása és a vis maior tartalék előirányzatok felhasználásának részletes szabályairól
- 34/2009. (II. 20.) Korm. rendelet a radioaktív hulladékok és a kiégett fűtőelemek országhatáron át történő szállításának engedélyezéséről
- 35/2009. (II. 20.) Korm. rendelet a nukleáris és nukleáris kettős felhasználású termékek nemzetközi forgalmának szabályozásáról szóló 263/2004. (IX. 23.) Korm. rendelet módosításáról
- 36/2009. (II. 25.) Korm. rendelet a lakossági vezetékes gázfogyasztás és távhőfelhasználás szociális támogatásáról szóló 289/2007. (X. 31.) Korm. rendelet módosításáról
- 37/2009. (II. 26.) Korm. rendelet kormányrendelet módosításáról
- 38/2009. (II. 27.) Korm. rendelet a kiemelt térségi és megyei területrendezési tervek készítése során az országos, a kiemelt térségi és a megyei övezetek területi érintettségével kapcsolatosan állásfoglalásra jogosult államigazgatási szervek körének kijelöléséről

#### Március (39−65)
- 39/2009. (III. 4.) Korm. rendelet a Magyar Köztársaság Kormánya és a Jeruzsálemi Szent Sír Lovagrend között a Rend Budapesti Képviselete számára nyújtandó kiváltságokról, mentességekről és kedvezményekről szóló megállapodás kihirdetéséről
- 40/2009. (III. 4.) Korm. rendelet a Magyar Köztársaság Kormánya és a Mexikói Egyesült Államok Kormánya közötti oktatási és kulturális együttműködési egyezmény jóváhagyásáról és kihirdetéséről
- 41/2009. (III. 4.) Korm. rendelet a Magyar Köztársaság Kormánya és az Osztrák Köztársaság Kormánya között a határmenti térségekben történő foglalkoztatásról szóló jegyzőkönyv kihirdetéséről
- 42/2009. (III. 4.) Korm. rendelet a Magyar Köztársaság Kormánya és a Kínai Népköztársaságnak Kormánya között az állategészségügy és a karanténozás területén való együttműködésről szóló egyezmény kihirdetéséről
- 43/2009. (III. 4.) Korm. rendelet a Magyar Köztársaság és az Orosz Föderáció Kormánya között a fegyverzet, haditechnikai eszközök és azok tartalék alkatrészeinek a Magyar Köztársaságban a volt Szovjet Szocialista Köztársaságok Szövetsége licencei alapján történő gyártásának rendjéről szóló megállapodás kihirdetéséről
- 44/2009. (III. 4.) Korm. rendelet a Magyar Köztársaság Kormánya és a Szlovák Köztársaság Kormánya között a nemzeti kisebbségek kölcsönös oktatási és kulturális támogatásáról szóló megállapodás kihirdetéséről
- 45/2009. (III. 4.) Korm. rendelet a Magyar Köztársaság Kormánya és a Chilei Köztársaság Kormánya közötti tudományos és technológiai együttműködési megállapodás kihirdetéséről
- 46/2009. (III. 4.) Korm. rendelet a Magyar Köztársaság Kormánya és a Bolgár Köztársaság Kormánya között a budapesti Bolgár Kulturális Intézet és a szófiai Magyar Kulturális Intézet státusáról és tevékenységéről szóló megállapodás kihirdetéséről
- 47/2009. (III. 4.) Korm. rendelet a NATO Repülőgépfedélzeti Korai Előrejelző és Ellenőrző (NAEW&C) Rendszere korszerűsítésére vonatkozó NATO E-3A Együttműködési Programjának az Észak Atlanti Szövetség védelmi miniszterei közötti Többoldalú Egyetértési Nyilatkozata (MMOU) kiegészítésének harmadik módosítása kihirdetéséről
- 48/2009. (III. 6.) Korm. rendelet a pályakezdő fiatalok, az ötven év feletti munkanélküliek, valamint a gyermek gondozását, illetve a családtag ápolását követően munkát keresők foglalkoztatásának elősegítéséről, továbbá az ösztöndíjas foglalkoztatásról szóló 2004. évi CXXIII. törvény végrehajtása érdekében a gazdasági, infrastrukturális, társadalmi, szociális és foglalkoztatási szempontból legkedvezőtlenebb helyzetű kistérségek, valamint települések felsorolásáról
- 49/2009. (III. 6.) Korm. rendelet az Agrármarketing Centrum és a Földművelésügyi és Vidékfejlesztési Minisztérium Vidékfejlesztési, Képzési és Szaktanácsadási Intézet mezőgazdasági és vidékfejlesztési támogatási szervként való kijelöléséről
- 50/2009. (III. 6.) Korm. rendelet az Európai Közösséget létrehozó Szerződés 87. cikkének (1) bekezdése szerinti állami támogatásokkal kapcsolatos eljárásról és a regionális támogatási térképről szóló 85/2004. (IV. 19.) Korm. rendelet módosításáról
- 51/2009. (III. 6.) Korm. rendelet a Magyar Köztársaság Kormánya és Japán Kormánya közötti Japán Kulturális Önkéntes Programról
- 52/2009. (III. 12.) Korm. rendelet a "Márciusi Ifjak Díj - a fiatal magyar tehetségekért" alapításáról szóló 34/2008. (II. 21.) Korm. rendelet módosításáról
- 53/2009. (III. 12.) Korm. rendelet az Európai Unió soros magyar elnökségben közvetlenül résztvevők kiválasztásáról, képzéséről és anyagi elismeréséről szóló 374/2007. (XII. 23.) Korm. rendelet módosításáról
- 54/2009. (III. 12.) Korm. rendelet a közigazgatási bírsággal sújtandó közlekedési szabályszegések köréről, az e tevékenységekre vonatkozó rendelkezések megsértése esetén kiszabható bírságok összegéről, felhasználásának rendjéről és az ellenőrzésben történő közreműködés feltételeiről szóló 410/2007. (XII. 29.) Korm. rendelet módosításáról
- 55/2009. (III. 13.) Korm. rendelet a vásárokról, a piacokról, és a bevásárlóközpontokról
- 56/2009. (III. 17.) Korm. rendelet a vasúti társaságok kötelező baleseti kárfedezeti képességének biztosításáról szóló 271/2007. (X. 19.) Korm. rendelet módosításáról
- 57/2009. (III. 17.) Korm. rendelet a Budapest Főváros Óbudai (Hajógyári) szigeten megvalósuló "Álomsziget" nevű komplex nagyberuházással összefüggő közigazgatási hatósági ügyek kiemelt jelentőségű üggyé nyilvánításáról
- 58/2009. (III. 18.) Korm. rendelet az egészségügyi szolgáltatások Egészségbiztosítási Alapból történő finanszírozásának részletes szabályairól szóló 43/1999. (III. 3.) Korm. rendelet módosításáról
- 59/2009. (III. 27.) Korm. rendelet a NATO Biztonsági Beruházási Program keretében megvalósuló beszerzésekre vonatkozó részletes szabályokról szóló 40/2005. (III. 10.) Korm. rendelet módosításáról
- 60/2009. (III. 27.) Korm. rendelet egyes nyugdíj- és idősügyi tárgyú kormányrendeletek módosításáról
- 61/2009. (III. 28.) Korm. rendelet a Kutatási és Technológiai Innovációs Tanácsról szóló 255/2003. (XII. 24.) Korm. rendelet módosításáról
- 62/2009. (III. 28.) Korm. rendelet a közpénzekből nyújtott támogatások átláthatóságáról szóló 2007. évi CLXXXI. törvény végrehajtásáról szóló 67/2008. (III. 29.) Korm. rendelet módosításáról
- 63/2009. (III. 31.) Korm. rendelet a Magyar Köztársaság és Bosznia és Hercegovina között a társadalombiztosításról és a szociális biztonságról szóló Egyezmény végrehajtására szolgáló, Szarajevóban 2008. június 12-én aláírt Igazgatási Megállapodás kihirdetéséről
- 64/2009. (III. 31.) Korm. rendelet az energia-végfelhasználás hatékonyságával és az energetikai szolgáltatásokkal összefüggő egyes kormányrendeletek módosításáról
- 65/2009. (III. 31.) Korm. rendelet az ivóvíz minőségi követelmén−yeiről és az ellenőrzés rendjéről szóló 201/2001. (X. 25.) Korm. rendelet módosításáról

#### Április (6698)
- 66/2009. (IV. 2.) Korm. rendelet a kísérleti és egyéb tudományos célokra felhasznált gerinces állatok védelméről szóló, Strasbourgban, 1986. március 18-án aláírt Európai Egyezmény kihirdetéséről
- 67/2009. (IV. 2.) Korm. rendelet az Európai Közösség és a Magyar Köztársaság közötti Kiegészítő Egyetértési Megállapodás kihirdetéséről
- 68/2009. (IV. 2.) Korm. rendelet a meghagyással kapcsolatos eljárás és a meghagyásba bevont szervek besorolásának szabályairól
- 69/2009. (IV. 2.) Korm. rendelet a közigazgatási bírsággal sújtandó közlekedési szabályszegések köréről, az e tevékenységekre vonatkozó rendelkezések megsértése esetén kiszabható bírságok összegéről, felhasználásának rendjéről és az ellenőrzésben történő közreműködés feltételeiről szóló 410/2007. (XII. 29.) Korm. rendelet módosításáról
- 70/2009. (IV. 2.) Korm. rendelet a szakképzettséggel rendelkező, pályakezdő álláskeresők munkatapasztalat-szerzésének és a létszámleépítések megelőzése érdekében a részmunkaidős foglalkoztatás támogatásáról
- 71/2009. (IV. 2.) Korm. rendelet egyes, a fogyasztókkal kötött szerződésekre vonatkozó kormányrendeletek módosításáról
- 72/2009. (IV. 3.) Korm. rendelet egyes egészségbiztosítási tárgyú kormányrendeletek módosításáról
- 73/2009. (IV. 8.) Korm. rendelet a Foglalkoztatási és Szociális Adatbázisról
- 74/2009. (IV. 8.) Korm. rendelet a könyvviteli szolgáltatást végzők nyilvántartásba vételéről szóló 93/2002. (V. 5.) Korm. rendelet módosításáról
- 75/2009. (IV. 8.) Korm. rendelet egyes kormányrendeleteknek az aktív korúak ellátásával összefüggő módosításáról
- 76/2009. (IV. 8.) Korm. rendelet a területrendezési hatósági eljárásokról
- 77/2009. (IV. 8.) Korm. rendelet a "Duna projekt" megvalósításával összefüggő közigazgatási hatósági ügyek kiemelt jelentőségű üggyé nyilvánításáról
- 78/2009. (IV. 8.) Korm. rendelet a "Ráckevei (Soroksári) - Duna-ág (RSD) vízgazdálkodásának, vízminőségének javítása" tárgyú projekt megvalósításával összefüggő közigazgatási hatósági ügyek kiemelt jelentőségű üggyé nyilvánításáról
- 79/2009. (IV. 8.) Korm. rendelet a "Tisza hullámtér projekt" megvalósításával összefüggő közigazgatási hatósági ügyek kiemelt jelentőségű üggyé nyilvánításáról
- 80/2009. (IV. 8.) Korm. rendelet a "Kis-Balaton Vízvédelmi Rendszer II. ütem megvalósítása" tárgyú projekt megvalósításával összefüggő közigazgatási hatósági ügyek kiemelt jelentőségű üggyé nyilvánításáról
- 81/2009. (IV. 10.) Korm. rendelet a központosított illetményszámfejtésről szóló 172/2000. (X. 18.) Korm. rendelet módosításáról
- 82/2009. (IV. 10.) Korm. rendelet egyes kormányrendeleteknek a közbeszerzésekről szóló 2003. évi CXXIX. törvény módosításával összefüggő módosításáról
- 84/2009. (IV. 10.) Korm. rendelet a légi közlekedésről szóló 1995. évi XCVII. törvény végrehajtásáról szóló 141/1995. (XI. 30.) Korm. rendelet módosításáról
- 83/2009. (IV. 10.) Korm. rendelet a "King's City" nevű komplex turisztikai projekt Sukoró község külterületen megvalósuló nagyberuházással összefüggő közigazgatási hatósági ügyek kiemelt jelentőségű üggyé nyilvánításáról
- 85/2009. (IV. 10.) Korm. rendelet az egyes 2009. évi decentralizált önkormányzati fejlesztési és területfejlesztési célú, valamint egyes 2009. évi központi előirányzatok felhasználásának részletes szabályairól
- 86/2009. (IV. 10.) Korm. rendelet a Nemzeti Települési Szennyvíz-elvezetési és -tisztítási Megvalósítási Programról szóló 25/2002. (II. 27.) Korm. rendelet módosításáról
- 87/2009. (IV. 10.) Korm. rendelet a Nemzeti Települési Szennyvíz-elvezetési és -tisztítási Megvalósítási Programmal összefüggő szennyvízelvezetési agglomeráció lehatárolásáról szóló 26/2002. (II. 27.) Korm. rendelet módosításáról
- 88/2009. (IV. 13.) Korm. rendelet a társadalompolitika összehangolásáért felelős tárca nélküli miniszter feladat- és hatásköréről
- 89/2009. (IV. 14.) Korm. rendelet a pénzügyi rendszer stabilitása érdekében vállalható állami garancia eljárási szabályairól
- 90/2009. (IV. 16.) Korm. rendelet a közhasznú vagy gazdasági társasági formában működő, valamint az egyházak, alapítványok által fenntartott aktív fekvőbeteg szakellátást biztosító egészségügyi szolgáltatók létszámcsökkentésének 2009. évi költségvetési támogatásáról
- 91/2009. (IV. 22.) Korm. rendelet az Új Magyarország Vidékfejlesztési Program egyes intézkedései esetén 2009. évben nyújtandó támogatási előleg fizetéséről
- 92/2009. (IV. 24.) Korm. rendelet a felsőoktatási képzés feltételeiről szóló egyes kormányrendeletek módosításáról
- 93/2009. (IV. 24.) Korm. rendelet a pedagógus-továbbképzésről, a pedagógus-szakvizsgáról, valamint a továbbképzésben részt vevők juttatásairól és kedvezményeiről szóló 277/1997. (XII. 22.) Korm. rendelet módosításáról
- 94/2009. (IV. 24.) Korm. rendelet az egyes területfejlesztési és önkormányzati fejlesztési célokat szolgáló hazai támogatási előirányzatokról szóló kormányrendeletek módosításáról
- 95/2009. (IV. 24.) Korm. rendelet a katasztrófák elleni védekezés irányításáról, szervezetéről és a veszélyes anyagokkal kapcsolatos súlyos balesetek elleni védekezésről szóló 1999. évi LXXIV. törvény végrehajtásáról szóló 179/1999. (XII. 10.) Korm. rendelet módosításáról
- 96/2009. (IV. 24.) Korm. rendelet a 2008-2012 közötti időszakra vonatkozó Nemzeti Kiosztási Lista kihirdetéséről
- 97/2009. (IV. 24.) Korm. rendelet az EGT Finanszírozási Mechanizmus és a Norvég Finanszírozási Mechanizmus végrehajtási rendjéről szóló 242/2006. (XII. 5.) Korm. rendelet módosításáról
- 98/2009. (IV. 24.) Korm. rendelet a felsőoktatási képzés feltételeiről szóló egyes kormányrendeletek módosításáról

#### Május (99−114)
- 99/2009. (V. 6.) Korm. rendelet az Új Magyarország Vidékfejlesztési Program egyes intézkedései esetén 2009. évben nyújtandó támogatási előleg fizetéséről szóló 91/2009. (IV. 22.) Korm. rendelet módosításáról
- 100/2009. (V. 8.) Korm. rendelet az árva mű egyes felhasználásainak engedélyezésére vonatkozó részletes szabályokról
- 101/2009. (V. 8.) Korm. rendelet a közúti közlekedési szolgáltatásokról és a közúti járművek üzemben tartásáról szóló 89/1988. (XII. 20.) MT rendelet, a közúti árutovábbítási szerződésekről szóló 2/1981. (I. 31.) MT rendelet, valamint a közúti személyszállítási szerződésekről szóló 20/1981. (VI. 19.) MT rendelet módosításáról
- 102/2009. (V. 11.) Korm. rendelet az áruk és egyes szolgáltatások szabad áramlásának biztosításával összefüggésben egyes európai uniós jogi aktusokban előírt bejelentési, értesítési, tájékoztatási és jelentéstételi kötelezettségek teljesítéséről
- 103/2009. (V. 11.) Korm. rendelet a Kereskedelem Technikai Akadályairól szóló Megállapodásban előírt bejelentési és tájékoztatási kötelezettségek teljesítéséről
- 104/2009. (V. 14.) Korm. rendelet a környezetvédelmi termékdíj-mentesség, a termékdíj visszaigénylésének és átvállalásának, valamint a használt gumiabroncs behozatalának feltételeiről szóló 53/2003. (IV. 11.) Korm. rendelet módosításáról
- 105/2009. (V. 14.) Korm. rendelet a Nemzeti Közlekedési Hatóságról szóló 263/2006. (XII. 20.) Korm. rendelet, valamint a Magyar Bányászati és Földtani Hivatalról szóló 267/2006. (XII. 20.) Korm. rendelet deregulációval összefüggő módosításáról
- 106/2009. (V. 14.) Korm. rendelet az UNESCO által 2005. október 19-én elfogadott, a sportbeli dopping elleni nemzetközi egyezmény módosításának kihirdetéséről
- 107/2009. (V. 14.) Korm. rendelet az egyes agrártárgyú törvények módosításáról szóló 2009. évi XXVIII. törvénnyel összefüggő egyes kormányrendeletek módosításáról
- 108/2009. (V. 20.) Korm. rendelet az Európai Közösséget létrehozó Szerződés 87. cikkének (1) bekezdése szerinti állami támogatásokkal kapcsolatos eljárásról és a regionális támogatási térképről szóló 85/2004. (IV. 19.) Korm. rendelet módosításáról
- 109/2009. (V. 20.) Korm. rendelet az állam által vállalt kezesség előkészítésének és a kezesség beváltásának eljárási rendjéről szóló 110/2006. (V. 5.) Korm. rendelet módosításáról
- 110/2009. (V. 22.) Korm. rendelet az egyes gazdálkodó szervezetek részére nyújtott 2009. évi egyedi támogatásokról, költségtérítésekről, valamint az egyéb vállalati támogatások keretében nyújtott termelési támogatásokról
- 111/2009. (V. 27.) Korm. rendelet a Magyar Köztársaság Kormánya és a Horvát Köztársaság Kormánya között, a Magyar Köztársaság Kormánya és a Horvát Köztársaság Kormánya között a Magyar Köztársaság és a Horvát Köztársaság között a közúti, a vasúti és a vízi határforgalom ellenőrzéséről szóló Egyezmény végrehajtásáról szóló Megállapodás módosításáról szóló Megállapodás kihirdetéséről
- 112/2009. (V. 27.) Korm. rendelet a Magyar Kereskedelmi Engedélyezési Hivatalról szóló 260/2006. (XII. 20.) Korm. rendelet és más kormányrendeletek módosításáról
- 113/2009. (V. 28.) Korm. rendelet a Magyar Bányászati és Földtani Hivatalról szóló 267/2006. (XII. 20.) Korm. rendelet módosításáról
- 114/2009. (V. 29.) Korm. rendelet' a megváltozott munkaképességű munkavállalókat foglalkoztató munkáltatók akkreditációjának, továbbá az akkreditált munkáltatók ellenőrzésének szabályairól szóló 176/2005. (IX. 2.) Korm. rendelet módosításáról

#### Június (115−140)
- 115/2009. (VI. 3.) Korm. rendelet a Magyar Köztársaság Kormánya és a Laoszi Népi Demokratikus Köztársaság Kormánya között pénzügyi együttműködési keretprogram kialakításáról szóló megállapodás kihirdetéséről
- 116/2009. (VI. 4.) Korm. rendelet a Közép-Európai Felsőoktatási Csereprogramról (CEEPUSII) szóló egyezménynek a Miniszterek Közös Bizottság által 2007. március 16-án Zágrábban módosított és 2008. február 29-én Szófiában jóváhagyott egységes szerkezetű szövege kihirdetéséről
- 117/2009. (VI. 4.) Korm. rendelet a külföldre utazásról szóló 1998. évi XII. törvény és a külföldre utazásra felhasználható más okmányokkal kapcsolatos szabályozásra vonatkozó egyes törvények módosításáról szóló 2008. évi CXIII. törvénnyel összefüggésben egyes kormányrendeletek módosításáról
- 118/2009. (VI. 4.) Korm. rendelet az állam által vállalt kezesség előkészítésének és a kezesség beváltásának eljárási rendjéről szóló 110/2006. (V. 5.) Korm. rendelet módosításáról
- 119/2009. (VI. 9.) Korm. rendelet az üzletek működésének rendjéről, valamint az egyes üzlet nélkül folytatható kereskedelmi tevékenységek végzésének feltételeiről szóló 133/2007. (VI. 13.) Korm. rendelet módosításáról
- 120/2009. (VI. 9.) Korm. rendelet a honvédelmi szervek működésének az államháztartás működési rendjétől eltérő szabályairól szóló 226/2004. (VII. 27.) Korm. rendelet módosításáról
- 121/2009. (VI. 11.) Korm. rendelet az ENSZ Éghajlatváltozási Keretegyezménye és annak Kiotói Jegyzőkönyve végrehajtási keretrendszeréről szóló 2007. évi LX. törvény végrehajtásának egyes szabályairól szóló 323/2007. (XII. 11.) Korm. rendelet módosításáról
- 122/2009. (VI. 12.) Korm. rendelet az egészségügyi felsőfokú szakirányú szakképzési rendszerről
- 123/2009. (VI. 12.) Korm. rendelet az egyes veszélyes anyagok és veszélyes készítmények kivitelével, illetve behozatalával összefüggő bejelentési eljárás részletes szabályairól
- 124/2009. (VI. 12.) Korm. rendelet az állami vezetők és az államigazgatási szervek köztisztviselői számára biztosított juttatásokról és azok feltételeiről szóló 136/2006. (VI. 26.) Korm. rendelet módosításáról
- 125/2009. (VI. 15.) Korm. rendelet a lakáscélú állami támogatásokról szóló 12/2001. (I. 31.) Korm. rendelet, valamint a fiatalok lakáskölcsönéhez kapcsolódó állami kezesség vállalásának és érvényesítésének részletes szabályairól szóló 4/2005. (I. 12.) Korm. rendelet módosításáról
- 126/2009. (VI. 15.) Korm. rendelet a közigazgatási versenyvizsgáról
- 127/2009. (VI. 15.) Korm. rendelet a Nemzeti Fejlesztési Terv operatív programjai, az EQUAL Közösségi Kezdeményezés program és a Kohéziós Alap projektek támogatásainak fogadásához kapcsolódó pénzügyi lebonyolítási, számviteli és ellenőrzési rendszerek kialakításáról szóló 360/2004. (XII. 26.) Korm. rendelet módosításáról
- 128/2009. (VI. 15.) Korm. rendelet az államháztartás működési rendjéről szóló 217/1998. (XII. 30.) Korm. rendelet módosításáról
- 129/2009. (VI. 18.) Korm. rendelet a Magyar Köztársaság Kormánya és a Kambodzsai Királyság Kormánya közötti fejlesztési együttműködésről szóló, Phnompen-ben, 2009. május 28-án aláírt Megállapodás szövegének kihirdetéséről
- 130/2009. (VI. 18.) Korm. rendelet a Magyar Köztársaság Kormánya és a Marokkói Királyság Kormánya között a gazdasági együttműködésről szóló megállapodás kihirdetéséről
- 131/2009. (VI. 19.) Korm. rendelet a szakértői nyilvántartó szerv kijelöléséről
- 132/2009. (VI. 19.) Korm. rendelet a Társadalmi Megújulás Operatív Program 1. prioritás 1.1.2. konstrukció: "Decentralizált programok a hátrányos helyzetűek foglalkoztatásáért", valamint a Társadalmi Megújulás Operatív Program 1. prioritás 1.1.1. konstrukció: "Megváltozott munkaképességű emberek rehabilitációjának és foglalkoztatásának segítése" keretében nyújtható támogatásokról
- 133/2009. (VI. 19.) Korm. rendelet a költségvetési szerveknél foglalkoztatottak 2009. évi havi kereset-kiegészítéséről szóló 6/2009. (I. 20.) Korm. rendelet módosításáról
- 134/2009. (VI. 23.) Korm. rendelet a fiatalok, valamint a többgyermekes családok lakáscélú kölcsöneinek állami támogatásáról
- 135/2009. (VI. 24.) Korm. rendelet az Európai Közösség és a Magyar Köztársaság közötti második Kiegészítő Egyetértési Megállapodás kihirdetéséről
- 136/2009. (VI. 24.) Korm. rendelet a krízishelyzetbe került személyek támogatásáról
- 137/2009. (VI. 26.) Korm. rendelet a lakossági vezetékes gázfogyasztás és távhőfelhasználás szociális támogatásáról szóló 289/2007. (X. 31.) Korm. rendelet módosításáról
- 138/2009. (VI. 30.) Korm. rendelet a bioüzemanyagok közlekedési célú felhasználásának előmozdítására vonatkozó egyes rendelkezések végrehajtásának szabályairól
- 139/2009. (VI. 30.) Korm. rendelet a földgázellátásról szóló 2008. évi XL. törvény rendelkezéseinek végrehajtásáról szóló 19/2009. (I. 30.) Korm. rendelet módosításáról
- 140/2009. (VI. 30.) Korm. rendelet a Stratégiai Légiszállítási Képességről szóló többoldalú Egyetértési Megállapodás kihirdetéséről szóló 93/2008. (IV. 23.) Korm. rendelet módosításáról

#### Július (141−159)
- 141/2009. (VII. 3.) Korm. rendelet egyes, az egészségügyi ellátás során az adminisztratív terhek csökkentése érdekében szükséges kormányrendeleti rendelkezések módosításáról
- 142/2009. (VII. 6.) Korm. rendelet az államháztartás működési rendjéről szóló 217/1998. (XII. 30.) Korm. rendelet, valamint az államháztartás működési rendjéről szóló 217/1998. (XII. 30.) Korm. rendelet módosításáról szóló 288/2008. (XII. 9.) Korm. rendelet módosításáról
- 143/2009. (VII. 6.) Korm. rendelet az erdőgazdálkodási és erdővédelmi bírság mértékéről és kiszámításának módjáról
- 144/2009. (VII. 10.) Korm. rendelet a polgári felhasználású robbanóanyagok forgalmazásáról és felügyeletéről szóló 191/2002. (IX. 4.) Korm. rendelet módosításáról
- 145/2009. (VII. 10.) Korm. rendelet a Mezőgazdasági Szakigazgatási Hivatal létrehozásáról és működéséről szóló 274/2006. (XII. 23.) Korm. rendelet és a Mezőgazdasági Szakigazgatási Hivatal tevékenységét érintő egyes jogszabályok módosításáról
- 146/2009. (VII. 14.) Korm. rendelet az egyes szabálysértésekről szóló 218/1999. (XII. 28.) Korm. rendelet módosításáról
- 147/2009. (VII. 17.) Korm. rendelet a katasztrófa-egészségügyi ellátásról szóló 158/1999. (XI. 19.) Korm. rendelet módosításáról
- 148/2009. (VII. 22.) Korm. rendelet a Magyar Köztársaság Kormánya és a Vietnámi Szocialista Köztársaság Kormánya között pénzügyi együttműködési keretprogram kialakításáról szóló megállapodás kihirdetéséről
- 149/2009. (VII. 23.) Korm. rendelet a hallgatói hitelrendszerről és a Diákhitel Központról szóló 86/2006. (IV. 12.) Korm. rendelet módosításáról
- 150/2009. (VII. 23.) Korm. rendelet a Magyar Nemzeti Vagyonkezelő Zrt. saját vagyonával és a rábízott állami vagyonnal kapcsolatos éves beszámoló készítési és könyvvezetési kötelezettségről szóló 5/2008. (I. 22.) Korm. rendelet módosításáról
- 151/2009. (VII. 23.) Korm. rendelet a környezeti hatásvizsgálati és az egységes környezethasználati engedélyezési eljárásról szóló 314/2005. (XII. 25.) Korm. rendelet módosításáról
- 152/2009. (VII. 23.) Korm. rendelet a Nemzeti Tehetség Program finanszírozásáról
- 153/2009. (VII. 23.) Korm. rendelet a pénzügyi szektorban érvényesülő fogyasztóvédelem hatékonyságának növeléséhez szükséges egyes kérdésekről
- 154/2009. (VII. 23.) Korm. rendelet a lakáscélú kölcsönökre vonatkozó állami készfizető kezesség igénybevételének és beváltásának részletes szabályairól
- 155/2009. (VII. 23.) Korm. rendelet a magánnyugdíjpénztárak befektetési és gazdálkodási tevékenységéről szóló 282/2001. (XII. 26.) Korm. rendelet módosításáról
- 156/2009. (VII. 29.) Korm. rendelet a közúti árufuvarozáshoz, személyszállításhoz és a közúti közlekedéshez kapcsolódó egyes rendelkezések megsértése esetén kiszabható bírságok összegéről, valamint a bírságolással összefüggő hatósági feladatokról
- 157/2009. (VII. 29.) Korm. rendelet az Útravaló Ösztöndíjprogramról szóló 152/2005. (VIII. 2.) Korm. rendelet módosításáról
- 158/2009. (VII. 30.) Korm. rendelet a mezőgazdasági termékek és az élelmiszerek, valamint a szeszes italok földrajzi árujelzőinek oltalmára irányuló eljárásról és a termékek ellenőrzéséről
- 159/2009. (VII. 30.) Korm. rendelet az egyes iparjogvédelmi beadványok elektronikus úton való benyújtására vonatkozó részletes szabályokról szóló 147/2007. (VI. 26.) Korm. rendelet módosításáról

#### Augusztus (160−176)
- 160/2009. (VIII. 3.) Korm. rendelet a 2007-2013 programozási időszakban az Európai Regionális Fejlesztési Alap, valamint az Előcsatlakozási Támogatási Eszköz pénzügyi alapok egyes, a területi együttműködéshez kapcsolódó programjainak végrehajtásáról [4]
- 161/2009. (VIII. 3.) Korm. rendelet az életüktől és szabadságuktól politikai okból jogtalanul megfosztottak kárpótlásáról szóló 1992. évi XXXII. törvény végrehajtásáról
- 162/2009. (VIII. 3.) Korm. rendelet a biztonságos és gazdaságos gyógyszer- és gyógyászati segédeszköz-ellátás, valamint a gyógyszer forgalmazás általános szabályairól szóló 2006. évi XCVIII. törvény szerinti kutatásfejlesztési tevékenység után igénybe vehető engedményekre vonatkozó részletes szabályokról
- 163/2009. (VIII. 6.) Korm. rendelet egyes kormányrendeleteknek az adminisztratív terhek csökkentését célzó módosításáról  [5]
- 164/2009. (VIII. 14.) Korm. rendelet a társadalombiztosítási nyugellátásról szóló 1997. évi LXXXI. törvény végrehajtásáról szóló 168/1997. (X. 6.) Korm. rendelet, valamint az Országos Nyugdíjbiztosítási Főigazgatóságról szóló 289/2006. (XII. 23.) Korm. rendelet módosításáról [6]
- 165/2009. (VIII. 14.) Korm. rendelet a kötelező egészségbiztosítás ellátásairól szóló 1997. évi LXXXIII. törvény végrehajtásáról szóló 217/1997. (XII. 1.) Korm. rendelet módosításáról
- 166/2009. (VIII. 14.) Korm. rendelet az igazságügyi és rendészeti miniszter irányítása alatt álló egyes költségvetési szervekre vonatkozó kormányrendeleteknek a költségvetési szervek jogállásáról és gazdálkodásáról szóló 2008. évi CV. törvénnyel összefüggő módosításáról
- 167/2009. (VIII. 26.) Korm. rendelet a Rendőrség által alkalmazott kényszerítő eszközök rendszeresítésének szakmai követelményeiről és eljárási szabályairól szóló 384/2007. (XII. 23.) Korm. rendelet módosításáról
- 168/2009. (VIII. 26.) Korm. rendelet a megváltozott munkaképességű személyek foglalkoztatásával kapcsolatos kormányrendeletek módosításáról
- 169/2009. (VIII. 26.) Korm. rendelet az államháztartás működési rendjéről szóló 217/1998. (XII. 30.) Korm. rendelet módosításáról
- 170/2009. (VIII. 28.) Korm. rendelet az elektronikus hírközlő hálózatok azonosítóinak nemzeti felosztási tervéről szóló 164/2005. (VIII. 16.) Korm. rendelet módosításáról
- 171/2009. (VIII. 28.) Korm. rendelet az elektronikus hírközlő hálózatok azonosítóival kapcsolatos gazdálkodás rendjéről szóló 184/2005. (IX. 13.) Korm. rendelet módosításáról
- 172/2009. (VIII. 29.) Korm. rendelet a társadalombiztosítási nyugellátásról szóló 1997. évi LXXXI. törvény végrehajtásáról szóló 168/1997. (X. 6.) Korm. rendelet és egyes kapcsolódó kormányrendeletek módosításáról
- 173/2009. (VIII. 29.) Korm. rendelet egyes gyermekvédelmi tárgyú kormányrendeletek módosításáról
- 174/2009. (VIII. 29.) Korm. rendelet egyes szociális tárgyú kormányrendeletek módosításáról
- 175/2009. (VIII. 29.) Korm. rendelet a köztulajdonban álló gazdasági társaságok működésének átláthatóbbá tételéről
- 176/2009. (VIII. 29.) Korm. rendelet a családok támogatásáról szóló 1998. évi LXXXIV. törvény végrehajtásáról szóló 223/1998. (XII. 30.) Korm. rendelet módosításáról

#### Szeptember (177−215)
- 177/2009. (IX. 3.) Korm. rendelet egyes miniszteri statútumok módosításáról
- 178/2009. (IX. 4.) Korm. rendelet a borászati termékek eredetmegjelöléseinek és földrajzi jelzéseinek közösségi oltalmára irányuló eljárásról, valamint ezen termékek ellenőrzéséről
- 179/2009. (IX. 4.) Korm. rendelet egyes fejlesztéspolitikai tárgyú kormányrendeletek módosításáról
- 180/2009. (IX. 4.) Korm. rendelet a költségvetési szervek belső ellenőrzéséről szóló 193/2003. (XI. 26.) Korm. rendelet módosításáról
- 181/2009. (IX. 4.) Korm. rendelet egyes határrendészeti kirendeltségek megszüntetéséről
- 182/2009. (IX. 10.) Korm. rendelet a közigazgatási hatósági eljárás és szolgáltatás általános szabályairól szóló 2004. évi CXL. törvény módosításáról szóló 2008. évi CXI. törvény hatálybalépésével, valamint a belső piaci szolgáltatásokról szóló 2006/123/EK irányelv átültetésével összefüggésben egyes kormányrendeletek módosításáról és hatályon kívül helyezéséről
- 183/2009. (IX. 10.) Korm. rendelet az Új Magyarország Vidékfejlesztési Program keretében nyújtandó támogatási előleg fizetéséhez kapcsolódó egyes kormányrendeletek módosításáról
- 184/2009. (IX. 10.) Korm. rendelet a közigazgatási hatósági eljárásban a személyes költségmentesség megállapításáról szóló 180/2005. (IX. 9.) Korm. rendelet módosításáról
- 185/2009. (IX. 10.) Korm. rendelet a hatósági közvetítőkről
- 186/2009. (IX. 10.) Korm rendelet a bejelentésköteles szolgáltatási tevékenységek tekintetében a bejelentés elmulasztása esetén fizetendő bírságról, továbbá a szolgáltatás felügyeletét ellátó hatóságok általános kijelöléséről
- 187/2009. (IX. 10.) Korm. rendelet a közigazgatási hatósági eljárás megindulásáról szóló értesítés érdekében vezetett elektronikus adatbázis létrehozásáról, vezetéséről, valamint az adatbázis alapján történő értesítésről
- 188/2009. (IX. 10.) Korm. rendelet a közigazgatási hatósági eljárás irataiban lévő személyes és védett adatok megismerhetetlenné tételéért, valamint az ilyen módon kivonatolt iratokról való másolat készítéséért fizetendő költségtérítésről
- 189/2009. (IX. 10.) Korm. rendelet a felnőttképzést folytató intézmények és a felnőttképzési programok akkreditációjának szabályairól szóló 22/2004. (II. 16.) Korm. rendelet módosításáról
- 190/2009. (IX. 15.) Korm. rendelet a főépítészi tevékenységről
- 191/2009. (IX. 15.) Korm. rendelet az építőipari kivitelezési tevékenységről
- 192/2009. (IX. 15.) Korm. rendelet az egyes építésügyi szakmagyakorlási tevékenységekről
- 193/2009. (IX. 15.) Korm. rendelet az építésügyi hatósági eljárásokról és az építésügyi hatósági ellenőrzésről
- 194/2009. (IX. 15.) Korm. rendelet az építési beruházások megvalósításához szükséges eljárások integrált intézésének részletes szabályairól és a közreműködő hatóságok kijelöléséről
- 195/2009. (IX. 15.) Korm. rendelet a honvédelmi és katonai célú építményekkel kapcsolatos építésfelügyeleti tevékenységről
- 196/2009. (IX. 15.) Korm. rendelet az építési beruházások megvalósításának elősegítése érdekében egyes kormányrendeletek módosításáról
- 197/2009. (IX. 15.) Korm. rendelet az ingatlan adataiban bekövetkezett változások igazolásáért, egyes hatósági bizonyítványok kiállításáért, az összevont eljárásért és az integrált eljárásért fizetendő igazgatási szolgáltatási díjakról
- 198/2009. (IX. 15.) Korm. rendelet a felsőoktatásban részt vevő hallgatók juttatásairól és az általuk fizetendő egyes térítésekről szóló 51/2007. (III. 26.) Korm. rendelet módosításáról
- 199/2009. (IX. 17.) Korm. rendelet a hosszú távú kötelezettségek vállalásának egyes szabályairól szóló 24/2007. (II. 28.) Korm. rendelet módosításáról
- 200/2009. (IX. 17.) Korm. rendelet a közmunkaprogramok támogatási rendjéről szóló 49/1999. (III. 26.) Korm. rendelet módosításáról
- 201/2009. (IX. 17.) Korm. rendelet a Szülőföld Alapról szóló 2005. évi II. törvény végrehajtásáról szóló 355/2006. (XII. 27.) Korm. rendelet módosításáról
- 202/2009. (IX. 18.) Korm. rendelet a fejlesztési adókedvezményről szóló 206/2006. (X. 16.) Korm. rendelet módosításáról
- 203/2009. (IX. 18.) Korm. rendelet a vasúti közlekedés biztonságával összefüggő munkaköröket betöltő munkavállalókkal szemben támasztott egészségügyi követelményekről és az egészségügyi vizsgálat rendjéről
- 204/2009. (IX. 18.) Korm. rendelet az ideiglenes külföldi kiküldetés napidíjának összegéről és kifizetéséről
- 205/2009. (IX. 22.) Korm. rendelet az államháztartás működési rendjéről szóló 217/1998. (XII. 30.) Korm. rendelet módosításáról
- 206/2009. (IX. 22.) Korm. rendelet a megújuló energiaforrásból vagy hulladékból nyert energiával termelt villamos energia, valamint a kapcsoltan termelt villamos energia kötelező átvételéről és átvételi áráról szóló 389/2007. (XII. 23.) Korm. rendelet módosításáról
- 207/2009. (IX. 29.) Korm. rendelet a gyermekvédelmi és gyámügyi feladat- és hatáskörök ellátásáról, valamint a gyámhatóság szervezetéről és illetékességéről szóló 331/2006. (XII. 23.) Korm. rendelet módosításáról
- 208/2009. (IX. 29.) Korm. rendelet az igazságügyi szakértői névjegyzékbe való felvételi eljárás során szükséges szakhatósági állásfoglalás kiadásának eljárási szabályairól
- 209/2009. (IX. 29.) Korm. rendelet a zálogtárgyak bírósági végrehajtáson kívüli értékesítésének szabályairól szóló 12/2003. (I. 30.) Korm. rendelet módosításáról
- 210/2009. (IX. 29.) Korm. rendelet a kereskedelmi tevékenységek végzésének feltételeiről
- 211/2009. (IX. 29.) Korm. rendelet egyes ipari tárgyú kormányrendeletek módosításáról
- 212/2009. (IX. 29.) Korm. rendelet a vásárokról és piacokról szóló 55/2009. (III. 13.) Korm. rendelet módosításáról
- 213/2009. (IX. 29.) Korm. rendelet az egyházi és nem állami fenntartású szociális, gyermekjóléti és gyermekvédelmi szolgáltatók normatív állami támogatásáról
- 214/2009. (IX. 30.) Korm. rendelet a külföldi bizonyítványok és oklevelek elismeréséről szóló 2001. évi C. törvény hatálya alá tartozó ügyekben eljáró hatóságok kijelöléséről, valamint a nyilatkozattételi kötelezettség alá eső szolgáltatások felsorolásáról szóló 33/2008. (II. 21.) Korm. rendelet módosításáról
- 215/2009. (IX. 30.) Korm. rendelet az egészségügyi szolgáltatás gyakorlásának általános feltételeiről, valamint a működési engedélyezési eljárásról szóló 96/2003. (VII. 15.) Korm. rendelet módosításáról

#### Október (216−245)
- 216/2009. (X. 2.) Korm. rendelet a Magyar Köztársaság Kormánya és a Belarusz Köztársaság Kormánya közötti oktatási, tudományos és kulturális megállapodás kihirdetéséről
- 217/2009. (X. 2.) Korm. rendelet az ingatlanvállalkozás-felügyeleti hatóságok kijelöléséről
- 218/2009. (X. 6.) Korm. rendelet a területfejlesztési koncepció, a területfejlesztési program és a területrendezési terv tartalmi követelményeiről, valamint illeszkedésük, kidolgozásuk, egyeztetésük, elfogadásuk és közzétételük részletes szabályairól
- 219/2009. (X. 6.) Korm. rendelet a "Húszéves a Köztársaság Díj" alapításáról
- 220/2009. (X. 8.) Korm. rendelet az Új Magyarország Vidékfejlesztési Program keretében a LEADER helyi akciócsoportok részére nyújtandó működési előlegről
- 221/2009. (X. 9.) Korm. rendelet egyes fogyasztóvédelmi tárgyú kormányrendeletek módosításáról
- 222/2009. (X. 14.) Korm. rendelet az elektronikus közszolgáltatás működtetéséről
- 223/2009. (X. 14.) Korm. rendelet az elektronikus közszolgáltatás biztonságáról
- 224/2009. (X. 14.) Korm. rendelet a központi elektronikus szolgáltató rendszer igénybevevőinek azonosításáról és az azonosítási szolgáltatásról
- 225/2009. (X. 14.) Korm. rendelet az elektronikus közszolgáltatásról és annak igénybevételéről
- 226/2009. (X. 14.) Korm. rendelet a Svájci-Magyar Együttműködési Program végrehajtási rendjéről szóló 237/2008. (IX. 26.) Korm. rendelet módosításáról
- 227/2009. (X. 16.) Korm. rendelet a közforgalmú személyszállítási utazási kedvezményekről szóló 85/2007. (IV. 25.) Korm. rendelet módosításáról
- 228/2009. (X. 16.) Korm. rendelet a jegyző hatáskörébe tartozó birtokvédelmi eljárásról
- 229/2009. (X. 16.) Korm. rendelet a közoktatásról szóló 1993. évi LXXIX. törvény végrehajtásáról rendelkező 20/1997. (II. 13.) Korm. rendelet módosításáról
- 230/2009. (X. 16.) Korm. rendelet a Kutatási és Technológiai Innovációs Alapból nyújtott állami támogatások szabályairól szóló 146/2007. (VI. 26.) Korm. rendelet módosításáról
- 231/2009. (X. 16.) Korm. rendelet a Balassi Intézet létrehozásáról szóló 309/2006. (XII. 23.) Korm. rendeletnek, valamint a Kulturális Örökségvédelmi Hivatalról szóló 308/2006. (XII. 23.) Korm. rendeletnek a költségvetési szervek jogállásáról és gazdálkodásáról szóló 2008. évi CV. törvénnyel összefüggő módosításáról
- 232/2009. (X. 16.) Korm. rendelet az egészségügyi szolgáltatások Egészségbiztosítási Alapból történő finanszírozásának részletes szabályairól szóló 43/1999. (III. 3.) Korm. rendelet módosításáról
- 233/2009. (X. 20.) Korm. rendelet a Magyar Köztársaság Kormánya és az Indonéz Köztársaság Kormánya között az Indonéz Köztársaság részére Magyarország által nyújtandó kötött segélyhitel általános feltételeiről, eljárási rendjéről, intézményi hátteréről és pénzügyi kereteiről szóló keretmegállapodás kötelező hatályának elismerésére adott felhatalmazásról és kihirdetéséről
- 234/2009. (X. 20.) Korm. rendelet egyes szociális és gyermekvédelmi tárgyú kormányrendeleteknek a szociális, gyermekjóléti és gyermekvédelmi vállalkozással összefüggő módosításáról
- 235/2009. (X. 20.) Korm. rendelet az emberen végzett orvostudományi kutatások, az emberi felhasználásra kerülő vizsgálati készítmények klinikai vizsgálata, valamint az emberen történő alkalmazásra szolgáló, klinikai vizsgálatra szánt orvostechnikai eszközök klinikai vizsgálata engedélyezési eljárásának szabályairól
- 236/2009. (X. 20.) Korm. rendelet az egyes központosított egészségügyi szolgáltatók által nyújtott szolgáltatások igénybevételéről, valamint a külön meghatározott személyek tekintetében fennálló egészségügyi ellátás rendjéről szóló 175/2007. (VI. 30.) Korm. rendelet módosításáról
- 237/2009. (X. 20.) Korm. rendelet a felszámolási eljárásban az adós vagyontárgyainak nyilvános értékesítésére vonatkozó részletes szabályokról, továbbá a felszámolás számviteli feladatairól szóló 225/2000. (XII. 19.) Korm. rendelet módosításáról
- 238/2009. (X. 20.) Korm. rendelet a végrehajtói kézbesítés részletes eljárási szabályairól szóló 250/2004. (VIII. 27.) Korm. rendelet módosításáról
- 239/2009. (X. 20.) Korm. rendelet a szálláshely-szolgáltatási tevékenység folytatásának részletes feltételeiről és a szálláshely-üzemeltetési engedély kiadásának rendjéről
- 240/2009. (X. 20.) Korm. rendelet a köztisztviselők jutalmazásának egyes átmeneti szabályairól
- 241/2009. (X. 29.) Korm. rendelet a Nemzeti Környezeti Térinformatikai Rendszer létrehozásáról és működtetéséről
- 242/2009. (X. 29.) Korm. rendelet a lakóingatlanok adójának bevallásához felhasználható becsült forgalmi érték közléséről
- 243/2009. (X. 29.) Korm. rendelet az "Életmentő Emlékérem" adományozásáról
- 244/2009. (X. 29.) Korm. rendelet a közúti gépjárművek, az egyes mezőgazdasági, erdészeti és halászati erőgépek üzemanyag- és kenőanyag-fogyasztásának igazolás nélkül elszámolható mértékéről szóló 60/1992. (IV. 1.) Korm. rendelet módosításáról
- 245/2009. (X. 30.) Korm. rendelet az egyes 2009. évi decentralizált önkormányzati fejlesztési és területfejlesztési célú, valamint egyes 2009. évi központi előirányzatok felhasználásának részletes szabályairól szóló 85/2009. (IV. 10.) Korm. rendelet módosításáról

#### November (246−264)
- 246/2009. (XI. 3.) Korm. rendelet a földhivatalokról, a Földmérési és Távérzékelési Intézetről, a Földrajzinév Bizottságról és az ingatlan-nyilvántartási eljárás részletes szabályairól szóló 338/2006. (XII. 23.) Korm. rendelet, valamint az építésügyi és az építésfelügyeleti hatóságok kijelöléséről és működési feltételeiről szóló 343/2006. (XII. 23.) Korm. rendelet módosításáról
- 247/2009. (XI. 10.) Korm. rendelet a közbiztonság és a közrend védelmében, illetve fenntartásában közreműködő szervezetekre vonatkozó egyes törvények módosításáról szóló törvény okán szükséges egyes kormányrendeletek módosításáról
- 248/2009. (XI. 13.) Korm. rendelet a Vám- és Pénzügyőrség szervezetéről, valamint egyes szervek kijelöléséről szóló 314/2006. (XII. 23.) Korm. rendelet módosításáról
- 249/2009. (XI. 13.) Korm. rendelet a területrendezési hatósági eljárásokról szóló 76/2009. (IV. 8.) Korm. rendelet módosításáról
- 250/2009. (XI. 13.) Korm. rendelet a Magyar Köztársaság Kormánya és a Horvát Köztársaság Kormánya között az Ivándárda/Branjin Vrh autópálya-kapcsolat létesítéséről szóló egyezmény kihirdetéséről
- 251/2009. (XI. 13.) Korm. rendelet a krízishelyzetbe került személyek támogatásáról szóló 136/2009. (VI. 24.) Korm. rendelet módosításáról
- 252/2009. (XI. 16.) Korm. rendelet a földhasználati nyilvántartás részletes szabályairól szóló 356/2007. (XII. 23.) Korm. rendelet módosításáról
- 253/2009. (XI. 18.) Korm. rendelet az egyes szabálysértésekről szóló 218/1999. (XII. 28.) Korm. rendelet módosításáról
- 254/2009. (XI. 20.) Korm. rendelet az érettségi vizsga vizsgaszabályzatának kiadásáról szóló 100/1997. (VI. 13.) Korm. rendelet módosításáról
- 255/2009. (XI. 20.) Korm. rendelet az Óvodai nevelés országos alapprogramjának kiadásáról szóló 137/1996. (VIII. 28.) Korm. rendelet módosításáról
- 256/2009. (XI. 20.) Korm. rendelet a sport területén képesítéshez kötött tevékenységek gyakorlásához szükséges képesítések jegyzékéről szóló 157/2004. (V. 18.) Korm. rendelet módosításáról
- 257/2009. (XI. 20.) Korm. rendelet a haditechnikai eszközök és szolgáltatások kivitelének, behozatalának, transzferjének és tranzitjának engedélyezéséről szóló 16/2004. (II. 6.) Korm. rendelet módosításáról
- 258/2009. (XI. 20.) Korm. rendelet a kábítószerekkel és pszichotróp anyagokkal végezhető tevékenységekről szóló 142/2004. (IV. 29.) Korm. rendelet módosításáról
- 259/2009. (XI. 23.) Korm. rendelet a termőföld állam által életjáradék fizetése ellenében történő megszerzésének ötödik üteméről
- 260/2009. (XI. 25.) Korm. rendelet a guantanamoi fogolytáborban fogva tartott személy magyarországi befogadásáról szóló, a Magyar Köztársaság Kormánya és az Amerikai Egyesült Államok Kormánya közötti megállapodás kihirdetéséről
- 261/2009. (XI. 26.) Korm. rendelet a tűzvédelmi hatósági feladatokat ellátó szervezetekről és a tűzvédelmi hatósági tevékenység részletes szabályairól
- 262/2009. (XI. 26.) Korm. rendelet a csomagolásról és a csomagolási hulladék kezelésének részletes szabályairól szóló 94/2002. (V. 5.) Korm. rendelet módosításáról
- 263/2009. (XI. 26.) Korm. rendelet a polgári célú pirotechnikai tevékenységek felügyeletéről szóló 155/2003. (X. 1.) Korm. rendelet módosításáról
- 264/2009. (XI. 27.) Korm. rendelet a frekvenciasávok nemzeti felosztásának megállapításáról szóló 346/2004. (XII. 22.) Korm. rendelet módosításáról

#### December (265−361)
- 265/2009. (XII. 1.) Korm. rendelet a földgázvételezés korlátozásáról, a földgáz biztonsági készlet felhasználásáról, valamint a földgázellátási válsághelyzet esetén szükséges egyéb intézkedésekről
- 266/2009. (XII. 1.) Korm. rendelet a társadalombiztosítási nyugellátásról szóló 1997. évi LXXXI. törvény végrehajtásáról szóló 168/1997. (X. 6.) Korm. rendelet módosításáról
- 267/2009. (XII. 1.) Korm. rendelet a Magyar Államkincstárról szóló 311/2006. (XII. 23.) Korm. rendelet módosításáról
- 268/2009. (XII. 1.) Korm. rendelet a Vasúti Pályakapacitás-elosztó Szervezet és a nem független vasúti pályahálózat-működtető közötti jogviszonyról
- 269/2009. (XII. 1.) Korm. rendelet az utasjogi felügyeleti bírság mértékére és alkalmazására vonatkozó részletes szabályokról
- 270/2009. (XII. 1.) Korm. rendelet a térségi, az elővárosi és a helyi működési engedély alapján végzett vasúti személyszállítás részletes feltételeiről
- 271/2009. (XII. 1.) Korm. rendelet az országos működési engedély alapján végzett vasúti személyszállítás részletes feltételeiről
- 272/2009. (XII. 1.) Korm. rendelet a közúti szállítást végző egyes járművek személyzete vezetési és pihenőidejének ellenőrzéséről szóló 66/2007. (IV. 4.) Korm. rendelet módosításáról
- 273/2009. (XII. 3.) Korm. rendelet a bányafelügyelet hatáskörébe tartozó egyes nyomástartó berendezések hatósági felügyeletéről szóló 23/2006. (II. 3.) Korm. rendelet módosításáról
- 274/2009. (XII. 3.) Korm. rendelet a fémhigany és egyes higanyvegyületek és -keverékek kiviteli tilalmáról, valamint a fémhigany biztonságos tárolásáról szóló, 2008. október 22-i 1102/2008/EK európai parlamenti és tanácsi rendelet végrehajtásával kapcsolatos egyes szabályokról
- 275/2009. (XII. 3.) Korm. rendelet a felszámolók névjegyzékéről szóló 114/2006. (V. 12.) Korm. rendelet módosításáról
- 276/2009. (XII. 4.) Korm. rendelet a felsőoktatásról szóló 2005. évi CXXXIX. törvény egyes végrehajtási rendeleteinek módosításáról
- 277/2009. (XII. 9.) Korm. rendelet az Új Magyarország Vidékfejlesztési Program egyes intézkedései esetén 2009. évben nyújtandó támogatási előleg fizetéséről szóló 91/2009. (IV. 22.) Korm. rendelet módosításáról
- 278/2009. (XII. 9.) Korm. rendelet a házi segítségnyújtást, illetőleg a jelzőrendszeres házi segítségnyújtást ellátási szerződés keretében biztosító helyi önkormányzatok támogatásáról, valamint az e szolgáltatások körében tevékenységet végző személyek elmaradt juttatásainak megelőlegezéséről
- 279/2009. (XII. 9.) Korm. rendelet egyes szociális tárgyú kormányrendeleteknek a szociális foglalkoztatás és a jelzőrendszeres házi segítségnyújtás állami támogatásának átalakításával, valamint az egyházi kiegészítő támogatás megtérítésével összefüggő módosításáról
- 280/2009. (XII. 11.) Korm. rendelet az ENSZ Éghajlatváltozási Keretegyezménye és annak Kiotói Jegyzőkönyve végrehajtási keretrendszeréről szóló 2007. évi LX. törvény végrehajtásának egyes szabályairól szóló 323/2007. (XII. 11.) Korm. rendelet módosításáról
- 281/2009. (XII. 11.) Korm. rendelet a Kárpátok védelméről és fenntartható fejlesztéséről szóló, 2003. május 22-én Kijevben készült Keretegyezményhez kapcsolódó, a biológiai és táji sokféleség megőrzéséről és fenntartható használatáról szóló jegyzőkönyv kihirdetéséről
- 282/2009. (XII. 11.) Korm. rendelet a kiemelt térségi és megyei területrendezési tervek, valamint a településrendezési tervek készítése során az országos, a kiemelt térségi és a megyei övezetek területi érintettségével kapcsolatosan állásfoglalásra kötelezett államigazgatási szervek köréről és az eljárás részletes szabályairól
- 283/2009. (XII. 11.) Korm. rendelet a korengedményes nyugdíjba vonulás lehetőségének meghosszabbításáról
- 284/2009. (XII. 11.) Korm. rendelet a közmunkaprogramok támogatási rendjéről szóló 49/1999. (III. 26.) Korm. rendelet módosításáról
- 285/2009. (XII. 11.) Korm. rendelet a munkaerő-kölcsönzési és a magán-munkaközvetítői tevékenység nyilvántartásba vételéről és folytatásának feltételeiről szóló 118/2001. (VI. 30.) Korm. rendelet módosításáról
- 287/2009. (XII. 15.) Korm. rendelet a nyugellátások és a baleseti járadék emeléséről
- 286/2009. (XII. 11.) Korm. rendelet a környezeti hatásvizsgálati és az egységes környezethasználati engedélyezési eljárásról szóló 314/2005. (XII. 25.) Korm. rendelet módosításáról
- 288/2009. (XII. 15.) Korm. rendelet az Országos Statisztikai Adatgyűjtési Program adatgyűjtéseiről és adatátvételeiről
- 289/2009. (XII. 18.) Korm. rendelet a közúti közlekedés szabályairól szóló 1/1975. (II. 5.) KPM-BM együttes rendelet módosításáról
- 290/2009. (XII. 18.) Korm. rendelet a lakossági vezetékes gázfogyasztás és távhőfelhasználás szociális támogatásáról szóló 289/2007. (X. 31.) Korm. rendelet módosításáról
- 291/2009. (XII. 18.) Korm. rendelet az egészségügyi szolgáltatások Egészségbiztosítási Alapból történő finanszírozásának részletes szabályairól szóló 43/1999. (III. 3.) Korm. rendelet módosításáról
- 292/2009. (XII. 19.) Korm. rendelet az államháztartás működési rendjéről
- 293/2009. (XII. 21.) Korm. rendelet a Magyar Köztársaság Kormánya és a Horvát Köztársaság Kormánya között egy határokon átnyúló regionális koordinációs fórum létrehozásáról szóló megállapodás kihirdetéséről
- 294/2009. (XII. 21.) Korm. rendelet a Magyar Köztársaság Kormánya és Kanada Kormánya közötti film és videó kapcsolatokról szóló egyezmény kihirdetéséről
- 295/2009. (XII. 21.) Korm. rendelet a kötelező legkisebb munkabér (minimálbér) és a garantált bérminimum megállapításáról
- 296/2009. (XII. 21.) Korm. rendelet az egészségügyi szolgáltatás gyakorlásának általános feltételeiről, valamint a működési engedélyezési eljárásról szóló 96/2003. (VII. 15.) Korm. rendelet módosításáról
- 297/2009. (XII. 21.) Korm. rendelet a környezetvédelmi, természetvédelmi, vízgazdálkodási és tájvédelmi szakértői tevékenységről
- 298/2009. (XII. 21.) Korm. rendelet a környezetvédelmi termékdíj-mentesség, a termékdíj visszaigénylésének és átvállalásának, valamint a használt gumiabroncs behozatalának feltételeiről szóló 53/2003. (IV. 11.) Korm. rendelet módosításáról
- 299/2009. (XII. 21.) Korm. rendelet a 2008-2012 közötti időszakra vonatkozó Nemzeti Kiosztási Lista kihirdetéséről szóló 96/2009. (IV. 24.) Korm. rendelet módosításáról
- 300/2009. (XII. 21.) Korm. rendelet a Magyar Felsőoktatási Akkreditációs Bizottságról szóló 69/2006. (III. 28.) Korm. rendelet módosításáról
- 301/2009. (XII. 22.) Korm. rendelet az előzetes eredetiségvizsgálati eljárás részletes szabályairól
- 302/2009. (XII. 22.) Korm. rendelet a vizsgáló állomás engedélyezésének részletes eljárási szabályairól és a vizsgáló állomással kötendő hatósági szerződés tartalmáról
- 303/2009. (XII. 22.) Korm. rendelet a típusvizsgáló engedélyezésének részletes eljárási szabályairól és a típusvizsgálóval kötendő hatósági szerződés tartalmáról
- 304/2009. (XII. 22.) Korm. rendelet a közúti közlekedési nyilvántartásba bejegyzett jármű tulajdonjogának, illetve üzembentartó személyének változását igazoló teljes bizonyító erejű magánokiratnak a közlekedési igazgatási eljárásban történő felhasználhatóságához szükséges kötelező tartalmi elemekről
- 305/2009. (XII. 23.) Korm. rendelet a köztisztviselők cafetéria-juttatásának részletes szabályairól
- 306/2009. (XII. 28.) Korm. rendelet a Magyar Köztársaság Kormánya és a Vietnámi Szocialista Köztársaság Kormánya közötti pénzügyi együttműködési keretprogram kialakításáról szóló megállapodás kihirdetéséről
- 307/2009. (XII. 28.) Korm. rendelet az egyes, a számvitelről szóló 2000. évi C. törvényhez kapcsolódó sajátos számviteli szabályokat tartalmazó kormányrendeletek módosításáról
- 308/2009. (XII. 28.) Korm. rendelet az egyéni vállalkozói tevékenységgel kapcsolatos ügyekben eljáró hatóság kijelöléséről, valamint egyes kormányrendeleteknek az egyéni vállalkozóról és az egyéni cégről szóló 2009. évi CXV. törvénnyel összefüggő módosításáról
- 309/2009. (XII. 28.) Korm. rendelet az egészségkárosodott személyek szociális járadékairól szóló 387/2007. (XII. 23.) Korm. rendelet módosításáról
- 310/2009. (XII. 28.) Korm. rendelet a Kormányzati Ellenőrzési Hivatalról szóló 312/2006. (XII. 23.) Korm. rendelet módosításáról
- 311/2009. (XII. 28.) Korm. rendelet az építésügyi hatósági feladatellátással összefüggő egyes kormányrendeletek módosításáról
- 312/2009. (XII. 28.) Korm. rendelet az egyes fémek begyűjtésével és értékesítésével összefüggő visszaélések visszaszorításáról szóló 2009. évi LXI. törvény végrehajtásáról
- 313/2009. (XII. 28.) Korm. rendelet a fejlesztési adókedvezményről szóló 206/2006. (X. 16.) Korm. rendelet módosításáról
- 314/2009. (XII. 28.) Korm. rendelet egyes kormányrendeleteknek a pénzforgalommal összefüggő módosításáról
- 315/2009. (XII. 28.) Korm. rendelet a megfelelőségértékelő szervezetek kijelöléséről, valamint a kijelölt szervezetek tevékenységének részletes szabályairól
- 316/2009. (XII. 28.) Korm. rendelet a költségvetési szerveknél foglalkoztatottak 2010. évi eseti kereset-kiegészítéséről
- 317/2009. (XII. 29.) Korm. rendelet az államháztartás szervezetei beszámolási és könyvvezetési kötelezettségének sajátosságairól szóló 249/2000. (XII. 24.) Korm. rendelet, valamint a kincstári elszámolások beszámolási és könyvvezetési kötelezettségének sajátosságairól szóló 240/2003. (XII. 17.) Korm. rendelet módosításáról [2]
- 318/2009. (XII. 29.) Korm. rendelet az Adó- és Pénzügyi Ellenőrzési Hivatalról szóló 273/2006. (XII. 23.) Korm. rendelet módosításáról
- 319/2009. (XII. 29.) Korm. rendelet a gyámhatóságokról, valamint a gyermekvédelmi és gyámügyi igazgatásról szóló 149/1997. (IX. 10.) Korm. rendelet módosításáról
- 320/2009. (XII. 29.) Korm. rendelet a gyermekjóléti és gyermekvédelmi szolgáltató tevékenység engedélyezéséről, valamint a gyermekjóléti és gyermekvédelmi vállalkozói engedélyről szóló 259/2002. (XII. 18.) Korm. rendelet módosításáról, továbbá egyes szociális tárgyú kormányrendeleteknek a működési engedélyeztetéssel összefüggő módosításáról és hatályon kívül helyezéséről
- 321/2009. (XII. 29.) Korm. rendelet a szociális szolgáltatók és intézmények működésének engedélyezéséről és ellenőrzéséről
- 322/2009. (XII. 29.) Korm. rendelet a személyes gondoskodást nyújtó szociális ellátások térítési díjáról szóló 29/1993. (II. 17.) Korm. rendelet módosításáról
- 323/2009. (XII. 29.) Korm. rendelet egyes szociális tárgyú kormányrendeletek módosításáról
- 324/2009. (XII. 29.) Korm. rendelet az adómentes természetbeni juttatásnak minősülő, fogyasztói árkiegészítést nem tartalmazó közlekedési kedvezményekről
- 325/2009. (XII. 29.) Korm. rendelet a pénz- és tőkepiaci szervezetek (éves) beszámoló készítési és könyvvezetési kötelezettségének sajátosságairól szóló kormányrendeletek módosításáról
- 326/2009. (XII. 29.) Korm. rendelet a Mezőgazdasági Szakigazgatási Hivatal létrehozásáról és működéséről szóló 274/2006. (XII. 23.) Korm. rendelet, valamint a mezőgazdasági őstermelői igazolványról szóló 228/1996. (XII. 26.) Korm. rendelet módosításáról
- 327/2009. (XII. 29.) Korm. rendelet az egyes pénz- és tőkepiaci szolgáltatásokat is végző egyéb vállalkozások éves beszámoló készítési és könyvvezetési kötelezettségének sajátosságairól
- 328/2009. (XII. 29.) Korm. rendelet a szakiskolai tanulmányi ösztöndíjról
- 329/2009. (XII. 29.) Korm. rendelet a fogyasztói érdekek képviseletét ellátó társadalmi szervezeteknek a 2009/22/EK európai parlamenti és tanácsi irányelv szerinti jegyzékbe való felkerülése céljából lefolytatandó eljárásról
- 330/2009. (XII. 29.) Korm. rendelet a 2008. évi terület- és régiófejlesztési célelőirányzat felhasználásának részletes szabályairól szóló 148/2008. (V. 26.) Korm. rendelet módosításáról
- 331/2009. (XII. 29.) Korm. rendelet a társadalombiztosítás ellátásaira és a magánnyugdíjra jogosultakról, valamint e szolgáltatások fedezetéről szóló 1997. évi LXXX. törvény végrehajtásáról szóló 195/1997. (XI. 5.) Korm. rendelet módosításáról
- 332/2009. (XII. 29.) Korm. rendelet a magánnyugdíjpénztárak, az önkéntes nyugdíjpénztárak, valamint az önkéntes kölcsönös egészség- és önsegélyező pénztárak befektetési és gazdálkodási tevékenységéről szóló kormányrendeletek módosításáról
- 333/2009. (XII. 29.) Korm. rendelet a fegyveres szervek hivatásos állományú tagjainak szolgálati viszonyáról szóló 1996. évi XLIII. törvény végrehajtásáról szóló 140/1996. (VIII. 31.) Korm. rendelet módosításáról
- 334/2009. (XII. 29.) Korm. rendelet a fegyverekről és lőszerekről szóló 253/2004. (VIII. 31.) Korm. rendelet, a kábítószerekkel és pszichotróp anyagokkal végezhető tevékenységekről szóló 142/2004. (IV. 29.) Korm. rendelet, valamint a Rendőrség szerveiről és a Rendőrség szerveinek feladat- és hatásköréről szóló 329/2007. (XII. 13.) Korm. rendelet módosításáról [2]
- 335/2009. (XII. 29.) Korm. rendelet az összevont adóalap adóját csökkentő kedvezmény igénybevétele szempontjából súlyos fogyatékosságnak minősülő betegségekről
- 336/2009. (XII. 29.) Korm. rendelet a kötelező egészségbiztosítás ellátásairól szóló 1997. évi LXXXIII. törvény végrehajtásáról szóló 217/1997. (XII. 1.) Korm. rendelet, valamint a térítési díj ellenében igénybe vehető egyes egészségügyi szolgáltatások térítési díjáról szóló 284/1997. (XII. 23.) Korm. rendelet módosításáról
- 337/2009. (XII. 29.) Korm. rendelet az Állami Népegészségügyi és Tisztiorvosi Szolgálatról és a gyógyszerészeti államigazgatási szerv kijelöléséről szóló 362/2006. (XII. 28.) Korm. rendelet módosításáról, az Egészségügyi Engedélyezési és Közigazgatási Hivatalról szóló 295/2004. (X. 28.) Korm. rendelet módosításáról, valamint egyes egészségügyi tárgyú kormányrendeleteknek a költségvetési szervek jogállásáról és gazdálkodásáról szóló 2008. évi CV. törvény végrehajtásával összefüggő módosításáról
- 338/2009. (XII. 29.) Korm. rendelet egyes közbeszerzési tárgyú kormányrendeletek módosításáról
- 339/2009. (XII. 30.) Korm. rendelet az UNESCO által 2005. október 19-én elfogadott, a sportbeli dopping elleni nemzetközi egyezmény módosításának kihirdetéséről
- 340/2009. (XII. 30.) Korm. rendelet a 2007-2013. programozási időszakban az Európai Regionális Fejlesztési Alapból, az Európai Szociális Alapból és a Kohéziós Alapból származó támogatások fogadásához kapcsolódó pénzügyi lebonyolítási és ellenőrzési rendszerek kialakításáról szóló 281/2006. (XII. 23.) Korm. rendelet és a jogszabálysértő, nem rendeltetésszerű vagy szerződésellenes módon felhasznált európai uniós forrásokból származó és a kapcsolódó állami támogatások behajtásának eljárási rendjéről szóló 55/2005. (III. 26.) Korm. rendelet módosításáról
- 341/2009. (XII. 30.) Korm. rendelet a belső piaci szolgáltatásokról szóló 2006/123/EK európai parlamenti és tanácsi irányelv szerinti bejelentési kötelezettség teljesítéséről
- 342/2009. (XII. 30.) Korm. rendelet a Belső Piaci Információs Rendszer hazai működésének és az abban való részvételnek a szabályairól
- 343/2009. (XII. 30.) Korm. rendelet a Központi Szolgáltatási Főigazgatóságról szóló 272/2003. (XII. 24.) Korm. rendelet módosításáról
- 344/2009. (XII. 30.) Korm. rendelet a környezetvédelmi, természetvédelmi, vízügyi hatósági és igazgatási feladatokat ellátó szervek kijelöléséről szóló 347/2006. (XII. 23.) Korm. rendelet és más kormányrendeletek módosításáról
- 345/2009. (XII. 30.) Korm. rendelet az üvegházhatású gázok kibocsátásával kapcsolatos adatszolgáltatásról
- 346/2009. (XII. 30.) Korm. rendelet a honvédelmi szervezetek működésének az államháztartás működési rendjétől eltérő szabályairól
- 347/2009. (XII. 30.) Korm. rendelet a járóbeteg-ellátás keretében rendelt gyógyszerek, gyógyászati segédeszközök és gyógyfürdőellátások árához nyújtott támogatások elszámolásáról és folyósításáról szóló 134/1999. (VIII. 31.) Korm. rendelet módosításáról
- 348/2009. (XII. 30.) Korm. rendelet a közigazgatási bírsággal sújtandó közlekedési szabályszegések köréről, az e tevékenységekre vonatkozó rendelkezések megsértése esetén kiszabható bírságok összegéről, felhasználásának rendjéről és az ellenőrzésben történő közreműködés feltételeiről szóló 410/2007. (XII. 29.) Korm. rendelet módosításáról
- 349/2009. (XII. 30.) Korm. rendelet a pénzügyi közvetítőrendszer felügyeletének hatékonyabbá tételéhez szükséges egyes törvénymódosításokról szóló 2009. évi CXLVIII. törvénnyel összefüggő egyes kormányrendeletek módosításáról
- 350/2009. (XII. 30.) Korm. rendelet az egyes légiközlekedéssel összefüggő kormányrendeletek módosításáról
- 351/2009. (XII. 30.) Korm. rendelet a Vát és Porpác települések közigazgatási területén megvalósuló repülőtér-fejlesztéssel összefüggő közigazgatási hatósági ügyek kiemelt jelentőségű üggyé nyilvánításáról [3]
- 352/2009. (XII. 30.) Korm. rendelet a megváltozott munkaképességű munkavállalók foglalkoztatásához nyújtható költségvetési támogatásról szóló 177/2005. (IX. 2.) Korm. rendelet módosításáról [3]
- 353/2009. (XII. 30.) Korm. rendelet az Országos Munkavédelmi és Munkaügyi Főfelügyelőségről szóló 295/2006. (XII. 23.) Korm. rendelet módosításáról [3]
- 354/2009. (XII. 30.) Korm. rendelet a munkabiztonsági szakértői tevékenységről [3]
- 355/2009. (XII. 30.) Korm. rendelet a harmadik országbeli állampolgárok Magyar Köztársaság területén történő engedélymentes foglalkoztatásának szabályairól [3]
- 356/2009. (XII. 30.) Korm. rendelet a válság következtében munkahelyüket elvesztő személyek foglalkoztatásának elősegítését célzó támogatásról [3]
- 357/2009. (XII. 30.) Korm. rendelet az üzemitanács-választásokkal kapcsolatos egyes kérdésekről [3]
- 358/2009. (XII. 30.) Korm. rendelet a Társadalmi Megújulás Operatív Program 1. prioritás 1.1.3. konstrukció "Út a munka világába" keretében nyújtható támogatásokról [3]
- 359/2009. (XII. 30.) Korm. rendelet a Társadalmi Megújulás Operatív Program 1. prioritás 1.1.2. konstrukció: "Decentralizált programok a hátrányos helyzetűek foglalkoztatásáért", valamint a Társadalmi Megújulás Operatív Program 1. prioritás 1.1.1. konstrukció: "Megváltozott munkaképességű emberek rehabilitációjának és foglalkoztatásának segítése" keretében nyújtható támogatásokról szóló 132/2009. (VI. 19.) Korm. rendelet módosításáról [3]
- 360/2009. (XII. 30.) Korm. rendelet az egészségügyi ellátórendszer fejlesztéséről szóló 2006. évi CXXXII. törvény végrehajtásáról szóló 337/2008. (XII. 30.) Korm. rendelet és az egészségügyi szolgáltatások Egészségbiztosítási Alapból történő finanszírozásának részletes szabályairól szóló 43/1999. (III. 3.) Korm. rendelet módosításáról [3]
- 361/2009. (XII. 30.) Korm. rendelet a körültekintő lakossági hitelezés feltételeiről és a hitelképesség vizsgálatáról [3]

### Országgyűlési határozatok (106)
- 1/2009. (II. 19.) OGY határozat a Költségvetési Tanács tagjainak megválasztásáról
- 2/2009. (II. 19.) OGY határozat az Új Magyarország Fejlesztési Terv végrehajtását felügyelő eseti bizottság tisztségviselőinek és tagjainak megválasztásáról szóló 56/2006. (XII. 20.) OGY határozat módosításáról
- 3/2009. (II. 19.) OGY határozat az Országgyűlés bizottságainak létrehozásáról, tisztségviselőinek és tagjainak megválasztásáról szóló 14/2006. (V. 31.) OGY határozat módosításáról
- 4/2009. (II. 27.) OGY határozat népi kezdeményezésről
- 5/2009. (II. 27.) OGY határozat az afganisztáni Nemzetközi Biztonsági Közreműködő Erők (ISAF) műveleteiben történő további magyar katonai szerepvállalásról szóló 2186/2008. (XII. 29.) Korm. határozatban foglalt döntésről szóló beszámoló elfogadásáról
- 6/2009. (II. 27.) OGY határozat az Országgyűlés bizottságainak létrehozásáról, tisztségviselőinek és tagjainak megválasztásáról szóló 14/2006. (V. 31.) OGY határozat módosításáról
- 7/2009. (II. 27.) OGY határozat dr. Dávid Ibolya országgyűlési képviselő mentelmi ügyében
- 8/2009. (II. 27.) OGY határozat dr. Fazekas Sándor országgyűlési képviselő mentelmi ügyében
- 9/2009. (II. 27.) OGY határozat dr. Karsai József országgyűlési képviselő mentelmi ügyében
- 10/2009. (II. 27.) OGY határozat dr. Karsai József országgyűlési képviselő mentelmi ügyében
- 11/2009. (II. 27.) OGY határozat Lengyel Zoltán országgyűlési képviselő mentelmi ügyében
- 12/2009. (II. 27.) OGY határozat dr. Nagy Imre országgyűlési képviselő mentelmi ügyében
- 13/2009. (II. 27.) OGY határozat dr. Nagy Imre országgyűlési képviselő mentelmi ügyében
- 14/2009. (II. 27.) OGY határozat dr. Nagy Imre országgyűlési képviselő mentelmi ügyében
- 15/2009. (II. 27.) OGY határozat Nyakó István országgyűlési képviselő mentelmi ügyében
- 16/2009. (II. 27.) OGY határozat Szabados József országgyűlési képviselő mentelmi ügyében
- 17/2009. (III. 4.) OGY határozat a Kábítószerügyi eseti bizottság tevékenységéről (2007. november-2008. október) szóló jelentés elfogadásáról
- 18/2009. (III. 4.) OGY határozat a kábítószer-probléma visszaszorítása érdekében készítendő új nemzeti stratégiai programról
- 19/2009. (III. 12.) OGY határozat az Országgyűlés bizottságainak létrehozásáról, tisztségviselőinek és tagjainak megválasztásáról szóló 14/2006. (V. 31.) OGY határozat módosításáról
- 20/2009. (III. 12.) OGY határozat az Új Magyarország Fejlesztési Terv végrehajtását felügyelő eseti bizottság tisztségviselőinek és tagjainak megválasztásáról szóló 56/2006. (XII. 20.) OGY határozat módosításáról
- 21/2009. (III. 25.) OGY határozat a magyar-japán diplomáciai kapcsolatok felvétele jubileumának méltatásáról
- 22/2009. (III. 25.) OGY határozat a Fogyasztóvédelmi eseti bizottság tevékenységéről szóló jelentés elfogadásáról és a fogyasztóvédelem további erősítését szolgáló intézkedésekről
- 23/2009. (III. 25.) OGY határozat az ÁPV Zrt. és jogelődei - mint a privatizáció lebonyolítására létrehozott célszervezetek - tevékenységéről és a teljes privatizációs folyamatról (1990-2007.) szóló jelentés elfogadásáról
- 24/2009. (III. 25.) OGY határozat az Országgyűlés bizottságainak létrehozásáról, tisztségviselőinek és tagjainak megválasztásáról szóló 14/2006. (V. 31.) OGY határozat módosításáról
- 25/2009. (IV. 2.) OGY határozat az atomenergiáról szóló 1996. évi CXVI. törvény 7. §-ának (2) bekezdése alapján, a paksi atomerőmű telephelyén új atomerőművi blokk(ok) létesítésének előkészítését szolgáló tevékenység megkezdéséhez szükséges előzetes, elvi hozzájárulás megadásáról
- 26/2009. (IV. 2.) OGY határozat az Országgyűlés bizottságainak létrehozásáról, tisztségviselőinek és tagjainak megválasztásáról szóló 14/2006. (V. 31.) OGY határozat módosításáról
- 27/2009. (IV. 14.) OGY határozat a miniszterelnökkel szembeni bizalmatlanság kifejezéséről és az új miniszterelnök megválasztásáról
- 28/2009. (IV. 17.) OGY határozat országos népszavazás elrendeléséről
- 29/2009. (IV. 17.) OGY határozat az Országgyűlés bizottságainak létrehozásáról, tisztségviselőinek és tagjainak megválasztásáról szóló 14/2006. (V. 31.) OGY határozat módosításáról
- 30/2009. (IV. 24.) OGY határozat az Országgyűlés bizottságainak létrehozásáról, tisztségviselőinek és tagjainak megválasztásáról szóló 14/2006. (V. 31.) OGY határozat módosításáról
- 31/2009. (IV. 24.) OGY határozat a Kutatási és innovációs eseti bizottság tevékenységéről (2007. június-2008. október) szóló jelentés elfogadásáról
- 32/2009. (IV. 24.) OGY határozat a lakossági hitelezés biztonságának növeléséről, a Teljes Hiteldíj Mutató (THM) szabályozásának áttekintéséről, a lakosságnak nyújtott hitelműveletekkel kapcsolatos tájékoztatás javításáról, valamint a szükséges törvényi szabályozások előkészítéséről
- 33/2009. (IV. 30.) OGY határozat az atomenergia 2007. évi hazai alkalmazásának biztonságáról szóló jelentés elfogadásáról [1]
- 34/2009. (IV. 30.) OGY határozat az Országgyűlés bizottságainak létrehozásáról, tisztségviselőinek és tagjainak megválasztásáról szóló 14/2006. (V. 31.) OGY határozat módosításáról
- 35/2009. (V. 12.) OGY határozat az Állami Számvevőszék 2008. évi tevékenységéről szóló jelentés elfogadásáról
- 36/2009. (V. 12.) OGY határozat az általános válság következményeként az építőipart és a közvetlenül kapcsolódó ágazatokat sújtó recesszió kezelése érdekében szükséges intézkedésekről
- 37/2009. (V. 12.) OGY határozat a nemzeti és etnikai kisebbségi szervezetek költségvetési támogatásáról
- 38/2009. (V. 12.) OGY határozat az Országgyűlés bizottságainak létrehozásáról, tisztségviselőinek és tagjainak megválasztásáról szóló 14/2006. (V. 31.) OGY határozat módosításáról
- 39/2009. (V. 12.) OGY határozat a Nabucco földgázvezeték előkészítésének és megvalósításának folyamatát segítő eseti bizottság tisztségviselőinek és tagjainak megválasztásáról szóló 106/2008. (X. 3.) OGY határozat módosításáról
- 40/2009. (V. 12.) OGY határozat a Fogyasztóvédelmi eseti bizottság tisztségviselőinek és tagjainak megválasztásáról szóló 11/2007. (III. 7.) OGY határozat módosításáról
- 41/2009. (V. 14.) OGY határozat a Magyar Televízió Közalapítvány Kuratóriuma Elnöksége tisztségviselőinek és tagjainak választásáról szóló 18/2007. (III. 14.) OGY határozat kiegészítéséről
- 42/2009. (V. 14.) OGY határozat a Magyar Rádió Közalapítvány Kuratóriuma Elnöksége, valamint a Magyar Rádió Közalapítvány Ellenőrző Testülete tisztségviselőinek és tagjainak választásáról szóló 9/2008. (II. 28.) OGY határozat kiegészítéséről
- 43/2009. (V. 14.) OGY határozat a Hungária Televízió Közalapítvány Kuratóriuma Elnöksége, valamint a Hungária Televízió Közalapítvány Ellenőrző Testülete tisztségviselőinek és tagjainak választásáról szóló 20/2008. (III. 12.) OGY határozat kiegészítéséről
- 44/2009. (V. 14.) OGY határozat az Országgyűlés eseti bizottságainak létrehozásáról, valamint tisztségviselőinek és tagjainak megválasztásáról szóló egyes országgyűlési határozatok módosításáról
- 45/2009. (V. 22.) OGY határozataz Állami Számvevőszék elnökét és alelnökeit jelölő eseti bizottság felállításáról
- 46/2009. (V. 22.) OGY határozat az Országgyűlés bizottságainak létrehozásáról, tisztségviselőinek és tagjainak megválasztásáról szóló 14/2006. (V. 31.) OGY határozat módosításáról
- 47/2009. (V. 27.) OGY határozat az Országgyűlés bizottságainak létrehozásáról, tisztségviselőinek és tagjainak megválasztásáról szóló 14/2006. (V. 31.) OGY határozat módosításáról
- 48/2009. (V. 27.) OGY határozat a Magyar Köztársaság polgárai személyes adatainak biztonságát, valamint egyes állami szerveket, közszereplőket érintő információszerzési, vagy más néven „árnyék-titkosszolgálati” botrány körülményeit és az ügy kezelésének anomáliáit vizsgáló bizottság létrehozásáról szóló 125/2008. (XII. 3.) OGY határozat módosításáról
- 49/2009. (V. 27.) OGY határozat a tanyák és tanyás térségek megőrzéséről, fejlesztéséről
- 50/2009. (VI. 18.) OGY határozat a Soros Fund Management LLC magyarországi káros pénzügyi tevékenységeit feltáró vizsgálóbizottság létrehozásáról
- 51/2009. (VI. 18.) OGY határozat a Magyar Honvédség részletes bontású létszámáról szóló 106/2007. (XII. 6.) OGY határozat módosításáról
- 52/2009. (VI. 18.) OGY határozat a NATO-nak a 2009. évi afgán választások biztosításában történő közreműködésével kapcsolatos magyar katonai szerepvállalásról szóló kormánydöntésről, valamint a Magyar Honvédségnek az afganisztáni Nemzetközi Biztonsági Közreműködő Erők tevékenységében való közreműködéséről szóló beszámoló elfogadásáról
- 53/2009. (VI. 18.) OGY határozat az Országgyűlés tisztségviselőinek megválasztásáról szóló 13/2006. (V. 16.) OGY határozat módosításáról
- 54/2009. (VI. 18.) OGY határozat dr. Karsai József országgyűlési képviselő mentelmi ügyében
- 55/2009. (VI. 24.) OGY határozat a Legfelsőbb Bíróság elnökének megválasztásáról
- 56/2009. (VI. 24.) OGY határozat a Magyar Távirati Iroda Rt. Tulajdonosi Tanácsadó Testülete tisztségviselőinek és tagjainak, valamint felügyelő bizottsága elnökének és egy tagjának megválasztásáról
- 57/2009. (VI. 24.) OGY határozat az Országgyűlés bizottságainak létrehozásáról, tisztségviselőinek és tagjainak megválasztásáról szóló 14/2006. (V. 31.) OGY határozat módosításáról
- 58/2009. (VI. 24.) OGY határozat az Új Magyarország Fejlesztési Terv végrehajtását felügyelő eseti bizottság tisztségviselőinek és tagjainak megválasztásáról szóló 56/2006. (XII. 20.) OGY határozat módosításáról
- 59/2009. (VI. 24.) OGY határozat a műsorterjesztés és a digitális átállás szabályairól szóló törvényben meghatározott pályázati eljárás országgyűlési ellenőrzését szolgáló eseti bizottság tisztségviselőinek és tagjainak megválasztásáról szóló 58/2007. (VI. 26.) OGY határozat módosításáról
- 60/2009. (VI. 24.) OGY határozat az éghajlatvédelmi kerettörvény előkészítéséről
- 61/2009. (VI. 24.) OGY határozat a mozgásában korlátozott személy parkolási igazolványára vonatkozó szabályozás szigorításáról
- 62/2009. (VII. 3.) OGY határozat az Országgyűlés tisztségviselőinek megválasztásáról szóló 13/2006. (V. 16.) OGY határozat módosításáról
- 63/2009. (VII. 3.) OGY határozat a Pénzügyi Szervezetek Állami Felügyelete Felügyeleti Tanácsa elnökének megválasztásáról
- 64/2009. (VII. 3.) OGY határozat a Magyar Televízió Közalapítvány Kuratóriuma Elnöksége tisztségviselőinek és tagjainak választásáról szóló 18/2007. (III. 14.) OGY határozat módosításáról
- 65/2009. (VII. 3.) OGY határozat a Hungária Televízió Közalapítvány Kuratóriuma Elnöksége, valamint a Hungária Televízió Közalapítvány Ellenőrző Testülete tisztségviselőinek és tagjainak választásáról szóló 20/2008. (III. 12.) OGY határozat módosításáról
- 66/2009. (VII. 3.) OGY határozat Czomba Sándor országgyűlési képviselő mentelmi ügyében
- 67/2009. (VII. 3.) OGY határozat dr. Simon Miklós országgyűlési képviselő mentelmi ügyében
- 68/2009. (VII. 3.) OGY határozat dr. Tilki Attila országgyűlési képviselő mentelmi ügyében
- 69/2009. (VII. 3.) OGY határozat a Magyar Távirati Iroda Zrt. 2008. évi tevékenységéről szóló beszámoló elfogadásáról
- 70/2009. (VII. 3.) OGY határozat a Nabucco földgázvezeték előkészítésének és megvalósításának folyamatát segítő eseti bizottság tevékenységéről (2009. január-2009. június) szóló jelentésének elfogadásáról, valamint a Nabucco gázvezeték létrehozását elősegítő nemzetközi szerződés aláírásának, és a Nabucco gázvezeték megépítésének támogatásáról
- 71/2009. (IX. 15.) OGY határozat az Országgyűlés tisztségviselőinek megválasztásáról szóló 13/2006. (V. 16.) OGY határozat módosításáról
- 72/2009. (IX. 17.) OGY határozat országos népszavazásról
- 73/2009. (IX. 17.) OGY határozat az Országgyűlés bizottságainak létrehozásáról, tisztségviselőinek és tagjainak megválasztásáról szóló 14/2006. (V. 31.) OGY határozat módosításáról
- 74/2009. (IX. 24.) OGY határozat az afganisztáni Nemzetközi Biztonsági Közreműködő Erők (ISAF) műveleteiben történő további magyar katonai szerepvállalásról szóló 2186/2008. (XII. 29.) Korm. határozat módosításáról szóló kormánydöntésről szóló beszámoló elfogadásáról
- 75/2009. (IX. 24.) OGY határozat az egy magyar vezetésű afganisztáni tartományi újjáépítési csoport létesítéséről és működésének előkészítéséről szóló 2115/2006. (VI. 29.) Korm. határozat módosításáról szóló kormánydöntésről szóló beszámoló elfogadásáról
- 76/2009. (IX. 24.) OGY határozat a Gazdasági Versenyhivatal 2008. évi tevékenységéről és a versenytörvény alkalmazása során szerzett, a verseny tisztaságának és szabadságának érvényesülésével kapcsolatos tapasztalatokról szóló jelentés elfogadásáról
- 77/2009. (IX. 24.) OGY határozat Arató Gergely országgyűlési képviselő mentelmi ügyében
- 78/2009. (IX. 24.) OGY határozat Szijjártó Péter országgyűlési képviselő mentelmi ügyében
- 79/2009. (IX. 30.) OGY határozat az Országos Rádió és Televízió Testület 2008. évi tevékenységéről szóló beszámoló elfogadásáról
- 80/2009. (IX. 30.) OGY határozat a Szülőföld Alap 2008. évi tevékenységéről és működéséről szóló beszámoló elfogadásáról
- 81/2009. (X. 2.) OGY határozat az Idősügyi Nemzeti Stratégiáról
- 82/2009. (X. 22.) OGY határozat az Országos Választási Bizottság az Európai Parlament tagjainak 2009. június 7-én megtartott választásáról szóló beszámolójának elfogadásáról
- 83/2009. (X. 22.) OGY határozat az agrárgazdaság 2008. évi helyzetéről szóló jelentés elfogadásáról
- 84/2009. (X. 22.) OGY határozat Demendi László országgyűlési képviselő mentelmi ügyében
- 85/2009. (X. 22.) OGY határozat Molnár Oszkár országgyűlési képviselő mentelmi ügyében
- 86/2009. (X. 22.) OGY határozat dr. Dávid Ibolya országgyűlési képviselő mentelmi ügyében
- 87/2009. (X. 22.) OGY határozat Herényi Károly országgyűlési képviselő mentelmi ügyében
- 88/2009. (X. 29.) OGY határozat a Nemzeti Ifjúsági Stratégiáról
- 89/2009. (X. 29.) OGY határozat a Közbeszerzések Tanácsának a közbeszerzések tisztaságával és átláthatóságával kapcsolatos tapasztalatairól, valamint a 2008. január 1.-december 31. közötti időszakban végzett tevékenységéről szóló beszámoló elfogadásáról
- 90/2009. (X. 29.) OGY határozat a „King’s City” elnevezésű, Sukoró község külterületén megvalósuló turisztikai projekt létrehozásával kapcsolatos kormányzati tevékenységet feltáró vizsgálóbizottság létrehozásáról
- 91/2009. (XI. 12.) OGY határozat az árfolyamváltozás, a hitelszerződések és a törlesztő részletek, valamint a bankok kockázatvállalási gyakorlata és a hitelnyújtás profitnagysága összefüggéseit feltáró vizsgálóbizottság létrehozásáról
- 92/2009. (XI. 18.) OGY határozat a szomszédos országokhoz fűződő közlekedési kapcsolataink erősítéséről
- 93/2009. (XI. 24.) OGY határozat a Kábítószerügyi eseti bizottság tevékenységéről (2008. december-2009. október) szóló jelentés elfogadásáról
- 94/2009. (XII. 3.) OGY határozat az Országgyűlés bizottságainak létrehozásáról, tisztségviselőinek és tagjainak megválasztásáról szóló 14/2006. (V. 31.) OGY határozat módosításáról
- 95/2009. (XII. 9.) OGY határozat a 2003-2008 közötti időszakra szóló második Nemzeti Környezetvédelmi Program végrehajtásáról szóló jelentés
- 96/2009. (XII. 9.) OGY határozat a 2009-2014 közötti időszakra szóló Nemzeti Környezetvédelmi Programról
- 97/2009. (XII. 15.) OGY határozat az Országgyűlés tisztségviselőinek megválasztásáról szóló 13/2006. (V. 16.) OGY határozat módosításáról
- 98/2009. (XII. 15.) OGY határozat az Országgyűlés bizottságainak létrehozásáról, tisztségviselőinek és tagjainak megválasztásáról szóló 14/2006. (V. 31.) OGY határozat módosításáról
- 99/2009. (XII. 18.) OGY határozat a Magyar Köztársaság területén élő nemzeti és etnikai kisebbségek helyzetéről (2007. február-2009. február) szóló beszámoló elfogadásáról
- 100/2009. (XII. 18.) OGY határozat Alexa György országgyűlési képviselő mentelmi ügyében
- 101/2009. (XII. 18.) OGY határozat az Országgyűlés bizottságainak létrehozásáról, tisztségviselőinek és tagjainak megválasztásáról szóló 14/2006. (V. 31.) OGY határozat módosításáról
- 102/2009. (XII. 18.) OGY határozat Magyarország fenntarthatósági helyzetéről és az abból adódó feladatokról
- 103/2009. (XII. 18.) OGY határozat a Nabucco földgázvezeték előkészítésének és megvalósításának folyamatát segítő eseti bizottság jelentésének elfogadásáról, a Nabucco gázvezeték létrehozását elősegítő projekttámogatási megállapodás aláírásának, valamint egy európai Nabucco koordinátor kijelölésének támogatásáról
- 104/2009. (XII. 18.) OGY határozat a Centrum Parkoló Kft., valamint a Fővárosi Önkormányzatok Parkolási Társulásának tevékenységét és kapcsolatát vizsgáló bizottság felállításáról
- 105/2009. (XII. 21.) OGY határozat a közszféra alapvető etikai követelményeiről
- 106/2009. (XII. 21.) OGY határozat a kábítószer-probléma kezelése érdekében készített nemzeti stratégiai programról

### Egyéb fontosabb jogszabályok

#### Miniszteri rendeletek

##### Január
- 1/2009. (I. 7.) KHEM rendelet A földgáz biztonsági készlet felhasználásának engedélyezéséről
- 1/2009. (I. 7.) SZMM rendelet A 2009. évi munkaszüneti napok körüli munkarendről szóló 16/2008. (IX. 26.) SZMM rendelet módosításáról
- 1/2009. (I. 9.) FVM rendelet Európai Mezőgazdasági Vidékfejlesztési Alapból nyújtandó, a vidéki gazdaság és lakosság számára nyújtott alapszolgáltatások körében a kistérségi közlekedési szolgáltatások fejlesztésére igénybe vehető támogatások részletes feltételeiről szóló 9/2008. (I. 24.) FVM rendelet módosításáról
- 1/2009. (I. 9.) IRM–KüM együttes rendelet külföldön felhasználásra kerülő közokiratok diplomáciai vagy konzuli hitelesítésének (felülhitelesítésének) mellőzéséről szóló egyezmény végrehajtásáról szóló 9/1973. (XII. 29.) IM–KüM együttes rendelet hatályon kívül helyezéséről
- 1/2009. (I. 9.) KüM rendelet külpolitikáért felelős miniszter által a külföldi felhasználásra szánt közokiratok tanúsítvánnyal történő ellátásának szabályairól
- 1/2009. (I. 10.) ÖM rendelet Az országgyűlési képviselők időközi választása költségeinek normatíváiról, tételeiről és elszámolási rendjéről
- 2/2009. (I. 16.) FVM rendelet A vadgazdálkodáshoz kapcsolódó tevékenységek csekély összegű (de minimis) támogatásáról szóló 27/2008. (III. 12.) FVM rendelet módosításáról
- 3/2009. (I. 16.) FVM rendelet A szőlészeti és borászati adatszolgáltatás rendjéről és a nem hegyközségi településeken a közigazgatási feladatokat ellátó hegyközségek meghatározásáról szóló 96/2004. (VI. 3.) FVM rendelet, a borok eredetvédelmi szabályairól szóló 97/2004. (VI. 3.) FVM rendelet, valamint a termőföldre vonatkozó elővásárlási és előhaszonbérleti jog gyakorlásával összefüggő igazgatási szolgáltatási díjról szóló 55/2006. (VII. 27.) FVM rendelet módosításáról
- 4/2009. (I. 16.) FVM rendelet A kölcsönös megfeleltetéssel összefüggésben egyes agrártárgyú rendeletek módosításáról
- 2/2009. (I. 16.) ÖM rendelet Az állami sportcélú támogatások felhasználásáról és elosztásáról
- 1/2009. (I. 16.) PM–ÖM együttes rendelet A helyi önkormányzatokat és a többcélú kistérségi társulásokat 2007. évben egyes központi költségvetési kapcsolatokból megillető forrásokról szóló 1/2007. (I. 30.) PM–ÖTM együttes rendelet végrehajtásának elszámolásáról
- 1/2009. (I. 19.) MNB rendelet A jegybanki alapkamat mértékéről
- 1/2009. (I. 20.) NFGM rendelet a nemzeti fejlesztési és gazdasági miniszter hatáskörébe tartozó szakképesítések megszerzésére irányuló szakmai vizsga szervezésére feljogosított intézményekről
- 2/2009. (I. 23.) MNB rendelet A bankjegyek feldolgozásáról, forgalmazásáról, valamint hamisítás elleni védelmével kapcsolatos technikai feladatokról
- 3/2009. (I. 23.) MNB rendelet Az érmék feldolgozásáról, forgalmazásáról, valamint hamisítás elleni védelmével kapcsolatos technikai feladatokról
- 2/2009. (I. 23.) NFGM–FVM együttes rendelet Az előrecsomagolt termékek névleges mennyiségére vonatkozó szabályok megállapításáról és azok ellenőrzési módszereiről szóló 13/2008. (VIII. 8.) NFGM–FVM együttes rendelet módosításáról
- 1/2009. (I. 23.) OKM rendelet Egyes régészeti lelőhelyek védetté nyilvánításáról, illetve régészeti védettség megszüntetéséről
- 5/2009. (I. 27.) FVM rendelet A baromfikeltető állomások üzemeltetésének engedélyezéséről és működésüknek rendjéről szóló 121/2007. (X. 18.) FVM rendelet módosításáról
- 6/2009. (I. 27.) FVM rendelet A szőlőültetvények kivágásához nyújtott támogatás feltételeiről szóló 100/2008. (VIII. 6.) FVM rendelet módosításáról
- 3/2009. (I. 27.) NFGM rendelet A nemzeti fejlesztési és gazdasági miniszter hatáskörébe tartozó szakképesítések szakmai és vizsgakövetelményeinek kiadásáról
- 1/2009. (I. 30.) MeHVM rendelet A közalkalmazottak jogállásáról szóló 1992. évi XXXIII. törvénynek a Miniszterelnöki Hivatalt vezető miniszter irányítása alá tartozó költségvetési szerveknél történő végrehajtásáról
- 1/2009. (I. 30.) EüM rendelet Az Állami Népegészségügyi és Tisztiorvosi Szolgálat egyes közigazgatási eljárásaiért és igazgatási jellegű szolgáltatásaiért fizetendő díjakról
- 2/2009. (I. 30.) EüM rendelet A népjóléti ágazatba tartozó egyes államigazgatási eljárásokért és igazgatási jellegű szolgáltatásokért fizetendő díjakról szóló 50/1996. (XII. 27.) NM rendelet módosításáról
- 1/2009. (I. 30.) HM rendelet A Magyar Honvédségre, illetve a katonai nemzetbiztonsági szolgálatokra vonatkozó eltérő munkavédelmi követelményekről, eljárási szabályokról
- 4/2009. (I. 30.) NFGM–SZMM együttes rendelet A termékek eladási ára és egységára, továbbá a szolgáltatások díja feltüntetésének részletes szabályairól
- 2/2009. (I. 30.) OKM rendelet Az esélyegyenlőséget, felzárkóztatást segítő támogatások igénylésének, döntési rendszerének, folyósításának, elszámolásának és ellenőrzésének részletes szabályairól szóló 9/2008. (III. 29.) OKM rendelet 1–2.§-ai alapján támogatásban részesült fenntartók részére kiegészítő támogatás folyósításának eljárási rendjéről
- 2/2009. (I. 30.) PM–ÖM együttes rendelet A helyi önkormányzatokat és a többcélú kistérségi társulásokat 2009. évben egyes központi költségvetési kapcsolatokból megillető forrásokról
- 7/2009. (I. 30.) FVM rendelet A közalkalmazottak jogállásáról szóló 1992. évi XXXIII. törvény végrehajtásáról az agrárágazatban

##### Február
- 8/2009. (II. 4.) FVM rendelet A Helyi Vidékfejlesztési Közösségek és a LEADER helyi akciócsoportok részére az Európai Mezőgazdasági Vidékfejlesztési Alapból nyújtandó vidékfejlesztési támogatásról szóló 1698/2005/EK tanácsi rendelet keretében nyújtott támogatás részletes feltételeiről szóló 141/2008. (X. 30.) FVM rendelet módosításáról
- 3/2009. (II. 4.) ÖM rendelet A megújuló energiaforrásokat – biogázt, bioetanolt, biodízelt – hasznosító létesítmények tűzvédelmének műszaki követelményeiről
- 4/2009. (II. 4.) ÖM rendelet A kistelepülések közoktatási feladatainak társulásban történő ellátását ösztönző támogatás igénybevételének részletes feltételeiről
- 2/2009. (II. 10.) IRM rendelet Egyes miniszteri rendeleteknek a büntetőeljárásról szóló 1998. évi XIX. törvény szerinti kísérés jogintézményének a megszüntetésével összefüggő módosításáról
- 2/2009. (II. 10.) KHEM rendelet A Közlekedési, Hírközlési és Energiaügyi Minisztérium egyes előirányzatai felhasználásában, kezelésében részfeladatokat ellátó közreműködő szervezetekről
- 1/2009. (II. 10.) KvVM rendelet A Magyar Köztársaság területén az ENSZ Éghajlatváltozási Keretegyezménye keretében megvalósuló együttes végrehajtás hitelesítőire vonatkozó szakmai és személyi követelményekről, valamint a hitelesítés szabályairól
- 2/2009. (II. 10.) SZMM rendelet A Munkaerőpiaci Alap képzési alaprészéből felnőttképzési célra nyújtható támogatások részletes szabályairól szóló 15/2007. (IV. 13.) SZMM rendelet módosításáról
- 3/2009. (II. 13.) IRM rendelet A 2007–2013 közötti programozási időszakban a Szolidaritás és a migrációs áramlások igazgatása általános programból származó támogatások felhasználásának alapvető szabályairól, intézményrendszeréről, a pénzügyi irányítási és ellenőrzési rendszerek kialakításáról
- 3/2009. (II. 13.) KHEM rendelet A földgáz biztonsági készlet felhasználásának engedélyezéséről szóló 1/2009. (I. 7.) KHEM rendelet hatályon kívül helyezéséről
- 4/2009. (II. 14.) MNB rendelet Új biztonsági elemmel ellátott 500 forintos címletű bankjegy kibocsátásáról
- 5/2009. (II. 14.) MNB rendelet Új biztonsági elemekkel ellátott 1000 forintos címletű bankjegy kibocsátásáról
- 6/2009. (II. 14.) MNB rendelet' Új biztonsági elemmel ellátott 2000 forintos címletű bankjegy kibocsátásáról
- 7/2009. (II. 14.) MNB rendelet Új biztonsági elemmel ellátott 5000 forintos címletű bankjegy kibocsátásáról
- 8/2009. (II. 14.) MNB rendelet Új biztonsági elemmel ellátott 20 000 forintos címletű bankjegy kibocsátásáról
- 2/2009. (II. 14.) MeHVM rendelet A Miniszterelnökség fejezetnél a hazai nemzeti és etnikai kisebbségek, valamint a határon túli magyarok támogatásával kapcsolatos fejezeti kezelésű előirányzatok felhasználásának szabályairól
- 9/2009. (II. 18.) FVM rendelet A földművelésügyi és vidékfejlesztési miniszter hatáskörébe tartozó szakképesítések megszerzésére irányuló szakmai vizsga szervezésére feljogosított intézményekről szóló 134/2004. (IX. 15.) FVM rendelet módosításáról
- 3/2009. (II. 18.) OKM rendelet A muzeális intézmények szakfelügyeletéről
- 4/2009. (II. 18.) OKM rendelet A nevelési-oktatási intézmények működéséről szóló 11/1994. (VI. 8.) MKM rendelet módosításáról
- 3/2009. (II. 18.) SZMM rendelet A foglalkoztatást elősegítő támogatásokról, valamint a Munkaerőpiaci Alapból foglalkoztatási válsághelyzetek kezelésére nyújtható támogatásról szóló 6/1996. (VII. 16.) MüM rendelet módosításáról
- 5/2009. (II. 20.) OKM rendelet A Levéltári Kollégiumról és a levéltári szakfelügyeletről szóló 7/2002. (II. 27.) NKÖM rendelet módosításáról
- 5/2009. (II. 20.) ÖM rendelet A helyi önkormányzatok és a többcélú kistérségi társulások létszámcsökkentési döntéseivel kapcsolatos egyszeri költségvetési támogatás igénylésének, döntési rendszerének, folyósításának és elszámolásának részletes feltételeiről
- 3/2009. (II. 25.) EüM rendelet az emberi felhasználásra kerülő gyógyszer, illetve gyógyászati segédeszköz ismertetésére, az ismertetői tevékenységet végző személyek nyilvántartására, és a gyógyszerrel, gyógyászati segédeszközzel kapcsolatos, fogyasztókkal szembeni kereskedelmi gyakorlatra vonatkozó részletes szabályokról
- 10/2009. (II. 25.) FVM rendelet A növényegészségügyi feladatok végrehajtásának részletes szabályairól szóló 7/2001. (I. 17.) FVM rendelet módosításáról
- 11/2009. (II. 25.) FVM rendelet Az egyes hormon- vagy tireosztatikus hatású anyagok és a béta-agonisták állattenyésztésben történő felhasználásának tilalmáról szóló 24/2004. (III. 2.) FVM rendelet módosításáról
- 4/2009. (II. 25.) KHEM–EüM együttes rendelet A polgári légiközlekedési szakszolgálati engedélyek egészségügyi feltételeiről és kiadásuk rendjéről szóló 14/2002. (II. 26.) KöViM–EüM együttes rendelet módosításáról
- 5/2009. (II. 25.) KHEM rendelet A villamosenergia-piaci egyetemes szolgáltatás árképzéséről, valamint az egyetemes szolgáltatás keretében nyújtandó termékcsomagokról szóló 44/2008. (XII. 31.) KHEM rendelet módosításáról
- 6/2009. (II. 25.) OKM rendelet A helyi önkormányzatok által fenntartott kőszínházak, bábszínházak 2009. évi támogatásáról
- 6/2009. (II. 25.) ÖM rendelet A választási eljárásról szóló 1997. évi C. törvénynek az Európai Parlament tagjainak választásán történő végrehajtásáról
- 7/2009. (II. 25.) ÖM rendelet Az Európai Parlament tagjai 2009. évi választása költségeinek normatíváiról, tételeiről, elszámolási és belső ellenőrzési rendjéről
- 8/2009. (II. 26.) ÖM rendelet A bölcsődék és közoktatási intézmények infrastrukturális fejlesztése, valamint közösségi buszok beszerzése támogatás igénybevételének részletes feltételeiről
- 9/2009. (II. 27.) MNB rendelet A tőkepiacról szóló törvény szerinti elszámolóházi tevékenységet végző szervezet üzletszabályzatára és szabályzataira vonatkozó követelményekről
- 10/2009. (II. 27.) MNB rendelet A központi értéktár szabályzataira vonatkozó követelményekről
- 11/2009. (II. 27.) MNB rendelet A tőkepiacról szóló törvény szerinti központi szerződő fél tevékenységet végző szervezet szabályzataira vonatkozó követelményekről
- 12/2009. (II. 27.) FVM rendelet A Nemzeti Vidékfejlesztési Terv alapján a központi költségvetés, valamint az Európai Mezőgazdasági Orientációs és Garancia Alap Garancia Részlege társfinanszírozásában megvalósuló agrár-környezetgazdálkodási támogatások igénybevételének részletes szabályairól szóló 150/2004. (X. 12.) FVM rendelet módosításáról
- 13/2009. (II. 27.) FVM rendelet A szőlőfeldolgozás és a borkészítés során keletkező melléktermékek támogatással történő lepárlásának feltételeiről
- 9/2009. (II. 27.) ÖM rendelet Az önkormányzati miniszter által adományozható elismerésekről, az elismerésben részesíthetők köréről, valamint az elismerésben részesítés feltételeiről és rendjéről
- 10/2009. (II. 27.) ÖM rendelet A bölcsődék és közoktatási intézmények infrastrukturális fejlesztése, valamint közösségi buszok beszerzése támogatás igénybevételének részletes feltételeiről szóló 8/2009.(II. 26.) ÖM rendelet módosításáról
- 14/2009. (II. 28.) FVM rendelet Az Európai Mezőgazdasági Vidékfejlesztési Alapból nem termelő mezőgazdasági beruházásokhoz nyújtandó támogatások részletes feltételeiről szóló 33/2008. (III. 27.) FVM rendelet módosításáról
- 6/2009. (II. 28.) KHEM rendelet A Magyar Energia Hivatal igazgatási szolgáltatási díjainak mértékéről, valamint az igazgatási szolgáltatási és a felügyeleti díj fizetésének szabályairól szóló 91/2007. (XI. 20.) GKM rendelet módosításáról
- 7/2009. (II. 28.) KHEM rendelet Az állami tulajdonba tartozó országos közlekedési hálózattal, valamint az országos közlekedési hálózat fejlesztésével összefüggő egyes feladatok ellátásáról, továbbá a közlekedési hálózat finanszírozási célokat szolgáló egyes fejezeti kezelésű előirányzatok felhasználásának szabályairól szóló 8/2008. (III. 18.) GKM rendelet módosításáról

##### Március
- 7/2009. (III. 4.) OKM rendelet Az előadó-művészeti szervezetek működésével kapcsolatos hatósági eljárások részletes szabályairól, továbbá a zenekarok és énekkarok tevékenységéhez szükséges tárgyi feltételekről, valamint a fizető nézőszám alsó határáról
- 8/2009. (III. 4.) OKM rendelet A helyi önkormányzatok részére az önkormányzati és egyéb hivatásos zenei előadó-művészeti szervezetek működésére adható támogatások igénybevételének rendjéről
- 4/2009. (III. 4.) SZMM rendelet A regionális munkaügyi központok illetékességéről szóló 13/2007. (III. 28.) SZMM rendelet módosításáról
- 5/2009. (III. 4.) SZMM rendelet A kollektív szerződések bejelentésének és nyilvántartásának részletes szabályairól szóló 2/2004. (I. 15.) FMM rendelet módosításáról
- 15/2009. (III. 6.) FVM rendelet A növényvédő szerek forgalomba hozatalának és felhasználásának engedélyezéséről, valamint a növényvédő szerek csomagolásáról, jelöléséről, tárolásáról és szállításáról szóló 89/2004. (V. 15.) FVM rendelet módosításáról
- 16/2009. (III. 6.) FVM rendelet A földművelésügyi és vidékfejlesztési miniszter által adományozható díjakról és más elismerésekről szóló 91/2003. (VII. 31.) FVM rendelet módosításáról
- 17/2009. (III. 6.) FVM rendelet Az Európai Mezőgazdasági Vidékfejlesztési Alapból a Natura 2000 gyepterületeken történő gazdálkodáshoz nyújtandó kompenzációs támogatásrészletes szabályairól szóló 128/2007. (X. 31.) FVM rendelet módosításáról
- 18/2009. (III. 6.) FVM rendelet Az Európai Mezőgazdasági Vidékfejlesztési Alapból támogatott intézkedések monitoring adatszolgáltatási rendjére vonatkozó részletes szabályokról
- 19/2009. (III. 6.) FVM rendelet Az egyes állatbetegségek és zoonózisok felszámolására, ellenőrzésére és megfigyelésére irányuló nemzeti programok finanszírozásának szabályairól szóló 95/2008.(VII. 25.) FVM rendelet módosításáról
- 20/2009. (III. 6.) FVM rendelet Az Európai Mezőgazdasági Vidékfejlesztési Alapból a mezőgazdasági termékek értéknöveléséhez nyújtandó támogatások részletes feltételeiről szóló 47/2008.(IV. 17.) FVM rendelet módosításáról
- 21/2009. (III. 6.) FVM rendelet Az Új Magyarország Vidékfejlesztési Programra meghatározott előirányzatok felhasználásának állami támogatási szempontú szabályairól szóló 77/2007. (VII. 30.) FVM rendelet módosításáról
- 4/2009. (III. 6.) IRM rendelet A Végrendeletek Országos Nyilvántartásáról
- 8/2009. (III. 6.) KHEM rendelet Az egyes fejezeti kezelésű előirányzatokkal kapcsolatos eljárási rendről szóló 21/2008.(VIII. 22.) KHEM rendelet módosításáról
- 9/2009. (III. 6.) KHEM rendelet A hajózási képesítésekről szóló 15/2001. (IV. 27.) KöViM rendelet, valamint a belvízi utakon közlekedő úszólétesítmények hajózásra alkalmassága és megfelelősége feltételeiről, az üzemképesség vizsgálatáról és tanúsításáról szóló 13/2001. (IV. 10.) KöViM rendelet módosításáról
- 9/2009. (III. 6.) OKM rendelet Egyes ingatlanok műemlékké, valamint műemléki jelentőségű területté nyilvánításáról, illetve műemléki védettségének megszüntetéséről
- 10/2009. (III. 6.) OKM rendelet A nemzetiségi nevelési, oktatási feladatokhoz nyújtott kiegészítő támogatás igénylésének, döntési rendszerének, folyósításának, elszámolásának és ellenőrzésének részletes szabályairól
- 11/2009. (III. 6.) OKM rendelet Az előadó-művészeti szervezetek nyilvántartásba vételi és besorolási eljárásáért fizetendő igazgatási szolgáltatási díjról
- 11/2009. (III. 6.) ÖM rendelet A hivatásos katasztrófavédelmi szervek, valamint a hivatásos önkormányzati tűzoltóság szolgálati viszonyban álló tagjai szolgálati viszonyának egyes kérdéseiről és a személyügyi igazgatás rendjéről
- 2/2009. (III. 10.) KvVM rendelet A környezetvédelmi és vízügyi miniszter irányítása, illetve felügyelete alá tartozó szervek fontos és bizalmas munkaköreinek megállapításáról és a nemzetbiztonsági ellenőrzés szintjéről szóló 5/2007. (II. 23.) KvVM rendelet módosításáról
- 3/2009. (III. 10.) KvVM rendelet A 2009. évi lakossági víz- és csatornaszolgáltatás támogatás igénylésének és elbírálásának részletes feltételeiről, valamint az egészséges ivóvízzel való ellátás ideiglenes módozatainak ellentételezéséről
- 2/2009. (III. 10.) KüM rendelet A külügyminiszter által adományozható elismerésekről
- 12/2009. (III. 10.) ÖM rendelet Az egyes fejezeti kezelésű előirányzatokból pályázati úton, illetve egyedi döntéssel nyújtandó támogatásokra vonatkozó eljárás szabályairól szóló 6/2008. (X. 8.) ÖM rendelet módosításáról
- 10/2009. (III. 12.) KHEM rendelet A Közlekedési, Hírközlési és Energiaügyi Minisztériumban, továbbá a közlekedési, hírközlési és energiaügyi miniszter irányítása, illetve felügyelete alá tartozó szerveknél a fontos és bizalmas munkakörökről és a nemzetbiztonsági ellenőrzés szintjének megállapításáról
- 13/2009. (III. 12.) ÖM rendelet A Nemzeti Utánpótlás-nevelési és Sportszolgáltató Intézet címerhasználatáról
- 14/2009. (III. 12.) ÖM rendelet A bölcsődék és közoktatási intézmények infrastrukturális fejlesztése, valamint közösségi buszok beszerzése támogatás igénybevételének részletes feltételeiről szóló 8/2009. (II. 26.) ÖM rendelet módosításáról
- 3/2009. (III. 12.) PM rendelet Az adóügyek elektronikus intézésének szabályairól szóló 34/2007. (XII. 29.) PM rendelet és az egyes szerencsejátékok engedélyezésével, lebonyolításával és ellenőrzésével kapcsolatos feladatok végrehajtásáról szóló 32/2005. (X. 21.) PM rendelet módosításáról
- 6/2009. (III. 12.) SZMM rendelet A rehabilitációs akkreditációs díjról szóló 26/2005. (XII. 27.) FMM rendelet módosításáról
- 22/2009. (III. 13.) FVM rendelet Az egyes állatbetegségek megelőzésével, illetve leküzdésével kapcsolatos támogatások igénylésének és kifizetésének rendjéről szóló 148/2007. (XII. 8.) FVM rendelet módosításáról
- 23/2009. (III. 13.) FVM rendelet A természetes édesítőszerek termékpályáinak szabályozásához kapcsolódó egyes kérdésekről szóló 129/2007. (X. 31.) FVM rendelet módosításáról
- 24/2009. (III. 13.) FVM rendelet A 2009. évi iskolatej program szabályozásáról szóló 166/2008. (XII. 22.) FVM rendelet módosításáról
- 4/2009. (III. 17.) EüM rendelet Az orvostechnikai eszközökről
- 25/2009. (III. 17.) FVM rendelet Az Európai Halászati Alap társfinanszírozásában megvalósuló támogatások igénybevételének általános szabályairól
- 26/2009. (III. 17.) FVM rendelet Az Európai Halászati Alapból a 2. támogatási tengely szerint nyújtandó támogatások részletes feltételeiről
- 2/2009. (III. 17.) HM rendelet A honvédelmi miniszter által alapítható és adományozható elismerésekről szóló 27/2002.(IV. 17.) HM rendelet módosításáról
- 15/2009. (III. 17.) ÖM rendelet A helyi önkormányzatok fenntartásában lévő sportlétesítmények felújításának támogatásáról
- 27/2009. (III. 18.) FVM rendelet A tenyésztésszervezési feladatok támogatása igénybevételének részletes feltételeiről
- 3/2009. (III. 18.) HM rendelet A Magyar Honvédség élelmezési ellátásáról szóló 22/2006. (VIII. 8.) HM rendelet módosításáról
- 11/2009. (III. 18.) KHEM rendelet A belvízi utakon közlekedő úszólétesítmények hajózásra alkalmassága és megfelelősége feltételeiről, az üzemképesség vizsgálatáról és tanúsításáról szóló 13/2001. (IV. 10.) KöViM rendelet módosításáról
- 5/2009. (III. 18.) NFGM rendelet A 2007–2013. programozási időszakban az Európai Regionális Fejlesztési Alap, valamint az Előcsatlakozási Támogatási Eszköz pénzügyi alapok egyes, a területi együttműködéshez kapcsolódó programjaiból származó állami támogatások felhasználásának szabályairól és egyes támogatási jogcímeiről
- 7/2009. (III. 18.) SZMM rendelet A szociális és munkaügyi miniszter irányítása alá tartozó fejezeti kezelésű előirányzatok felhasználásáról
- 5/2009. (III. 20.) EüM rendelet A fertőző betegségek és a járványok megelőzése érdekében szükséges járványügyi intézkedésekről szóló 18/1998. (VI. 3.) NM rendelet módosításáról
- 6/2009. (III. 20.) EüM rendelet A törzskönyvezett gyógyszerek és a különleges táplálkozási igényt kielégítő tápszerek társadalombiztosítási támogatásba való befogadásának szempontjairól és a befogadás vagy a támogatás megváltoztatásáról szóló 32/2004. (IV. 26.) ESZCSM rendelet módosításáról
- 28/2009. (III. 20.) FVM rendelet A zöldség-gyümölcs termelői csoportok támogatásáról
- 6/2009. (III. 20.) NFGM rendelet A Gazdasági Versenyképesség Operatív Program végrehajtásában közreműködő szervezetek kijelöléséről szóló 15/2004. (II. 16.) GKM–IHM–OM–PM–TNM együttes rendelet módosításáról
- 3/2009. (III. 25.) MeHVM rendelet A fontos és bizalmas munkakörökről, valamint a nemzetbiztonsági ellenőrzés szintjéről
- 7/2009. (III. 25.) EüM–FVM–KvVM együttes rendelet A biocid termékek előállításának és forgalomba hozatalának feltételeiről szóló 38/2003. (VII. 7.) ESZCSM–FVM–KvVM együttes rendelet módosításáról
- 29/2009. (III. 25.) FVM rendelet Az Európai Mezőgazdasági Vidékfejlesztési Alapból nyújtott támogatások részletes feltételeit megállapító egyes agrár tárgyú miniszteri rendeletek módosításáról
- 12/2009. (III. 25.) KHEM rendelet A Gyimesi Zoltán-díj alapításáról és adományozásáról
- 4/2009. (III. 25.) PM rendelet A Rendkívüli beruházási tartalék előirányzat átcsoportosításának rendjéről szóló 9/2006.(III. 23.) PM rendelet módosításáról
- 16/2009. (III. 26.) ÖM rendelet Az Európai Parlament tagjainak 2009. június 7. napjára kitűzött választása eljárási határidőinek és határnapjainak megállapításáról
- 30/2009. (III. 27.) FVM rendelet A sertésállományok Aujeszky-betegségtől való mentesítésének szabályairól és a mentesség fenntartásáról
- 31/2009. (III. 27.) FVM rendelet A kéknyelv betegség elleni védekezés szabályairól
- 13/2009. (III. 27.) KHEM rendelet A vasúti pályahálózathoz történő nyílt hozzáférés részletes szabályairól szóló 101/2007. (XII. 22.) GKM rendelet módosításáról
- 3/2009. (III. 27.) KüM rendelet A tartós külszolgálatot teljesítő köztisztviselők és munkavállalók alapellátmányának, illetve ideiglenes külföldi kiküldetése napidíjának összegéről és azok kifizetéséről
- 12/2009. (III. 27.) OKM rendelet A helyi önkormányzatok által fenntartott múzeumok szakmai támogatásáról
- 5/2009. (III. 27.) PM rendelet A jövedéki adóról és a jövedéki termékek forgalmazásának különös szabályairól szóló 2003. évi CXXVII. törvény egyes rendelkezéseinek végrehajtásáról szóló 8/2004. (III. 10.) PM rendelet módosításáról
- 32/2009. (III. 31.) FVM rendelet Az agrárkár-enyhítési eljárásról
- 33/2009. (III. 31.) FVM rendelet A Magyar Takarmánykódex kötelező előírásairól szóló 44/2003. (IV. 26.) FVM rendelet módosításáról
- 5/2009. (III. 31.) IRM rendelet A közbeszerzési és tervpályázati hirdetmények, a bírálati összegezések és az éves statisztikai összegezések mintáiról
- 6/2009. (III. 31.) IRM rendelet Egyes közúti közlekedési igazgatási tárgyú miniszteri rendeletek módosításáról
- 14/2009. (III. 31.) KHEM rendelet A közúti járművek műszaki megvizsgálásáról szóló 5/1990. (IV. 12.) KöHÉM rendelet módosításáról

##### Április
- 34/2009. (IV. 2.) FVM rendelet Az Európai Mezőgazdasági Vidékfejlesztési Alapból a kertészet korszerűsítéséhez nyújtandó támogatások részletes feltételeiről szóló 25/2008. (III. 7.) FVM rendelet módosításáról
- 35/2009. (IV. 2.) FVM rendelet Az Európai Mezőgazdasági Vidékfejlesztési Alapból a kertészeti gépek, technológiai berendezések beszerzéséhez nyújtandó támogatások részletes feltételeiről szóló 26/2008. (III. 7.) FVM rendelet módosításáról
- 7/2009. (IV. 2.) NFGM rendelet Az Új Magyarország Fejlesztési Tervben szereplő Regionális Fejlesztés Operatív Programokra meghatározott előirányzatok felhasználásának állami támogatási szempontú szabályairól szóló 19/2007. (VII. 30.) MeHVM rendelet módosításáról
- 8/2009. (IV. 2.) NFGM rendelet A Társadalmi Megújulás Operatív Program előirányzatából nyújtott, az Európai Közösséget létrehozó Szerződés 87.cikkének (1)bekezdése hatálya alá tartozó támogatások felhasználásáról szóló 25/2007. (IX. 12.) MeHVM rendelet módosításáról
- 13/2009. (IV. 2.) OKM rendelet Az érettségi és a szakmai vizsgák lebonyolítására nyújtott támogatás igénylésének, folyósításának és elszámolásának rendjéről
- 14/2009. (IV. 2.) OKM rendelet A szakközépiskola tizenegy-tizenkettedik évfolyamán az iskolai gyakorlati oktatás támogatása igénylésének, döntési rendszerének, folyósításának, elszámolásának és ellenőrzésének részletes szabályairól
- 15/2009. (IV. 2.) OKM rendelet A pedagógiai szakszolgálatok és a sajátos nevelési igényű tanulók támogatása igénylésének, folyósításának, elszámolásának és ellenőrzésének rendjéről
- 16/2009. (IV. 2.) OKM rendelet Az alapfokú művészetoktatási intézmények támogatása igénylésének, döntési rendszerének, folyósításának, elszámolásának és ellenőrzésének részletes szabályairól
- 17/2009. (IV. 2.) OKM rendelet A minőségbiztosítás, mérés, értékelés, ellenőrzés támogatása és a teljesítmény motivációs pályázati alap igénylésének, döntési rendszerének, folyósításának, elszámolásának és ellenőrzésének részletes szabályairól
- 18/2009. (IV. 2.) OKM rendelet A komprehenzív iskolamodellek megszervezéséhez kapcsolódó támogatás igénylési, döntési rendszerének, folyósításának, elszámolásának és ellenőrzésének részletes szabályairól
- 19/2009. (IV. 2.) OKM rendelet A sajátos nevelési igényű gyermekekkel, tanulókkal foglalkozó gyógypedagógiai pótlékra jogosultak támogatása és az osztályfőnöki pótlékra jogosultak támogatása igénylésének, döntési rendszerének, folyósításának, elszámolásának és ellenőrzésének részletes szabályairól
- 17/2009. (IV. 2.) ÖM rendelet A települések polgári védelmi besorolásáról szóló 18/1996. (VII. 25.) BM rendelet módosításáról
- 18/2009. (IV. 2.) ÖM rendelet A Turisztikai Célelőirányzat felhasználásának és kezelésének részletes szabályairól szóló 14/2002. (XI. 16.) MeHVM rendelet módosításáról
- 8/2009. (IV. 2.) SZMM rendelet Az álláskeresőként való nyilvántartásba vételről, a nyilvántartásból való törlésről, valamint az álláskeresési megállapodásról szóló 18/2005. (X. 18.) FMM rendelet módosításáról
- 8/2009. (IV. 3.) EüM rendelet A háziorvosi, házi gyermekorvosi és fogorvosi tevékenységről szóló 4/2000. (II. 25.) EüM rendelet és a szakorvos, szakfogorvos, szakgyógyszerész és klinikai szakpszichológus szakképesítés megszerzéséről szóló 66/1999. (XII. 25.) EüM rendelet módosításáról
- 36/2009. (IV. 3.) FVM rendelet Az Európai Mezőgazdasági Garancia Alapból, valamint az Európai Mezőgazdasági Vidékfejlesztési Alapból finanszírozott egyes támogatások igénybevételével kapcsolatos egységes eljárási szabályokról
- 37/2009. (IV. 3.) FVM rendelet Az Európai Mezőgazdasági Garancia Alapból finanszírozott egységes területalapú támogatás (SAPS), valamint az ahhoz kapcsolódó kiegészítő nemzeti támogatások (top up) 2009.évi igénybevételével kapcsolatos egyes kérdésekről
- 15/2009. (IV. 3.) KHEM rendelet A felügyeleti díj mértékéről és a felügyeleti díjjal kapcsolatos adatszolgáltatásról és hatósági feladatokról szóló 15/2004. (IV. 24.) IHM rendelet módosításáról
- 20/2009. (IV. 3.) OKM rendelet A XX. Oktatási és Kulturális Minisztérium költségvetési fejezethez tartozó fejezeti kezelésű előirányzatok 2009.évi felhasználásának szabályairól
- 8/2009. (IV. 8.) FVM rendelet Az egyes állatbetegségek és zoonózisok felszámolására, az ellenük való védekezésre és figyelemmel kísérésükre irányuló nemzeti programok 2009.évi finanszírozásának szabályairól
- 7/2009. (IV. 8.) IRM rendelet A bírósági fogalmazók joggyakorlatáról és képzéséről szóló 11/1999. (X. 6.) IM rendelet, valamint a bíróságokon és az Országos Igazságszolgáltatási Tanács Hivatalában foglalkoztatott egyes igazságügyi alkalmazottak munkakörének és képesítési feltételének meghatározásáról és ügyviteli vizsgájáról szóló 5/2001. (III. 13.) IM rendelet módosításáról
- 8/2009. (IV. 8.) IRM rendelet Az igazságügyi szakértői szakterületekről, valamint az azokhoz kapcsolódó képesítési és egyéb szakmai feltételekről szóló 9/2006. (II. 27.) IM rendelet módosításáról
- 16/2009. (IV. 8.) KHEM–PM együttes rendelet A vasúti közlekedési tevékenységek vasúti társaságon belüli számviteli elkülönítéséről szóló 50/2007. (IV. 26.) GKM–PM együttes rendelet módosításáról
- 17/2009. (IV. 8.) KHEM–PM együttes rendelet A vasúti hálózat-hozzáférési díjrendszer kereteiről, valamint a hálózat-hozzáférési díjak képzésének és alkalmazásának alapvető szabályairól szóló 83/2007. (X. 6.) GKM–PM együttes rendelet módosításáról
- 9/2009. (IV. 8.) EüM rendelet A társadalombiztosítási támogatással rendelhető gyógyszerekről és a támogatás összegéről szóló 1/2003. (I. 21.) ESZCSM rendelet, az orvosi rehabilitáció céljából társadalombiztosítási támogatással igénybe vehető gyógyászati ellátásokról szóló 5/2004. (XI. 19.) EüM rendelet, a gyógyászati segédeszközök társadalombiztosítási támogatásba történő befogadásáról, támogatással történő rendeléséről, forgalmazásáról, javításáról és kölcsönzéséről szóló 14/2007. (III. 14.) EüM rendelet, valamint a gyógyszerrendeléshez használandó számítógépes program minősítésének szabályairól szóló 53/2007. (XII. 7.) EüM rendelet módosításáról
- 39/2009. (IV. 8.) FVM rendelet Az állatlétszámhoz kötött támogatási jogosultságról szóló 82/2005. (IX. 15.) FVM rendelet módosításáról
- 40/2009. (IV. 8.) FVM rendelet Az állatlétszámhoz kötött támogatási jogosultság országos tartalékból való igénylésének feltételeiről szóló 30/2006. (IV. 12.) FVM rendelet módosításáról
- 41/2009. (IV. 8.) FVM rendelet A 2009. évi iskolatej program szabályozásáról szóló 166/2008. (XII. 22.) FVM rendelet módosításáról
- 19/2009. (IV. 8.) ÖM rendelet Az önkormányzatok és jogi személyiségű társulásaik európai uniós fejlesztési pályázatai saját forrás kiegészítése 2009. évi támogatásának rendjéről
- 6/2009. (IV. 8.) PM rendelet A költségvetési viszontgarancia vállalásának és érvényesítésének részletes szabályairól szóló 48/2002. (XII. 28.) PM rendelet módosításáról
- 10/2009. (IV. 10.) EüM rendelet A gyógyszerekkel folytatott nagykereskedelmi és párhuzamos import tevékenységről szóló 53/2004. (VI. 2.) ESZCSM rendelet módosításáról
- 11/2009. (IV. 10.) EüM rendelet Az egészségügyi szakképesítéssel rendelkező személyek alap- és működési nyilvántartásáról, valamint a működési nyilvántartásban nem szereplő személyek tevékenységének engedélyezéséről szóló 18/2007. (IV. 17.) EüM rendelet módosításáról
- 4/2009. (IV. 10.) KvVM rendelet A Nyugat-Mecsek Tájvédelmi Körzet létesítéséről, valamint a Kőszegi-forrás erdőrezervátum létrehozásáról
- 4/2009. (IV. 10.) KüM rendelet A Külügyminisztérium fejezetnél az egyes fejezeti kezelésű előirányzatok felhasználásának és ellenőrzésének szabályairól
- 42/2009. (IV. 11.) FVM rendelet Az állati eredetű élelmiszerek forgalomba hozatalának és az értékesítés helyén történő élelmiszer-előállításnak élelmiszer-higiéniai feltételeiről szóló 64/2007. (VII. 23.) FVM–EüM együttes rendelet módosításáról
- 43/2009. (IV. 11.) FVM rendelet A feldolgozóipari célú málna- és földieper-termesztés támogatásáról szóló *29/2008. (III. 18.) FVM rendelet módosításáról
- 44/2009. (IV. 11.) FVM rendelet Az Európai Mezőgazdasági Vidékfejlesztési Alapból nem élelmiszeripari célú kiskapacitású, növényi alapú nyersszesz, nyersolaj előállító üzemek létesítéséhez nyújtandó támogatások részletes feltételeiről
- 45/2009. (IV. 11.) FVM rendelet Az egyes állatbetegségek megelőzésével, illetve leküzdésével kapcsolatos támogatások igénylésének és kifizetésének rendjéről szóló 148/2007. (XII. 8.) FVM rendelet módosításáról
- 9/2009. (IV. 11.) NFGM rendelet A Társadalmi Infrastruktúra Operatív Program előirányzatából nyújtott, az Európai Közösséget létrehozó Szerződés 87. cikk (1)bekezdés hatálya alá tartozó támogatások felhasználásáról szóló 27/2007. (X. 10.) ÖTM rendelet módosításáról
- 7/2009. (IV. 11.) PM–SZMM együttes rendelet A pályakezdő fiatalok, az ötven év feletti munkanélküliek, valamint a gyermek gondozását, illetve családtag ápolását követően munkát keresők foglalkoztatásának elősegítéséről, továbbá az ösztöndíjas foglalkoztatásról szóló 2004. évi CXXIII. törvény 8.§-ában meghatározott járulékkedvezmények érvényesítésének és ellenőrzésének részletes feltételeiről és szabályairól
- 8/2009. (IV. 11.) PM rendelet A START-kártya felhasználásának, a járulékkedvezmény érvényesítésének, továbbá elszámolásának részletes szabályairól szóló 31/2005. (IX. 29.) PM rendelet módosításáról
- 9/2009. (IV. 11.) SZMM rendelet Egyes szociális tárgyú miniszteri rendeletek módosításáról
- 9/2009. (IV. 14.) IRM rendelet A Budapesti Rendőr-főkapitányság, a Fővárosi Büntetés- végrehajtási Intézet és a Budapesti Fegyház és Börtön tiszthelyettes és zászlós állományának vissza nem térítendő lakáscélú támogatásáról szóló 21/2008. (IX. 23.) IRM rendelet módosításáról
- 18/2009. (IV. 14.) KHEM rendelet A közúti járművezetők és a közúti közlekedési szakemberek képzésének és vizsgáztatásának részletes szabályairól szóló 24/2005. (IV. 21.) GKM rendelet módosításáról
- 5/2009. (IV. 14.) KvVM rendelet A vízgazdálkodási tanácsokról
- 6/2009. (IV. 14.) KvVM–EüM–FVM együttes rendelet A földtani közeg és a felszín alatti víz szennyezéssel szembeni védelméhez szükséges határértékekről és a szennyezések méréséről
- 10/2009. (IV. 14.) NFGM rendelet Az építésügyi célelőirányzatról
- 11/2009. (IV. 14.) NFGM rendelet A Nemzeti Fejlesztési Ügynökség irányítása alá, a XIX. Uniós fejlesztések fejezetbe tartozó fejezeti kezelésű előirányzatok 2009.évi felhasználásának rendjéről
- 9/2009. (IV. 14.) PM–ÖM együttes rendelet A helyi önkormányzatokat és a többcélú kistérségi társulásokat 2009. évben egyes központi költségvetési kapcsolatokból megillető forrásokról szóló 2/2009. (I. 30.) PM–ÖM együttes rendelet módosításáról
- 10/2009. (IV. 14.) PM rendelet A kincstári rendszer működésével kapcsolatos pénzügyi szolgáltatások teljesítésének rendjéről szóló 36/1999. (XII. 27.) PM rendelet módosításáról
- 10/2009. (IV. 14.) SZMM rendelet A foglalkoztatást elősegítő támogatásokról, valamint a Munkaerőpiaci Alapból foglalkoztatási válsághelyzetek kezelésére nyújtható támogatásról szóló 6/1996. (VII. 16.) MüM rendelet, valamint a Munkerőpiaci Alap képzési alaprészéből felnőttképzési célra nyújtható támogatások részletes szabályairól szóló 15/2007. (IV. 13.) SZMM rendelet módosításáról
- 12/2009. (IV. 16.) EüM rendelet A tanuló ifjúság üdülésének és táborozásának egészségügyi feltételeiről szóló 12/1991. (V. 18.) NM rendelet módosításáról
- 46/2009. (IV. 16.) FVM rendelet Az Európai Mezőgazdasági Vidékfejlesztési Alapból az agrár-erdészeti rendszerek mezőgazdasági földterületeken történő első létrehozásához nyújtandó támogatás igénybevételének részletes szabályairól
- 47/2009. (IV. 16.) FVM rendelet Az Európai Mezőgazdasági Vidékfejlesztési Alapból az állattartó telepek korszerűsítéséhez nyújtandó támogatások részletes feltételeiről szóló 27/2007. (IV. 17.) FVM rendelet módosításáról
- 48/2009. (IV. 16.) FVM rendelet Az Európai Mezőgazdasági Vidékfejlesztési Alapból a rövid vágásfordulójú fás szárú energiaültetvények telepítéséhez nyújtott támogatás igénybevételének részletes feltételeiről szóló 72/2007. (VII. 27.) FVM rendelet módosításáról
- 49/2009. (IV. 16.) FVM rendelet Az Európai Mezőgazdasági Vidékfejlesztési Alapból az évelő lágy szárú energiaültetvények telepítéséhez nyújtandó támogatások részletes feltételeiről szóló 71/2007. (VII. 27.) FVM rendelet módosításáról
- 50/2009. (IV. 16.) FVM rendelet Az Európai Mezőgazdasági Vidékfejlesztési Alapból az Új Magyarország Vidékfejlesztési Program I. és II. intézkedéscsoportjához kapcsolódó képzések tárgyában nyújtandó támogatások részletes feltételeiről szóló 139/2008. (X. 22.) FVM rendelet módosításáról
- 51/2009. (IV. 16.) FVM rendelet Az Európai Mezőgazdasági Vidékfejlesztési Alap társfinanszírozásában megvalósuló támogatások igénybevételének általános szabályairól szóló 23/2007. (IV. 17.) FVM rendelet módosításáról
- 52/2009. (IV. 16.) FVM rendelet Az Európai Mezőgazdasági Garancia Alapból az energetikai célú növény-termesztéshez nyújtható kiegészítő támogatás 2009. évi igénybevételével kapcsolatos egyes kérdésekről
- 53/2009. (IV. 16.) FVM rendelet Egyes állategészségügyi igazgatási szolgáltatások díjáról szóló 46/1999. (V. 19.) FVM rendelet módosításáról
- 54/2009. (IV. 16.) FVM rendelet A tejfeldolgozók által igénybe vehető de minimis támogatásról
- 19/2009. (IV. 16.) KHEM rendelet A közúti járművek forgalomba helyezésének és forgalomban tartásának műszaki feltételeiről szóló 6/1990. (IV. 12.) KöHÉM rendelet módosításáról
- 21/2009. (IV. 16.) OKM rendelet A nevelési-oktatási intézmények működéséről szóló 11/1994. (VI. 8.) MKM rendelet és a 2008/2009. évi tanév rendjéről szóló 17/2008. (V. 9.) OKM rendelet módosításáról
- 10/2009. (IV. 17.) IRM rendelet A közalkalmazottak jogállásáról szóló 1992. évi XXXIII. törvénynek az igazságügyi és rendészeti miniszter ágazati irányítása alá tartozó szerveknél történő végrehajtásáról
- 20/2009. (IV. 17.) KHEM–ÖM együttes rendelet A helyi közösségi közlekedés normatív támogatásáról
- 13/2009. (IV. 22.) EüM rendelet Az egyes főbb betegségcsoportok finanszírozási eljárásrendjének szerkesztése és szakmai egyeztetése lefolytatásának egységes szabályairól
- 4/2009. (IV. 22.) HM rendelet A Magyar Honvédség külföldi szolgálatot teljesítő és külföldi tanulmányokat folytató személyi állománya devizaellátmányáról és egyes ellátmányon kívüli pénzbeli járandóságairól szóló 26/2007. (VI. 20.) HM rendelet módosításáról
- 5/2009. (IV. 22.) HM rendelet A kedvezményes üdültetés rendjéről szóló 35/2002. (V. 10.) HM rendelet módosításáról
- 12/2009. (IV. 22.) NFGM rendelet Egyes közreműködő szervezetek kijelöléséről szóló miniszteri rendeletek módosításáról
- 22/2009. (IV. 22.) OKM rendelet Az érettségi vizsga részletes követelményeiről szóló 40/2002. (V. 24.) OM rendelet módosításáról
- 11/2009. (IV. 22.) SZMM rendelet A települési önkormányzat részére szociális nyári gyermekétkeztetés céljából 2009. évben nyújtott támogatás igénylésének, folyósításának és elszámolásának részletes szabályairól
- 58/2009. (IV. 30.) FVM rendelet Az ingatlan-nyilvántartásról szóló 1997. évi CXLI. törvény végrehajtására kiadott 109/1999. (XII. 29.) FVM rendelet módosításáról [1]
- 12/2009. (IV. 30.) IRM rendelet A Rendőrség, a Rendőrtiszti Főiskola és a rendészeti szakközépiskolák egyenruha-ellátásra jogosult személyi állományának ruházati és öltözködési szabályzatáról

##### Május
- 61/2009. (V. 14.) FVM rendelet Az Európai Mezőgazdasági Vidékfejlesztési Alapból nyújtott agrár-környezetgazdálkodási támogatások igénybevételének részletes feltételeiről
- 17/2009. (V. 14.) EüM rendelet A minőségi és hatékony gyógyszerrendelés értékelésének szabályairól
- 18/2009. (V. 20.) EüM rendelet Az egészségügyi szakdolgozók továbbképzésének szabályairól szóló 28/1998. (VI. 17.) NM rendelet módosításáról
- 62/2009. (V. 20.) FVM rendelet Az egyes állatbetegségek megelőzésével, illetve leküzdésével kapcsolatos támogatások igénylésének és kifizetésének rendjéről szóló 148/2007. (XII. 8.) FVM rendelet módosításáról
- 63/2009. (V. 20.) FVM rendelet Az egyes Brucella fajok elleni védekezés részletes szabályairól szóló 12/2008. (II. 14.) FVM rendelet módosításáról
- 64/2009. (V. 22.) FVM–PM együttes rendelet A mezei őrszolgálat megalakításához, fenntartásához és működéséhez nyújtandó állami hozzájárulás igénybevételének rendjéről és feltételeiről
- 23/2009. (V. 22.) OKM rendelet Az esélyegyenlőséget szolgáló intézkedések támogatása, valamint az integrációs rendszerben részt vevő intézményekben dolgozó pedagógusok anyagi támogatása igénylésének, döntési rendszerének, folyósításának, elszámolásának és ellenőrzésének részletes szabályairól
- 24/2009. (V. 25.) OKM rendelet A 2009/2010. tanév rendjéről
- 14/2009. (V. 27.) NFGM rendelet a Gazdasági Versenyképesség Operatív Program 4. prioritására, a Gazdaságfejlesztési Operatív Programra és a Közép-Magyarországi Operatív Program 1. prioritására vonatkozó részletes szabályokról szóló 8/2007. (III. 19.) MeHVM rendelet módosításáról
- 25/2009. (V. 27.) OKM rendelet A kerettantervek kiadásának és jóváhagyásának rendjéről, valamint egyes oktatási jogszabályok módosításáról szóló 17/2004. (V. 20.) OM rendelet módosításáról

##### Június
- 15/2009. (VI. 3.) MNB rendelet A „Bánki Donát” emlékérme kibocsátásáról
- 14/2009. (VI. 3.) IRM rendelet Az anyakönyvekről, a házasságkötési eljárásról és a névviselésről szóló 6/2003. (III. 7.) BM rendelet módosításáról
- 15/2009. (VI. 3.) IRM rendelet A Magyar Szabadalmi Hivatal előtti iparjogvédelmi eljárások igazgatási szolgáltatási díjairól szóló 19/2005. (IV.12.) GKM rendelet módosításáról
- 16/2009. (VI. 3.) IRM rendelet A Rendőrség, a Rendőrtiszti Főiskola és a rendészeti szakközépiskolák egyenruha-ellátásra jogosult személyi állományának ruházati és öltözködési szabályzatáról szóló 12/2009. (IV. 30.) IRM rendelet módosításáról
- 23/2009. (VI. 3.) KHEM rendelet A Magyar Köztársaság területén lévő repülőtereket használó légijárművek földi ellenőrzései végrehajtásának részletes szabályairól
- 65/2009. (VI. 4.) FVM rendelet A termelői csoportokról szóló 81/2004. (V. 4.) FVM rendelet módosításáról
- 6/2009. (VI. 4.) HM rendelet A katonák illetményéről és illetményjellegű juttatásairól, valamint a közalkalmazottak jutalmazásáról szóló 3/2002. (I. 25.) HM rendelet módosításáról
- 17/2009. (VI. 4.) IRM rendelet A hivatásos állomány tagjainak szolgálati időt elismerő támogatásáról
- 4/2009. (VI. 9.) MeHVM rendelet A Fényes Elek Díj alapításáról és adományozásáról
- 66/2009. (VI. 9.) FVM rendelet A szalmonellózis elleni védekezés egyes szabályairól szóló 2/2008. (I. 4.) FVM rendelet módosításáról
- 67/2009. (VI. 9.) FVM rendelet A zöldség-gyümölcs termelői csoportok és termelői szervezetek nemzeti szabályozásáról
- 24/2009. (VI. 9.) KHEM rendelet A villamosenergia-iparban fennálló vagy eltöltött munkaviszonnyal összefüggésben igénybe vehető villamosenergia-vásárlási kedvezményről szóló 116/2007. (XII. 29.) GKM rendelet módosításáról
- 8/2009. (VI. 9.) KvVM rendelet A Szőlőskei-erdő természetvédelmi terület természetvédelmi kezelési tervéről
- 9/2009. (VI. 9.) KvVM rendelet A Várpalotai homokbánya természetvédelmi terület természetvédelmi kezelési tervéről
- 16/2009. (VI. 11.) MNB rendelet A kötelező jegybanki tartalék kiszámításáról, illetve képzésének és elhelyezésének módjáról szóló 10/2005. (VI. 11.) MNB rendelet módosításáról
- 68/2009. (VI. 11.) FVM rendelet Az Európai Mezőgazdasági Vidékfejlesztési Alapból önálló, építéssel nem járó gépek, technológiai berendezések beszerzéséhez nyújtandó támogatások részletes feltételeiről szóló 26/2007. (IV. 17.) FVM rendelet és az Európai Mezőgazdasági Vidékfejlesztési Alapból a fiatal mezőgazdasági termelők számára nyújtandó támogatások részletes feltételeiről szóló 67/2007. (VII. 26.) FVM rendelet módosításáról
- 7/2009. (VI. 11.) HM rendelet A Magyar Honvédség légvédelmi készenléti repüléseiről
- 18/2009. (VI. 12.) IRM rendelet A társadalmi bűnmegelőzéssel összefüggő kiadások, támogatások fejezeti kezelésű előirányzat felhasználása szabályozásáról
- 6/2009. (VI. 12.) KüM rendelet Az állami vezetők külföldi napidíjáról
- 12/2009. (VI. 12.) PM rendelet A jövedékiadó- és energiaadó-bevallási, valamint a jövedéki adatszolgáltatási kötelezettségek elektronikus úton történő teljesítésének szabályairól
- 13/2009. (VI. 12.) PM rendelet Egyes jövedéki tárgyú PM rendeletek módosításáról
- 1/2009. (VI. 12.) TM rendelet A társadalompolitika összehangolásáért felelős tárca nélküli miniszter által adományozható elismerésekről
- 19/2009. (VI. 18.) EüM rendelet A tizenhat éveseknek szervezett ingyenes orvosi vizsgálat megvalósításával és az új Egészségügyi Könyv bevezetésével összefüggő egyes miniszteri rendeletek módosításáról
- 20/2009. (VI. 18.) EüM rendelet Az egészségügyi ellátással összefüggő fertőzések megelőzéséről, e tevékenységek szakmai minimumfeltételeiről és felügyeletéről
- 69/2009. (VI. 18.) FVM rendelet A zöldség-gyümölcs termelői szervezetek kiegészítő nemzeti támogatásáról
- 8/2009. (VI. 18.) HM rendelet A személyi állomány pihentetésével és aszociális gondoskodással kapcsolatos feladatokról szóló 31/2002. (V. 3.) HM rendelet módosításáról
- 19/2009. (VI. 18.) IRM rendelet A Rendőrség légiközlekedés-rendészeti feladatai ellátásának rendjéről, valamint a szakszolgálati engedély, a légialkalmassági bizonyítvány és a légialkalmassági tanúsítvány helyszíni elvételének szabályairól
- 5/2009. (VI. 19.) MeHVM rendelet A televíziókészülékek digitális műsorok vételére való alkalmasságának megjelöléséről szóló 6/2008. (XI. 27.) MeHVM–KHEM együttes rendelet módosításáról
- 70/2009. (VI. 19.) FVM rendelet A kezességvállaló intézmény által csoportmentességi rendelet alapján vállalt kedvezményes díjú készfizető kezesség szabályairól
- 20/2009. (VI. 19.) IRM rendelet A bűnügyi nyilvántartási rendszer egyes nyilvántartásai részére történő adatközlés szabályairól
- 21/2009. (VI. 19.) IRM rendelet A bűnügyi és rendészeti biometrikus adatok nyilvántartása részére történő adatközlés, valamint az ujj- és tenyérnyomatvétel és a szájnyálkahártya-törlet levételének részletes technikai szabályairól
- 22/2009. (VI. 19.) IRM rendelet A bűnügyi nyilvántartó szerv által teljesített adatszolgáltatás rendjéről, valamint a bűnügyi nyilvántartásokban kezelt adatok igazolására kiállított hatósági bizonyítvány kiadásának részletes eljárási rendjéről
- 23/2009. (VI. 19.) IRM rendelet A bűnügyi nyilvántartásokból a kérelmező saját adatairól történő adattovábbítási eljárásért és a hatósági erkölcsi bizonyítvány kiállítása iránti kérelem teljesítésére irányuló eljárásért fizetendő igazgatási szolgáltatási díjról
- 25/2009. (VI. 19.) KHEM rendelet	Az állami tulajdonba tartozó országos közlekedési hálózattal, valamint az országos közlekedési hálózat fejlesztésével összefüggő egyes feladatok ellátásáról, továbbá a közlekedési hálózat finanszírozási célokat szolgáló egyes fejezeti kezelésű előirányzatok felhasználásának szabályairól szóló 8/2008. (III. 18.) GKM rendelet módosításáról
- 71/2009. (VI. 22.) FVM rendelet A Magyar Méhészeti Nemzeti Program alapján a központi költségvetés, valamint az Európai Mezőgazdasági Garancia Alap társfinanszírozásában megvalósuló támogatások igénybevételének általános szabályairól szóló 152/2007. (XII. 22.), valamint a Magyar Méhészeti Nemzeti Program alapján 2008/2009. évi végrehajtási időszakban nyújtott méhészeti támogatások igénybevételének részletes szabályairól szóló 175/2008. (XII. 31.) FVM rendeletek módosításáról
- 24/2009. (VI. 22.) IRM rendelet Egyes rendészeti tárgyú miniszteri rendeletek módosításáról
- 25/2009. (VI. 22.) IRM rendelet A rendőrségi fogdák rendjéről szóló 19/1995. (XII. 13.) BM rendelet módosításáról
- 26/2009. (VI. 22.) IRM rendelet A büntetés-végrehajtási szervezet hivatásos állományára vonatkozó miniszteri rendeletek módosításáról
- 26/2009. (VI. 22.) KHEM rendelet A meghatározott össztömeget, tengelyterhelést és méretet meghaladó járművek közlekedéséről
- 72/2009. (VI. 25.) FVM rendelet A növényegészségügyi feladatok végrehajtásának részletes szabályairól szóló 7/2001. (I. 17.) FVM rendelet módosításáról
- 73/2009. (VI. 25.) FVM rendelet A Magyar Takarmánykódex kötelező előírásairól szóló 44/2003. (IV. 26.) FVM rendelet módosításáról
- 74/2009. (VI. 25.) FVM rendelet Az „EK-műtrágya”-ként megjelölt műtrágyák forgalomba hozataláról és ellenőrzéséről szóló 37/2006. (V. 18.) FVM rendelet módosításáról
- 75/2009. (VI. 25.) FVM rendelet A növényvédő szerek forgalomba hozatalának és felhasználásának engedélyezéséről, valamint a növényvédő szerek csomagolásáról, jelöléséről, tárolásáról és szállításáról szóló 89/2004. (V. 15.) FVM rendelet módosításáról
- 27/2009. (VI. 25.) KHEM rendelet A földgázellátásról szóló 2003.évi XLII. törvény szerinti közüzemi nagykereskedelmi engedélyesnél felmerült bevételi hiány megtérítésének részletes szabályairól
- 28/2009. (VI. 25.) KHEM rendelet A földgázpiaci egyetemes szolgáltatáshoz kapcsolódó árszabások megállapításáról
- 29/2009. (VI. 25.) KHEM rendelet A földgázpiaci egyetemes szolgáltatáshoz kapcsolódó árak képzéséről
- 30/2009. (VI. 25.) KHEM rendelet A földgáz árszabályozásának kereteiről szóló 105/2005. (XII. 19.) GKM rendelet módosításáról
- 31/2009. (VI. 25.) KHEM rendelet A földgáz rendszerhasználati díjak megállapításáról
- 20/2009. (VI. 25.) ÖM rendelet Az önkormányzati és területfejlesztési miniszter hatáskörébe tartozó szakképesítések szakmai és vizsgakövetelményeinek kiadásáról szóló 25/2008. (IV. 29.) ÖTM rendelet módosításáról
- 7/2009. (VI. 26.) KüM rendelet A tartós külszolgálatot teljesítő köztisztviselők és munkavállalók alapellátmányának, illetve ideiglenes külföldi kiküldetése napidíjának összegéről és azok kifizetéséről
- 76/2009. (VI. 30.) FVM rendelet Az Európai Mezőgazdasági Vidékfejlesztési Alapból az erdészeti célra használt géppark fejlesztéséhez és korszerűsítéséhez nyújtandó támogatások részletes feltételeiről szóló 144/2008. (XI. 7.) FVM rendelet módosításáról
- 77/2009. (VI. 30.) FVM rendelet Az Európai Mezőgazdasági Vidékfejlesztési Alapból nyújtott agrár-környezetgazdálkodási támogatások igénybevételének részletes feltételeiről szóló 61/2009. (V.14.) FVM rendelet módosításáról
- 27/2009. (VI. 30.) IRM rendelet Egyes, közjegyzői tevékenységről szóló rendeletek módosításáról
- 32/2009. (VI. 30.) KHEM rendelet A hajózó személyzet képzéséről és szakszolgálati engedélyéről
- 33/2009. (VI. 30.) KHEM rendelet A szélerőmű kapacitás létesítésére irányuló pályázati kiírás feltételeiről, a pályázat minimális tartalmi követelményeiről, valamint a pályázati eljárás szabályairól
- 15/2009. (VI. 30.) NFGM rendelet	A Gazdaságfejlesztési Operatív Program K+F és innováció a versenyképességért prioritására és a Regionális Operatív Programok K+F és innováció tárgyú konstrukcióira rendelt források felhasználásának részletes szabályairól és a támogatás jogcímeiről szóló 22/2007. (VIII. 29.) MeHVM rendelet módosításáról
- 26/2009. (VI. 30.) OKM rendelet A 2001.évi C.törvény III. részének hatálya alá tartozó, végbizonyítványnak minősülő képzések és bizonyítványok felsorolásáról szóló 35/2007.(XI. 13.) OKM rendelet módosításáról
- 78/2009. (VI. 30.) FVM rendelet Az Új Magyarország Vidékfejlesztési Program finanszírozáshoz igénybe vehető projekt kiegészítő hitelről
- 79/2009. (VI. 30.) FVM rendelet A mezőgazdasági termékek és élelmiszerek ökológiai gazdálkodási követelmények szerinti tanúsításának, előállításának, forgalmazásának, jelölésének és ellenőrzésének részletes szabályairól
- 16/2009. (VI. 30.) NFGM rendelet A Kegyeleti Alap felhasználásának szabályairól

##### Július
- 6/2009. (VII. 3.) MeHVM rendelet A nem polgári célú frekvenciagazdálkodás egyes hatósági eljárásairól és a nem polgári célú frekvenciasávok felhasználási szabályairól szóló 29/2005. (VII. 27.) HM rendelet módosításáról
- 80/2009. (VII. 3.) FVM rendelet Az egységes területalapú támogatások és egyes vidékfejlesztési támogatások igényléséhez teljesítendő „Helyes Mezőgazdasági és Környezeti Állapot” fenntartásához szükséges feltételrendszer, valamint az állatok állategységre való átváltási arányának meghatározásáról szóló 50/2008. (IV. 24.) FVM rendelet módosításáról
- 9/2009. (VII. 6.) HM rendelet A kedvezményes üdültetés rendjéről szóló 35/2002. (V. 10.) HM rendelet módosításáról
- 34/2009. (VII. 6.) KHEM rendelet A belföldi közforgalmú menetrend szerinti vasúti személyszállítás és helyközi (távolsági) autóbusz-közlekedés, valamint a nevelési-oktatási intézmények által rendelt belföldi autóbusz különjáratok legmagasabb díjairól szóló 48/2007. (IV. 26.) GKM rendelet módosításáról
- 81/2009. (VII. 10.) FVM rendelet A kölcsönös megfeleltetés körébe tartozó ellenőrzések lefolytatásával, valamint a jogkövetkezmények alkalmazásával kapcsolatos szabályokról
- 11/2009. (VII. 10.) HM rendelet A hivatásos és szerződéses katonák, a honvédségi közalkalmazottak egyes pénzbeli szociális juttatásairól
- 35/2009. (VII. 10.) KHEM rendelet A közúti járművek forgalomba helyezésének és forgalomban tartásának műszaki feltételeiről szóló 6/1990. (IV. 12.) KöHÉM rendelet, valamint a közúti járművek műszaki megvizsgálásáról szóló 5/1990. (IV. 12.) KöHÉM rendelet módosításáról
- 14/2009. (VII. 10.) PM rendelet A START-kártya felhasználásának, a járulékkedvezmény érvényesítésének, továbbá elszámolásának részletes szabályairól szóló 31/2005. (IX. 29.) PM rendelet módosításáról
- 2/2009. (VII. 10.) TM rendelet A fontos és bizalmas munkakörökről, valamint a nemzetbiztonsági ellenőrzés szintjéről
- 21/2009. (VII. 14.) EüM rendelet Az emberi alkalmazásra kerülő gyógyszerek forgalomba hozataláról szóló 52/2005. (XI. 18.) EüM rendelet módosításáról
- 82/2009. (VII. 15.) FVM rendelet A vágómarhák vágás utáni minősítéséről és a hasított féltestek kereskedelmi osztályba sorolásáról szóló 14/1998. (IV. 3.) FM rendelet módosításáról
- 83/2009. (VII. 15.) FVM rendelet A vágósertések vágás utáni minősítéséről és a hasított féltestek kereskedelmi osztályba sorolásáról szóló 15/1998. (IV. 3.) FM rendelet módosításáról
- 84/2009. (VII. 15.) FVM rendelet A vágójuhok vágás utáni minősítéséről és kereskedelmi osztályba sorolásáról szóló 16/1998. (IV. 3.) FM rendelet módosításáról
- 85/2009. (VII. 15.) FVM rendelet A földművelésügyi ágazathoz tartozó szakképesítések szakmai és vizsgakövetelményei kiadásáról szóló 8/2008. (I.23.) FVM rendelet módosításáról
- 22/2009. (VII. 17.) EüM rendelet Az egyes személyazonosításra alkalmatlan ágazati (egészségügyi, szakmai) adatok körének meghatározására, gyűjtésére, feldolgozására vonatkozó részletes szabályokról szóló 76/2004.(VIII.19.) ESZCSM rendelet módosításáról
- 23/2009. (VII. 17.) EüM rendelet Az egészségügyi miniszter hatáskörébe tartozó szakképesítések megszerzésére irányuló szakmai vizsga szervezésére feljogosított intézményekről
- 86/2009. (VII. 17.) FVM rendelet A szőlőtermelési potenciálról
- 87/2009. (VII. 17.) FVM rendelet A cukorrépa-termelők nemzeti kiegészítő támogatásáról szóló 133/2008.(X.10.)FVM rendelet módosításáról
- 88/2009. (VII. 17.) FVM rendelet A nem halászható (horgászható) halfajokról és víziállatokról, valamint az egyes halfajok szerinti halászati tilalmi időkről szóló 73/1997.(X.28.)FM–KTM együttes rendelet módosításáról
- 89/2009. (VII. 22.) FVM rendelet Egyes géntechnológiai tárgyú miniszteri rendeletek módosításáról
- 36/2009. (VII. 22.) KHEM rendelet A távhőszolgáltatás csatlakozási díjának és a lakossági távhőszolgáltatás díjának, valamint a hőenergia távhőtermelő és a távhőszolgáltató közötti szerződésben alkalmazott árának meghatározása során figyelembe veendő szempontokról, és a Magyar Energia Hivatal által lefolytatott eljárásban kötelezően benyújtandó adatok köréről
- 17/2009. (VII. 22.) NFGM rendelet Az Új Magyarország Fejlesztési Tervben szereplő Regionális Fejlesztés Operatív Programokra meghatározott előirányzatok felhasználásának állami támogatási szempontú szabályairól szóló 19/2007. (VII. 30.) MeHVM rendelet módosításáról
- 24/2009. (VII. 23.) EüM rendelet Az egészségügyi miniszter hatáskörébe tartozó szakképesítések szakmai és vizsgakövetelményeinek kiadásáról szóló 32/2008. (VIII. 14.) EüM rendelet módosításáról
- 22/2009. (VII. 23.) ÖM rendelet A tűzvédelmi megfelelőségi tanúsítvány beszerzésére vonatkozó szabályokról
- 90/2009. (VII. 24.) FVM rendelet Az agrár-szaktanácsadói tevékenység engedélyezéséről
- 15/2009. (VII. 24.) SZMM rendelet A saját munkavállalók részére szervezett képzés költségeinek a szakképzési hozzájárulás terhére történő elszámolásáról
- 17/2009. (VII. 27.) MNB rendelet A jegybanki alapkamat mértékéről
- 91/2009. (VII. 28.) FVM rendelet Az Európai Mezőgazdasági Vidékfejlesztési Alapból a mikrovállalkozások létrehozására és fejlesztésére nyújtandó támogatások részletes feltételeiről szóló 136/2008. (X.18.) FVM rendelet módosításáról
- 92/2009. (VII. 28.) FVM rendelet Az Európai Mezőgazdasági Vidékfejlesztési Alapból a turisztikai tevékenységek ösztönzéséhez nyújtandó támogatások részletes feltételeiről szóló 137/2008. (X. 18.) FVM rendelet módosításáról
- 93/2009. (VII. 28.) FVM rendelet Az Európai Mezőgazdasági Vidékfejlesztési Alapból a falumegújításra és -fejlesztésre igénybe vehető támogatások részletes feltételeiről szóló 135/2008. (X. 18.) FVM rendelet módosításáról
- 94/2009. (VII. 28.) FVM rendelet Az Európai Mezőgazdasági Vidékfejlesztési Alapból a vidéki örökség megőrzéséhez igénybe vehető támogatások részletes feltételeiről szóló 138/2008.(X.18.) FVM rendelet módosításáról
- 95/2009. (VII. 30.) FVM rendelet Az Európai Mezőgazdasági Vidékfejlesztési Alapból a fiatal mezőgazdasági termelők számára nyújtandó támogatások részletes feltételeiről szóló 67/2007. (VII. 26.) FVM rendelet módosításáról
- 96/2009. (VII. 30.) FVM rendelet Az Európai Mezőgazdasági Vidékfejlesztési Alapból nem élelmiszeripari célú kiskapacitású, növényi alapú nyersszesz, nyersolaj előállító üzemek létesítéséhez nyújtandó támogatások részletes feltételeiről szóló 44/2009. (IV.11.) FVM rendelet módosításáról
- 97/2009. (VII. 30.) FVM rendelet A borszőlő termőhelyi kataszterének felvételezéséről, kiegészítéséről és módosításáról
- 98/2009. (VII. 30.) FVM rendelet A borkészítésre alkalmas szőlőfajták osztályba sorolásáról
- 99/2009. (VII. 30.) FVM rendelet A borok eredetvédelmi szabályairól szóló 97/2004. (VI.3.) FVM rendelet módosításáról
- 100/2009. (VII. 30.) FVM rendelet A szőlőültetvények kivágásához nyújtott támogatás feltételeiről szóló 100/2008. (VIII. 6.) FVM rendelet módosításáról
- 101/2009. (VII. 30.) FVM rendelet A borászati termékek alkoholtartalmának növelésére felhasznált sűrített szőlőmust és finomított szőlőmust-sűrítmény után járó támogatás igénybevételének feltételeiről szóló 120/2008. (IX. 11.) FVM rendelet módosításáról
- 28/2009. (VII. 30.) IRM rendelet Egyes iparjogvédelmi tárgyú miniszteri rendeletek módosításáról
- 10/2009. (VII. 30.) KvVM–EüM együttes rendelet A környezeti zaj- és rezgésterhelési határértékek megállapításáról szóló 27/2008. (XII. 3.) KvVM–EüM együttes rendelet módosításáról

##### Augusztus
- 25/2009. (VIII. 3.) EüM rendelet A gyógyászati segédeszközök társadalombiztosítási támogatásba történő befogadásáról, támogatással történő rendeléséről, forgalmazásáról, javításáról és kölcsönzéséről szóló 14/2007.(III. 14.) EüM rendelet módosításáról[7]
- 26/2009. (VIII. 5.) EüM rendelet Az otthoni szakápolási tevékenységről szóló 20/1996. (VII. 26.) NM rendelet módosításáról [8]
- 27/2009. (VIII. 5.) EüM rendelet A kozmetikai termékek biztonságosságáról, gyártási, forgalmazási feltételeiről és közegészségügyi ellenőrzéséről szóló 40/2001. (XI. 23.) EüM rendelet módosításáról
- 102/2009. (VIII. 5.) FVM rendelet Az Egri borvidék védett eredetű borairól
- 103/2009. (VIII. 5.) FVM rendelet A Káli védett eredetű borról
- 104/2009. (VIII. 5.) FVM rendelet A tájfajták állami elismeréséről, valamint vetőmagvaik előállítási és forgalmazási feltételeiről
- 37/2009. (VIII. 5.) KHEM rendelet A gépjárműfenntartó tevékenység személyi és dologi feltételeiről szóló 1/1990. (IX. 29.) KHVM rendelet módosításáról
- 11/2009. (VIII. 5.) KvVM rendelet Az állam kizárólagos tulajdonában levő vizek és vízilétesítmények jegyzékéről
- 18/2009. (VIII. 5.) NFGM rendelet A Kormány egyedi döntésével a nemzetgazdasági szempontból kiemelkedő kutatás-fejlesztéshez nyújtott projekttámogatások szabályairól
- 23/2009. (VIII. 5.) ÖM rendelet Az állami sportcélú támogatások felhasználásáról és elosztásáról szóló miniszteri rendeletek módosításáról
- 18/2009. (VIII. 6.) MNB rendelet A pénzforgalom lebonyolításáról [9]
- 19/2009. (VIII. 6.) MNB rendelet A fizetési rendszer működtetésére vonatkozó tárgyi, technikai, biztonsági és üzletmenet folytonossági követelményekről
- 20/2009. (VIII. 6.) MNB rendelet A fizetési rendszer működtetését végző szervezetek üzletszabályzatára és szabályzataira vonatkozó követelményekről
- 28/2009. (VIII. 7.) EüM rendelet Az emberi felhasználásra kerülő gyógyszerek rendeléséről és kiadásáról szóló 44/2004. (IV. 28.) ESZCSM rendelet módosításáról [10]
- 29/2009. (VIII. 7.) IRM–PM együttes rendelet A büntetőeljárás során keletkezett iratokból másolat adásáról szóló 10/2003. (V. 6.) IM–BM–PM együttes rendelet módosításáról
- 30/2009. (VIII. 7.) IRM rendelet A Büntető Törvénykönyvről szóló 1978. évi IV. törvény és a büntetőeljárásról szóló 1998. évi XIX. törvény módosítása okán szükséges egyes rendeletek módosításáról
- 38/2009. (VIII. 7.) KHEM rendelet A Veszélyes Áruk Nemzetközi Közúti Szállításáról szóló Európai Megállapodás (ADR) „A” és „B” Mellékletének belföldi alkalmazásáról
- 39/2009. (VIII. 7.) KHEM rendelet A Veszélyes Áruk Nemzetközi Vasúti Fuvarozásáról szóló Szabályzat (RID) belföldi alkalmazásáról
- 38/2009. (VIII. 7.) KHEM rendelet a Veszélyes Áruk Nemzetközi Közúti Szállításáról szóló Európai Megállapodás (ADR) „A” és „B” Mellékletének belföldi alkalmazásáról
- 39/2009. (VIII. 7.) KHEM rendelet a Veszélyes Áruk Nemzetközi Vasúti Fuvarozásáról szóló Szabályzat (RID) belföldi alkalmazásáról
- 105/2009. (VIII. 14.) FVM rendelet Az élelmiszerek jelöléséről szóló 19/2004. (II. 26.) FVM – ESZCSM – GKM együttes rendelet módosításáról [6]
- 106/2009. (VIII. 14.) FVM rendelet A tenyésztett víziállatokra és az azokból származó termékekre vonatkozó állat-egészségügyi követelményekről és a víziállatokban előforduló egyes betegségek megelőzéséről és az azok elleni védekezésről szóló 127/2008. (IX. 29.) FVM rendelet módosításáról
- 107/2009. (VIII. 14.) FVM rendelet A rendezett munkaügyi kapcsolatok követelményét érintő egyes agrár tárgyú rendeletek módosításáról
- 108/2009. (VIII. 14.) FVM rendelet A Nemzeti Vidékfejlesztési Terv alapján a központi költségvetés, valamint az Európai Mezőgazdasági Orientációs és Garancia Alap Garancia Részlege társfinanszírozásában megvalósuló agrár-környezetgazdálkodási támogatások igénybevételének részletes szabályairól szóló 150/2004. (X. 12.) FVM rendelet módosításáról
- 109/2009. (VIII. 14.) FVM rendelet A zöldség-gyümölcs termelői csoportok és termelői szervezetek nemzeti szabályozásáról szóló 67/2009. (VI. 9.) FVM rendelet módosításáról
- 31/2009. (VIII. 14.) IRM rendelet Az elektronikus árverési rendszer informatikai alkalmazásának működtetésére vonatkozó részletes szabályokról szóló 27/2008. (XII. 10.) IRM rendelet, valamint a bírósági végrehajtási ügyvitelről és pénzkezelésről szóló 1/2002. (I. 17.) IM rendelet módosításáról
- 19/2009. (VIII. 14.) NFGM rendelet A Magyarország–Szlovákia–Románia–Ukrajna Európai Szomszédsági és Partnerségi Eszköz Határon Átnyúló Együttműködési Programból származó, az Európai Közösséget létrehozó Szerződés 87. cikk (1) bekezdés hatálya alá tartozó állami támogatások felhasználásának szabályairól és egyes támogatási jogcímeiről
- 20/2009. (VIII. 14.) NFGM rendelet Egyes miniszteri rendeleteknek a köztartozásmentes adózói adatbázissal kapcsolatos módosításáról
- 16/2009. (VIII. 14.) SZMM rendelet Az Országos Képzési Jegyzékről és az Országos Képzési Jegyzékbe történő felvétel és törlés eljárási rendjéről szóló 1/2006. (II. 17.) OM rendelet módosításáról
- 110/2009. (VIII. 19.) FVM rendelet A bor forgalombahozatali járulék megfizetésének, kezelésének és felhasználásának szabályairól szóló 70/2007. (VII. 27.) FVM rendelet módosításáról
- 111/2009. (VIII. 19.) FVM rendelet Az idegen és nem honos halfajoknak akvakultúrában való alkalmazásával kapcsolatos szabályokról
- 12/2009. (VIII. 19.) HM rendelet Az állami repülések céljára kijelölt légterekben végrehajtott repülések szabályairól szóló 3/2006. (II. 2.) HM rendelet módosításáról
- 32/2009. (VIII. 19.) IRM rendelet A Rendőrségnél rendszeresíthető kényszerítő eszközök típusairól és fajtáiról
- 12/2009. (VIII. 19.) KvVM rendelet A Megyaszói-tátorjános természetvédelmi terület természetvédelmi kezelési tervéről
- 13/2009. (VIII. 19.) KvVM rendelet A Somogyvári Kupavár-hegy természetvédelmi terület természetvédelmi kezelési tervéről
- 14/2009. (VIII. 19.) KvVM rendelet Az egyes környezetvédelmi és vízügyi előirányzatok felhasználásának és ellenőrzésének szabályairól szóló 4/2008. (II. 14.) KvVM rendelet módosításáról
- 28/2009. (VIII. 19.) OKM rendelet A szakmai és informatikai fejlesztési feladatok támogatása igénylésének, döntési rendszerének, folyósításának, elszámolásának és ellenőrzésének részletes szabályairól
- 29/2009. (VIII. 19.) OKM rendelet A kerettantervek kiadásának és jóváhagyásának rendjéről, valamint egyes oktatási jogszabályok módosításáról szóló 17/2004. (V. 20.) OM rendelet és a nevelési-oktatási intézmények működéséről szóló 11/1994. (VI. 8.) MKM rendelet módosításáról
- 24/2009. (VIII. 19.) ÖM rendelet Egyes miniszteri rendeleteknek a köztartozásmentes adózói adatbázissal kapcsolatos módosításáról
- 21/2009. (VIII. 24.) MNB rendelet A jegybanki alapkamat mértékéről
- 13/2009. (VIII. 26.) HM rendelet A hivatásos és szerződéses katonai szolgálatra, valamint a katonai oktatási intézményi tanulmányokra való egészségi, pszichikai és fizikai alkalmasság elbírálásáról, továbbá az egészségügyi szabadság, a szolgálatmentesség és a csökkentett napi szolgálati idő engedélyezésének szabályairól szóló 7/2006. (III. 21.) HM rendelet módosításáról
- 33/2009. (VIII. 26.) IRM rendelet A csődeljárás iránti kérelem benyújtására vonatkozó formanyomtatványokról
- 34/2009. (VIII. 26.) IRM rendelet A cégbejegyzési eljárás és cégnyilvántartás egyes kérdéseiről szóló 21/2006. (V.18.) IM rendelet módosításáról
- 22/2009. (VIII. 28.) MNB rendelet A „Budapesti Dohány utcai zsinagóga” emlékérme kibocsátásáról
- 25/2009. (VIII. 28.) ÖM rendelet Az önkormányzatok és jogi személyiségű társulásaik európai uniós fejlesztési pályázatai saját forrás kiegészítése 2009.évi támogatásának rendjéről szóló 19/2009. (IV. 8.) ÖM rendelet módosításáról
- 112/2009. (VIII. 29.) FVM rendelet Az Európai Mezőgazdasági Vidékfejlesztési Alapból nyújtandó, avidéki gazdaság és lakosság számára nyújtott alapszolgáltatások körében az integrált közösségi és szolgáltató tér kialakítására és működtetésére igénybe vehető támogatások részletes feltételeiről
- 113/2009. (VIII. 29.) FVM rendelet Az Európai Mezőgazdasági Vidékfejlesztési Alapból a fiatal mezőgazdasági termelők indulásához a 2009. évtől nyújtandó támogatások részletes feltételeiről
- 114/2009. (VIII. 29.) FVM rendelet Az Európai Mezőgazdasági Vidékfejlesztési Alapból az öntözés, a melioráció és a területi vízgazdálkodás mezőgazdasági üzemi és közösségi létesítményeinek fejlesztéséhez nyújtandó támogatások részletes feltételeiről szóló 34/2008.(III. 27.) FVM rendelet módosításáról
- 115/2009. (VIII. 29.) FVM rendelet A történelmi bázis jogosultságról szóló 106/2007. (IX. 24.) FVM rendelet módosításáról
- 116/2009. (VIII. 29.) FVM rendelet Az agrárkár-enyhítési eljárásról szóló 32/2009. (III. 31.) FVM rendelet módosításáról
- 117/2009. (VIII. 29.) FVM rendelet Az állatlétszámhoz kötött támogatási jogosultság országos tartalékból való igénylésének feltételeiről szóló 30/2006. (IV. 12.) FVM rendelet, valamint az állatlétszámhoz kötött támogatási jogosultságról szóló 82/2005. (IX. 15.) FVM rendelet módosításáról
- 17/2009. (VIII. 29.) SZMM rendelet A megváltozott munkaképességű személyek foglalkoztatásához nyújtható költségvetési támogatás megállapításának részletes szabályairól szóló 15/2005.(IX. 2.) FMM rendelet módosításáról
- 118/2009. (VIII. 31.) FVM rendelet A mezőőrök és a hegyőrök szolgálati viszonyáról szóló 29/1998. (IV. 30.) FM rendelet módosításáról
- 35/2009. (VIII. 31.) IRM–OKM együttes rendelet A belügyminiszter irányítása alá tartozó rendészeti szakközépiskolákra vonatkozó szabályokról szóló 32/2005. (VI. 30.) BM–OM együttes rendelet módosításáról
- 36/2009. (VIII. 31.) IRM rendelet Az ingyenes céginformációról szóló 47/2007. (X. 20.) IRM rendelet módosításáról
- 37/2009. (VIII. 31.) IRM rendelet Az igazságügyi és rendészeti miniszter felügyelete, irányítása alá tartozó fegyveres szerveknél rendszeresített hivatásos beosztásokról és a betöltésükhöz szükséges követelményekről szóló 19/2008. (IX. 18.) IRM rendeletnek a rendészeti szakképzés megújításával összefüggő módosításáról
- 38/2009. (VIII. 31.) IRM rendelet A Tanács fizetésképtelenségi eljárásokról szóló 1346/2000/EK rendeletének 40.cikkében előírt értesítés formai és tartalmi kellékeiről
- 40/2009. (VIII. 31.) KHEM rendelet A közúti közlekedési ágazatban használt önjáró emelő- és rakodógépek kezelőinek képzéséről és vizsgáztatásáról
- 41/2009. (VIII. 31.) KHEM rendelet A földgáz rendszerhasználati díjak megállapításáról szóló 31/2009. (VI. 25.) KHEM rendelet módosításáról
- 42/2009. (VIII. 31.) KHEM rendelet A földgázpiaci egyetemes szolgáltatáshoz kapcsolódó árak képzéséről szóló 29/2009. (VI. 25.) KHEM rendelet, valamint a földgázpiaci egyetemes szolgáltatáshoz kapcsolódó árszabások megállapításáról szóló 28/2009. (VI. 25.) KHEM rendelet módosításáról
- 43/2009. (VIII. 31.) KHEM rendelet A villamosenergia-piaci egyetemes szolgáltatás árképzéséről, valamint az egyetemes szolgáltatás keretében nyújtandó termékcsomagokról szóló 44/2008. (XII. 31.) KHEM rendelet módosításáról

##### Szeptember
- 7/2009. (IX. 3.) MeHVM rendelet' A statisztikai szakképesítések szakmai és vizsgakövetelményeinek kiadásáról, valamint a statisztikai szakképesítések szakmai vizsgáinak szervezésére feljogosított intézményekről
- 39/2009. (IX. 3.) IRM rendelet A felszámolót a zálogtárgy értékesítéséből, továbbá a követelésen alapuló zálogjog esetén a követelés behajtásából származó bevételből megillető díj elszámolásának szabályairól
- 44/2009. (IX. 4.) KHEM rendelet A polgári repülés hajózó személyzete egyes tagjainak repülési idejéről
- 30/2009. (IX. 4.) OKM rendelet A szakmai és informatikai fejlesztési feladatok támogatása igénylésének, döntési rendszerének, folyósításának, elszámolásának és ellenőrzésének részletes szabályairól szóló 28/2009. (VIII. 19.) OKM rendelet módosításáról
- 119/2009. (IX. 10.) FVM rendelet A vágóállatok vágás utáni minősítéséről szóló 75/2003. (VII. 4.) FVM rendelet módosításáról
- 120/2009. (IX. 10.) FVM rendelet A nitrátérzékeny területeknek a MePAR szerinti blokkok szintjén történő közzétételéről szóló 43/2007. (VI. 1.) FVM rendelet módosításáról
- 14/2009. (IX. 10.) HM rendelet A hadkötelesek rendkívüli állapotban és megelőző védelmi helyzetben történő katonai szolgálatra való behívásának, katonai szolgálatának és leszerelésének rendjéről szóló 21/2006. (VIII. 8.) HM rendelet módosításáról
- 18/2009. (IX. 10.) SZMM rendelet A szociális és munkaügyi miniszter hatáskörébe tartozó szakképesítések szakmai és vizsgakövetelményeinek kiadásáról szóló 15/2008. (VIII. 13.) SZMM rendelet módosításáról
- 121/2009. (IX. 11.) FVM rendelet A Magyar Méhészeti Nemzeti Program alapján a 2009/2010.évi végrehajtási időszakban nyújtott méhészeti támogatások igénybevételének részletes szabályairól
- 40/2009. (IX. 15.) IRM rendelet A hatósági letétről és a lefoglalt dolgok tárolásának és értékesítésének részletes szabályairól
- 41/2009. (IX. 15.) IRM rendelet Az igazságügyi és rendészeti miniszter feladatkörébe tartozó miniszteri rendeleteknek a közigazgatási hatósági eljárás és szolgáltatás általános szabályairól szóló 2004.évi CLX.törvény módosításáról szóló 2008.évi CXI.törvény hatálybalépésével összefüggő módosításáról
- 42/2009. (IX. 15.) IRM rendelet A közigazgatási hatósági eljárásban közreműködő hatósági közvetítők, tolmácsok és jelnyelvi tolmácsok díjazásának szabályairól, valamint a tanúk költségtérítéséről szóló 14/2008. (VI. 27.) IRM rendelet módosításáról
- 21/2009. (IX. 15.) NFGM–SZMM együttes rendelet A termékek eladási ára és egységára, továbbá a szolgáltatások díja feltüntetésének részletes szabályairól szóló 4/2009. (I. 30.) NFGM–SZMM együttes rendelet módosításáról
- 122/2009. (IX. 17.) FVM rendelet Európai Mezőgazdasági Vidékfejlesztési Alapból a Helyi Vidékfejlesztési Stratégiák LEADER fejezetének végrehajtásához nyújtandó támogatások részletes feltételeiről
- 123/2009. (IX. 17.) FVM rendelet Helyi Vidékfejlesztési Közösségek és a LEADER helyi akciócsoportok részére az Európai Mezőgazdasági Vidékfejlesztési Alapból nyújtandó vidékfejlesztési támogatásról szóló 1698/2005/EK tanácsi rendeletkeretében nyújtott támogatás részletes feltételeiről szóló 141/2008. (X. 30.) FVM rendelet módosításáról
- 45/2009. (IX. 17.) KHEM rendelet a vasúti pályahálózathoz történő nyílt hozzáférés részletes szabályairól szóló 101/2007. (XII. 22.) GKM rendelet módosításáról
- 15/2009. (IX. 17.) KvVM rendelet Háros-szigeti ártéri erdő természetvédelmi terület bővítéséről és természetvédelmi kezelési tervéről
- 22/2009. (IX. 17.) NFGM rendelet rendezett munkaügyi kapcsolatok törvényi feltételeinek módosulásával,valamint annak teljesülése igazolásával összefüggő egyes miniszteri rendeletek módosításáról
- 8/2009. (IX. 18.) KüM rendelet A tartós külszolgálatot teljesítő köztisztviselők és munkavállalók alapellátmányának, illetve ideiglenes külföldi kiküldetése napidíjának összegéről és azok kifizetéséről szóló 7/2009. (VI. 26.) KüM rendelet módosításáról
- 23/2009. (IX. 18.) NFGM rendelet Balatonkenese vízpart-rehabilitációs szabályozási követelményekkel érintett területének lehatárolásáról és vízpart-rehabilitációs tanulmánytervének elfogadásáról szóló 14/2005. (IV. 21.) TNM rendelet módosításáról
- 31/2009. (IX. 18.) OKM rendelet az egyes tevékenységeket szabályozó szakmai szervezetek felsorolásáról
- 23/2009. (IX. 22.) MNB rendelet A „Budapest” emlékérme kibocsátásáról
- 43/2009. (IX. 22.) IRM rendelet Az igazságügyi szolgáltatásokkal kapcsolatos egyes rendeletek módosításáról
- 46/2009. (IX. 22.) KHEM rendelet A közigazgatási hatósági eljárás és szolgáltatás általános szabályairól szóló 2004. évi CXL. törvény módosításáról szóló 2008. évi CXI. törvény hatálybalépésével, valamint a belső piaci szolgáltatásokról szóló 2006/123/EK irányelv átültetésével összefüggésben egyes postaügyi és energetikai tárgyú miniszteri rendeletek módosításáról
- 15/2009. (IX. 22.) PM rendelet A pénzügyminiszter hatáskörébe tartozó szakképesítések szakmai és vizsgakövetelményeiről szóló 23/2008. (VIII. 8.) PM rendelet módosításáról
- 124/2009. (IX. 24.) FVM rendelet Az Európai Mezőgazdasági Vidékfejlesztési Alapból az erdő-környezetvédelmi intézkedésekhez nyújtandó támogatások részletes feltételeiről
- 44/2009. (IX. 24.) IRM–KHEM együttes rendelet Az utasbiztonsági ellenőrzést végzők felügyeletének és szakmai irányításának szabályairól szóló 26/2006. (V. 9.) BM–GKM együttes rendelet módosításáról
- 47/2009. (IX. 24.) KHEM rendelet Az egyetemes és engedélyes postai szolgáltatók számviteli nyilvántartásai elkülönített vezetésének, valamint a költségek számításának részletes szabályairól szóló 17/2004. (IV. 28.) IHM rendelet módosításáról
- 16/2009. (IX. 24.) PM rendelet A Vám- és Pénzügyőrség Öltözködési Szabályzatáról szóló 9/1999. (III. 31.) PM rendelet módosításáról
- 45/2009. (IX. 25.) IRM–MeHVM együttes rendelet A polgárok személyi adatainak és lakcímének nyilvántartásából teljesített adatszolgáltatásért, a kapcsolatfelvétel céljából való megkeresésért, valamint értesítésért fizetendő igazgatási szolgáltatási díjról szóló 16/2007. (III. 13.) IRM–MeHVM együttes rendelet módosításáról
- 46/2009. (IX. 25.) IRM rendelet Egyes igazgatási szolgáltatási díjat megállapító rendeletek módosításáról
- 19/2009. (IX. 25.) SZMM rendelet A szociális és munkaügyi miniszter hatáskörébe tartozó szakképesítések szakmai és vizsgakövetelményeinek kiadásáról szóló 18/2009. (IX. 10.) SZMM rendelet módosításáról
- 24/2009. (IX. 28.) MNB rendelet A jegybanki alapkamat mértékéről
- 47/2009. (IX. 28.) IRM–PM együttes rendelet	A lefoglalás és a büntetőeljárás során lefoglalt dolgok kezelésének, nyilvántartásának, előzetes értékesítésének és megsemmisítésének szabályairól, valamint az elkobzás végrehajtásáról szóló 11/2003. (V. 8.) IM–BM–PM együttes rendelet módosításáról
- 48/2009. (IX. 28.) IRM rendelet A jogi segítségnyújtással és áldozatsegítéssel összefüggő egyes miniszteri rendeletek módosításáról
- 49/2009. (IX. 28.) IRM rendelet Az igazságügyi és rendészeti miniszter hatáskörébe tartozó, az igazságügyi szolgáltatásokkal kapcsolatos egyes pénzügyi tárgyú rendeletek módosításáról
- 50/2009. (IX. 28.) IRM rendelet Az igazságügyi szakértői szakterületekről, valamint az azokhoz kapcsolódó képesítési és egyéb szakmai feltételekről szóló 9/2006. (II. 27.) IM rendelet módosításáról
- 20/2009. (IX. 28.) SZMM rendelet A 2010. évi munkaszüneti napok körüli munkarendről
- 125/2009. (IX. 29.) FVM rendelet Az Európai Mezőgazdasági Vidékfejlesztési Alapból a mezőgazdasági utak fejlesztéséhez nyújtandó támogatások részletes feltételeiről
- 126/2009. (IX. 29.) FVM rendelet Az Európai Mezőgazdasági Vidékfejlesztési Alapból a kedvezőtlen adottságú területeken történő gazdálkodáshoz nyújtandó kompenzációs támogatások részletes szabályairól szóló 25/2007. (IV. 17.) FVM rendelet módosításáról
- 127/2009. (IX. 29.) FVM rendelet A szőlészeti és a borászati adatszolgáltatás, valamint a származási bizonyítványok kiadásának rendjéről, továbbá a borászati termékek előállításáról, forgalomba hozataláról és jelöléséről
- 17/2009. (IX. 29.) PM rendelet A pénzügyminiszter feladatkörébe tartozó egyes PM rendeleteknek a közigazgatási hatósági eljárás és szolgáltatás általános szabályairól szóló 2004. évi CXL. törvény módosításáról szóló 2008. évi CXI. törvény hatálybalépésével és a belső piaci szolgáltatásokról szóló 2006/123/EK irányelv átültetésével összefüggő törvénymódosításokról szóló 2009. évi LVI. törvény hatálybalépése miatt szükséges módosításáról

- 51/2009. (IX. 30.) IRM rendelet Egyes, a határrendészeti kirendeltségekkel kapcsolatos miniszteri rendeletek módosításáról
- 52/2009. (IX. 30.) IRM rendelet Az ideiglenes megelőző távoltartó határozat meghozatalának részletes szabályairól
- 48/2009. (IX. 30.) KHEM rendelet Egyes miniszteri rendeleteknek a közigazgatási hatósági eljárás és szolgáltatás általános szabályairól szóló 2004. évi CXL. törvény módosításáról szóló 2008. évi CXI. törvény hatálybalépésével összefüggő módosításáról
- 49/2009. (IX. 30.) KHEM rendelet Az egyes sajátos építményfajtákra vonatkozó miniszteri rendeleteknek a közigazgatási hatósági eljárás és szolgáltatás általános szabályairól szóló 2004. évi CXL. törvény módosításáról szóló 2008. évi CXI. törvény hatálybalépésével összefüggő módosításáról
- 50/2009. (IX. 30.) KHEM rendelet A közúti járművek forgalomba helyezésének és forgalomban tartásának műszaki feltételeiről szóló 6/1990. (IV. 12.) KöHÉM rendelet módosításáról
- 24/2009. (IX. 30.) NFGM rendelet A telekalakítási és építési tilalom elrendeléséről
- 25/2009. (IX. 30.) NFGM rendelet Az építési beruházások megvalósításának elősegítése érdekében egyes miniszteri rendeletek módosításáról
- 51/2009. (IX. 30.) KHEM rendelet Miniszteri rendelet módosításáról
- 21/2009. (IX. 30.) SZMM rendelet Az Országos Érdekegyeztető Tanácsról szóló 2009. évi LXXIII. törvény végrehajtásáról
- 22/2009. (IX. 30.) SZMM rendelet Az ágazati párbeszéd bizottságokról, valamint a középszintű szociális párbeszéd egyes kérdéseiről szóló 2009. évi LXXIV. törvény végrehajtásáról

##### Október
- 32/2009. (X. 2.) OKM rendelet Az alap- és mesterképzési szakok képzési és kimeneti követelményeiről szóló 15/2006. (IV. 3.) OM rendelet módosításáról
- 128/2009. (X. 6.) FVM rendelet Az állatgyógyászati termékekről
- 15/2009. (X. 6.) HM–EüM együttes rendelet A hadkötelesek katonai szolgálatra való alkalmassága elbírálásának rendjéről
- 53/2009. (X. 6.) IRM–PM együttes rendelet Az elővezetés végrehajtásával, valamint a terhelt elfogatóparancs alapján történő elfogásával és előállításával felmerült költség mértékéről, valamint megtérítésének részletes szabályairól szóló 35/2008. (XII. 31.) IRM–PM együttes rendelet módosításáról
- 54/2009. (X. 6.) IRM rendelet A közjegyzői állások számáról és a közjegyzők székhelyéről szóló 15/1991. (XI. 26.) IM rendelet módosításáról
- 52/2009. (X. 6.) KHEM rendelet A földgázellátásról szóló 2003. évi XLII. törvény szerinti közüzemi nagykereskedelmi engedélyesnél felmerült bevételi hiány megtérítésének részletes szabályairól szóló 27/2009. (VI. 25.) KHEM rendelet módosításáról
- 53/2009. (X. 6.) KHEM rendelet A földgázárakkal kapcsolatos egyes miniszteri rendeletek módosításáról
- 18/2009. (X. 6.) PM rendelet A költségvetési szervnél belső ellenőrzési tevékenységet végzők nyilvántartásáról és kötelező szakmai továbbképzéséről
- 23/2009. (X. 6.) SZMM rendelet A szociális és munkaügyi miniszter feladatkörébe tartozó miniszteri rendeleteknek a közigazgatási hatósági eljárás és szolgáltatás általános szabályairól szóló 2004. évi CXL. törvény módosításáról szóló 2008. évi CXI. törvény hatálybalépésével összefüggő módosításáról
- 129/2009. (X. 8.) FVM rendelet Az iskolagyümölcs-program 2009/2010. tanévi végre-hajtásáról
- 130/2009. (X. 8.) FVM rendelet A talajvédelmi terv készítésének részletes szabályairól szóló 90/2008. (VII. 18.) FVM rendelet módosításáról
- 16/2009. (X. 8.) KvVM rendelet A barlangok felszíni védőövezetének kijelöléséről
- 8/2009. (X. 9.) MeHVM rendelet A piacmeghatározás, a piacelemzés és a jelentős piaci erővel rendelkező szolgáltatók azonosítása, valamint a rájuk vonatkozó kötelezettségek előírása során alkalmazandó alapelvekről szóló 16/2004. (IV. 24.) IHM rendelet módosításáról
- 131/2009. (X. 9.) FVM rendelet Az egyes állatbetegségek és zoonózisok felszámolására, az ellenük való védekezésre és figyelemmel kísérésükre irányuló nemzeti programok 2009. évi finanszírozásának szabályairól szóló 38/2009. (IV. 8.) FVM rendelet módosításáról
- 54/2009. (X. 9.) KHEM rendelet A bányászat területén munkabiztonsági szaktevékenységnek minősülő feladatok ellátására jogosult személyek szakképesítési követelményeiről
- 19/2009. (X. 9.) PM rendelet A bonus-malus rendszer, az abba való besorolás, illetve a kártörténeti igazolások kiadásának szabályairól
- 20/2009. (X. 9.) PM rendelet A kötelező gépjármű-felelősségbiztosításnál alkalmazott gépjármű-kategóriákról
- 21/2009. (X. 9.) PM rendelet A pénzügyminiszter hatáskörébe tartozó szakképesítések szakmai és vizsgakövetelményeiről szóló 23/2008. (VIII. 8.) PM rendelet módosításáról
- 25/2009. (X. 14.) MNB rendelet A „Kazinczy” arany emlékérme kibocsátásáról
- 26/2009. (X. 14.) MNB rendelet A „Kazinczy” ezüst emlékérme kibocsátásáról
- 27/2009. (X. 14.) MNB rendelet A „Kálvin” emlékérme kibocsátásáról
- 30/2009. (X. 14.) EüM rendelet A fertőző betegségek és a járványok megelőzése érdekében szükséges járványügyi intézkedésekről szóló 18/1998. (VI. 3.) NM rendelet, valamint az emberi felhasználásra kerülő gyógyszerek rendeléséről és kiadásáról szóló 44/2004. (IV. 28.) ESZCSM rendelet módosításáról
- 132/2009. (X. 14.) FVM rendelet Az Európai Mezőgazdasági Garancia Alapból finanszírozott egységes területalapú támogatás (SAPS), valamint az ahhoz kapcsolódó kiegészítő nemzeti támogatások (top up) 2009. évi igénybevételével kapcsolatos egyes kérdésekről szóló 37/2009. (IV. 3.) FVM rendelet egyes jogcímeihez kapcsolódó támogatási összegekről
- 133/2009. (X. 14.) FVM rendelet Az Európai Mezőgazdasági Vidékfejlesztési Alapból a mezőgazdasági termelők gazdaságátadásához nyújtandó támogatás részletes feltételeiről szóló 83/2007. (VIII. 10.) FVM rendelet módosításáról
- 134/2009. (X. 14.) FVM rendelet A szőlőültetvények szerkezetátalakítására és -átállítására vonatkozó szabályozásról szóló 161/2008. (XII. 18.) FVM rendelet módosításáról
- 135/2009. (X. 14.) FVM rendelet A szeszesital-piac ellátását szolgáló újbor lepárlásához a 2009/2010. borpiaci évben nyújtott támogatás feltételeiről
- 55/2009. (X. 14.) KHEM rendelet Egyes miniszteri rendeletek módosításáról
- 136/2009. (X. 16.) FVM rendelet Az Európai Mezőgazdasági Vidékfejlesztési Alapból a mezőgazdasági termékek értéknöveléséhez nyújtandó támogatások részletes feltételeiről szóló 47/2008. (IV. 17.) FVM rendelet módosításáról
- 137/2009. (X. 16.) FVM rendelet Az anyajuhtartás „de minimis” támogatásáról
- 138/2009. (X. 16.) FVM rendelet Az anyakecsketartás „de minimis” támogatásáról
- 55/2009. (X. 16.) IRM rendelet A kerékbilincs közterület-felügyelet általi alkalmazására, a járművek elszállítására, valamint a felmerült költségekre vonatkozó szabályokról
- 26/2009. (X. 16.) ÖM rendelet A közigazgatási hatósági eljárás és szolgáltatás általános szabályairól szóló 2004. évi CXL. törvény módosításával és a belső piaci szolgáltatásokról szóló 2006/123/EK irányelv átültetésével összefüggően egyes miniszteri rendeletek módosításáról
- 22/2009. (X. 16.) PM rendelet A szokásos piaci ár meghatározásával összefüggő nyilvántartási kötelezettségről
- 28/2009. (X. 19.) MNB rendelet A jegybanki alapkamat mértékéről
- 31/2009. (X. 20.) EüM rendelet Az emberen végzett orvostudományi kutatásokról szóló 23/2002. (V. 9.) EüM rendelet módosításáról
- 32/2009. (X. 20.) EüM rendelet Az emberi felhasználásra kerülő vizsgálati készítmények klinikai vizsgálatáról és a helyes klinikai gyakorlat alkalmazásáról szóló 35/2005. (VIII. 26.) EüM rendelet, valamint az Egészségügyi Tudományos Tanácsról szóló 34/2003. (VI. 7.) ESZCSM rendeletet módosításáról
- 33/2009. (X. 20.) EüM rendelet Az orvostechnikai eszközök klinikai vizsgálatáról
- 34/2009. (X. 20.) EüM rendelet Az Állami Népegészségügyi és Tisztiorvosi Szolgálat egyes közigazgatási eljárásaiért és igazgatási jellegű szolgáltatásaiért fizetendő díjakról szóló 1/2009. (I. 30.) EüM rendelet, a népjóléti ágazatba tartozó egyes államigazgatási eljárásokért és igazgatási jellegű szolgáltatásokért fizetendő díjakról szóló 50/1996. (XII. 27.) NM rendelet, valamint az emberen végzett orvostudományi kutatásokról szóló 23/2002. (V. 9.) EüM rendelet módosításról
- 56/2009. (X. 20.) IRM rendelet A Köztársaságért, a Jogállamért Emlékplakett alapításáról
- 56/2009. (X. 20) KHEM rendelet Egyes díjakkal, bírságokkal, valamint előirányzatok felhasználásával kapcsolatos miniszteri rendeleteknek a közigazgatási hatósági eljárás és szolgáltatás általános szabályairól szóló 2004. évi CXL. törvény módosításáról szóló 2008. évi CXI. törvény hatálybalépésével összefüggő módosításáról
- 57/2009. (X. 20.) KHEM rendelet Az egyes vasúti utazási kedvezményekről
- 29/2009. (X. 22.) MNB rendelet A jegybanki információs rendszerhez szolgáltatandó információk köréről, a szolgáltatás módjáról és határidejéről szóló 13/2008. (XI. 18.) MNB rendelet módosításáról
- 139/2009. (X. 22.) FVM rendelet Az Európai Mezőgazdasági Vidékfejlesztési Alapból az erdőszerkezet átalakításához nyújtandó támogatások részletes feltételeiről
- 58/2009. (X. 22.) KHEM–PM együttes rendelet Egyes miniszteri rendeleteknek a közigazgatási hatósági eljárás és szolgáltatás általános szabályairól szóló 2004. évi CXL. törvény módosításáról szóló 2008. évi CXI. törvény hatálybalépésével összefüggő módosításáról
- 17/2009. (X. 22.) KvVM rendelet Az egyes veszélyes anyagok elektromos és elektronikai berendezésekben való alkalmazásának korlátozásáról szóló 16/2004. (X. 8.) KvVM rendelet módosításáról
- 26/2009. (X. 22.) NFGM rendelet Az egyes műszaki tárgyú miniszteri rendeletek módosításáról
- 27/2009. (X. 22.) NFGM rendelet A regionális operatív programok végrehajtásában közreműködő szervezetek kijelöléséről szóló rendeletek módosításáról
- 28/2009. (X. 22.) NFGM rendelet A 2007 utáni EU-támogatásokhoz kapcsolódó tervezés és EU-nagyberuházások előkészítése fejezeti kezelésű előirányzat felhasználásának szabályairól szóló 29/2005. (VIII. 22.) TNM rendelet módosításáról
- 35/2009. (X. 29.) EüM rendelet Az egészségügyi szakellátás társadalombiztosítási finanszírozásának egyes kérdéseiről szóló 9/1993. (IV. 2.) NM rendelet módosításáról
- 140/2009. (X. 29.) FVM rendelet A gabona és rizs intervenciójáról
- 141/2009. (X. 29.) FVM rendelet Az elejtett vad jelöléséről, valamint kezelésének és forgalomba hozatalának élelmiszer-higiéniai és állat-egészségügyi feltételeiről
- 59/2009. (X. 29.) KHEM rendelet A motoros légijárművek zajkibocsátásának korlátozásáról szóló 49/1999. (XII. 29.) KHVM rendeleteknek a közigazgatási hatósági eljárás és szolgáltatás általános szabályairól szóló 2004.évi CXL. törvény módosításáról szóló 2008.évi CXI. törvény hatálybalépésével összefüggő módosításáról
- 33/2009. (X. 29.) OKM rendelet A XX. Oktatási és Kulturális Minisztérium költségvetési fejezethez tartozó fejezeti kezelésű előirányzatok 2009.évi felhasználásának szabályairól szóló 20/2009. (IV. 3.) OKM rendelet módosításáról
- 27/2009. (X. 29.) ÖM rendelet A tűzvédelmi szakvizsgára kötelezett foglalkozási ágakról, munkakörökről, a tűzvédelmi szakvizsgával összefüggő oktatásszervezésről és a tűzvédelmi szakvizsga részletes szabályairól
- 28/2009. (X. 29.) ÖM rendelet A temetkezési szolgáltatási engedély kiadása iránt fizetendő igazgatási szolgáltatási díjról
- 57/2009. (X. 30.) IRM–ÖM–PTNM együttes rendelet Egyes rendvédelmi szervek hivatásos állományú tagjai egészségi, pszichikai és fizikai alkalmasságáról, közalkalmazottai és köztisztviselői munkaköri egészségi alkalmasságáról, a szolgálat-, illetve keresőképtelenség megállapításáról, valamint az egészségügyi alapellátásról
- 58/2009. (X. 30.) IRM rendelet Az igazságügyi szakértői kamara által lefolytatott egyes közigazgatási hatósági eljárásokért fizetendő igazgatási szolgáltatási díjról
- 29/2009. (X. 30.) ÖM rendelet Az önkormányzati hivatalok egységes irattári tervének kiadásáról
- 24/2009. (X. 30.) SZMM rendelet Az Országos Képzési Jegyzékről és az Országos Képzési Jegyzékbe történő felvétel és törlés eljárási rendjéről szóló 1/2006. (II. 17.) OM rendelet módosításáról

##### November
- 36/2009. (XI. 3.) EüM rendelet Az egységes egészségügyi ágazati humánerőforrás-monitoringrendszer működésének részletes szabályairól
- 142/2009. (XI. 3.) FVM rendelet A halászatról és a horgászatról szóló 1997. évi XLI. törvény végrehajtásának egyes szabályairól szóló 78/1997. (XI. 4.) FM rendelet módosításáról
- 59/2009. (XI. 3.) IRM rendelet A központi szabálysértési nyilvántartás részére történő adatközlés formájáról és módjáról, valamint az adatszolgáltatás rendjéről
- 60/2009. (XI. 3.) KHEM rendelet A bányászatban műszaki biztonsági szempontból jelentős munkakörök betöltéséhez szükséges szakmai képesítésről és gyakorlatról
- 30/2009. (XI. 3.) ÖM rendelet Az üzletszerűen végzett társasház-kezelői, és az üzletszerűen végzett ingatlankezelői tevékenység folytatásának feltételeiről, az eljárás részletes szabályairól
- 37/2009. (XI. 5.) EüM rendelet A természetes gyógytényezőkről szóló 74/1999. (XII. 25.) EüM rendelet módosításáról
- 143/2009. (XI. 5.) FVM rendelet Az Európai Mezőgazdasági Vidékfejlesztési Alapból az állattartó telepek korszerűsítéséhez nyújtandó támogatások részletes feltételeiről szóló 27/2007. (IV. 17.) FVM rendelet módosításáról
- 61/2009. (XI. 5.) KHEM–KvVM–PM együttes rendelet Az egyes folyékony tüzelő- és fűtőanyagok kéntartalmának csökkentéséről szóló 17/2003. (IV. 4.) GKM–KvVM–PM együttes rendelet módosításáról
- 38/2009. (XI. 6.) EüM rendelet Gyógyszer, gyógyászati segédeszköz és gyógyászati ellátás rendelésével, valamint gyógyszer, gyógyászati segédeszköz ismertetésével összefüggő egyes egészségügyi miniszteri rendeletek módosításáról
- 144/2009. (XI. 6.) FVM rendelet A Nemzeti Diverzifikációs Program keretében megvalósuló támogatások igénybevételének általános szabályairól
- 145/2009. (XI. 6.) FVM rendelet' A Nemzeti Diverzifikációs Program keretében a vidéki települések megújítására és fejlesztésére igénybe vehető támogatások részletes feltételeiről
- 146/2009. (XI. 6.) FVM rendelet A Nemzeti Diverzifikációs Program keretében a mezőgazdasági termékek értéknöveléséhez nyújtandó támogatások részletes feltételeiről
- 147/2009. (XI. 6.) FVM rendelet A Nemzeti Diverzifikációs Program keretében megvalósuló mezőgazdasági üzemek korszerűsítéséhez nyújtandó támogatások igénybevételének feltételeiről
- 148/2009. (XI. 6.) FVM rendelet A Nemzeti Diverzifikációs Program keretében a mikrovállalkozások létrehozására és fejlesztésére nyújtandó támogatások részletes feltételeiről
- 149/2009. (XI. 6.) FVM rendelet A Nemzeti Diverzifikációs Program keretében a vidéki örökség védelméhez igénybe vehető támogatások részletes feltételeiről
- 150/2009. (XI. 6.) FVM rendelet A Nemzeti Diverzifikációs Program keretében a turisztikai tevékenységek ösztönzéséhez nyújtandó támogatások részletes feltételeiről
- 151/2009. (XI. 6.) FVM rendelet Az Új Magyarország Vidékfejlesztési Program finanszírozáshoz igénybe vehető projekt kiegészítő hitelről szóló 78/2009. (VI. 30.) FVM rendelet módosításáról
- 62/2009. (XI. 10.) KHEM rendelet Az Európai Unió közösségi jogi aktusában előírt, a bányafelügyelet által az Európai Bizottságnak teljesítendő jelentéstétel és közzététel rendjéről
- 23/2009. (XI. 10.) PM rendelet A kincstári rendszer működésével kapcsolatos pénzügyi szolgáltatások teljesítésének rendjéről szóló 36/1999. (XII. 27.) PM rendelet és a prémiumévek programmal, valamint a különleges foglalkoztatási állománnyal kapcsolatos egyes munkáltatói költségek költségvetési megtérítésének eljárási szabályairól szóló 8/2005. (II. 8.) PM rendelet módosításáról
- 152/2009. (XI. 12.) FVM rendelet a Magyar Élelmiszerkönyv kötelező előírásairól
- 16/2009. (XI. 12.) HM–IRM együttes rendelet A Magyar Honvédség katonai nyomozó hatóságairól és a bűncselekmények parancsnoki nyomozásáról szóló 19/2003. (V. 8.) HM–IM együttes rendelet módosításáról
- 29/2009. (XI. 12.) NFGM rendelet Az Új Magyarország Fejlesztési Terv keretében meg valósuló beruházások általános forgalmi adó emeléséből eredő költségnövekményének kompenzációjáról
- 153/2009. (XI. 13.) FVM rendelet Az erdőről, az erdő védelméről és az erdőgazdálkodásról szóló 2009. évi XXXVII. törvény végrehajtásáról
- 154/2009. (XI. 13.) FVM rendelet Egyes vidékfejlesztési tárgyú rendeletek módosításáról
- 34/2009. (XI. 13.) OKM rendelet A helyi önkormányzatok részére az önkormányzati és egyéb hivatásos zenei előadó-művészeti szervezetek működésére adható támogatások igénybevételének rendjéről szóló 8/2009. (III. 4.) OKM rendelet módosításáról
- 24/2009. (XI. 13.) PM rendelet A biztosítók belső adatszolgáltatásának rendjéről és tartalmáról szóló 5/2006. (II. 7.) PM rendelet módosításáról
- 25/2009. (XI. 13.) SZMM rendelet Az Országos Gyermekvédelmi Szakértői Névjegyzékről és az Országos Szociálpolitikai Szakértői Névjegyzékről
- 9/2009. (XI. 16.) MeHVM rendelet A fontos és bizalmas munkakörökről, valamint a nemzetbiztonsági ellenőrzés szintjéről szóló 3/2009. (III. 25.) MeHVM rendelet módosításáról
- 155/2009. (XI. 16.) FVM rendelet A földhasználati nyilvántartásból való adatszolgáltatásra vonatkozó igazgatási szolgáltatási díj mértékéről és a díjfizetés részletes szabályairól
- 156/2009. (XI. 18.) FVM rendelet Az Európai Mezőgazdasági Vidékfejlesztési Alapból és az Európai Mezőgazdasági Garancia Alapból finanszírozott egyes támogatások tekintetében átruházott, valamint egyéb, szakértő szervezetek közreműködésével ellátott feladatokról szóló 48/2007. (VI. 20.) FVM rendelet módosításáról
- 157/2009. (XI. 18.) FVM rendelet A gyártmánylapról
- 35/2009. (XI. 18.) OKM rendelet A nevelési-oktatási intézmények működéséről szóló 11/1994. (VI. 8.) MKM rendelet és a 2009/2010. tanév rendjéről szóló 24/2009. (V. 25.) OKM rendelet módosításáról
- 31/2009. (XI. 18.) ÖM rendelet Az üzletszerűen végzett ingatlanközvetítői, valamint az üzletszerű ingatlanvagyon-értékelő és közvetítői tevékenység folytatásának feltételeiről, az eljárás részletes szabályairól
- 25/2009. (XI. 18.) PM rendelet A törzskönyvi nyilvántartásról
- 26/2009. (XI. 18.) PM rendelet A független biztosításközvetítői (alkuszi vagy többes ügynöki) jelentés szabályairól szóló 45/2007. (XII. 29.) PM rendelet módosításáról
- 1/2009. (XI. 18.) PTNM rendelet Az elismerések adományozásának rendjéről szóló 1/1998. (I. 23.) TNM rendelet módosításáról
- 39/2009. (XI. 19.) EüM rendelet A fertőző betegségek és a járványok megelőzése érdekében szükséges járványügyi intézkedésekről szóló 18/1998. (VI. 3.) NM rendelet módosításáról
- 158/2009. (XI. 19.) FVM rendelet Az Európai Mezőgazdasági Vidékfejlesztési Alapból a mikrovállalkozások létrehozására és fejlesztésére nyújtandó támogatások részletes feltételeiről szóló 136/2008. (X. 18.) FVM rendelet módosításáról
- 159/2009. (XI. 19.) FVM rendelet Az Európai Mezőgazdasági Vidékfejlesztési Alapból nyújtandó, a vidéki örökség megőrzéséhez igénybe vehető támogatások részletes feltételeiről szóló 138/2008. (X. 18.) FVM rendelet módosításáról
- 160/2009. (XI. 19.) FVM rendelet Az Európai Mezőgazdasági Vidékfejlesztési Alapból a turisztikai tevékenységek ösztönzéséhez nyújtandó támogatások részletes feltételeiről
- 161/2009. (XI. 19.) FVM rendelet Az Európai Mezőgazdasági Vidékfejlesztési Alapból a falumegújításra és -fejlesztésre igénybe vehető támogatások részletes feltételeiről szóló 135/2008. (X. 18.) FVM rendelet módosításáról
- 60/2009. (XI. 19.) IRM rendelet A büntetés-végrehajtási szervek működésével összefüggő intézkedésekről és a büntetés-végrehajtási intézetek kijelöléséről szóló 21/1994. (XII. 30.) IM rendelet, a fogvatartottak egészségügyi ellátásáról szóló 5/1998. (III. 6.) IM rendelet, valamint a nemdohányzók védelméről és a dohánytermékek fogyasztásának, forgalmazásának szabályairól a büntetés-végrehajtási szervezetnél szóló 17/1999. (XI. 18.) IM rendelet módosításáról
- 30/2009. (XI. 20.) MNB rendelet Bankjegyek bevonásáról szóló egyes MNB hirdetmények visszavonásáról
- 40/2009. (XI. 20.) EüM rendelet Az egészségügyi szakértői tevékenységgel kapcsolatos egyes kérdésekről
- 18/2009. (XI. 20.) KvVM rendelet A Tarcali Turzó-dűlő természetvédelmi terület létesítéséről
- 30/2009. (XI. 26.) NFGM rendelet a gázszerelők engedélyezéséről és nyilvántartásáról

##### December
- 61/2009. (XII. 14.) IRM rendelet a jogszabályszerkesztésről

- 62/2009. (XII. 17.) IRM rendelet A Közjegyzői Levéltár tevékenységével összefüggő szakmai követelményekről
- 63/2009. (XII. 17.) IRM rendelet A közvetítői szakmai képzésről és továbbképzésről
- 64/2009. (XII. 17.) IRM rendelet A helyszíni bírságolás részletes szabályairól szóló 10/2000. (II. 23.) BM rendelet, valamint a szabálysértésekről szóló 1999. évi LXIX. törvény végrehajtásáról szóló 11/2000. (II. 23.) BM rendelet módosításáról
- 65/2009. (XII. 17.) IRM rendelet Az egyéni vállalkozói tevékenységhez kapcsolódó bejelentésekhez rendszeresített űrlapokról
- 66/2009. (XII. 17.) IRM rendelet Az egyéni vállalkozói igazolványról
- 44/2009. (XII. 18.) EüM rendelet Az atomenergiáról szóló 1996. évi CXVI. törvény egyes rendelkezéseinek végrehajtásáról szóló egészségügyi miniszteri rendeletek módosításáról
- 169/2009. (XII. 18.) FVM rendelet A 2010. évi iskolatej program szabályozásáról
- 170/2009. (XII. 18.) FVM rendelet Az egyes állatbetegségek és zoonózisok felszámolására, az ellenük való védekezésre és figyelemmel kísérésükre irányuló nemzeti programok 2009. évi finanszírozásának szabályairól szóló 38/2009. (IV. 8.) FVM rendelet módosításáról
- 67/2009. (XII. 18.) IRM rendelet A Céginformációs és az Elektronikus Cégeljárásban Közreműködő Szolgálat működéséről, valamint a céginformáció költségtérítéséről szóló 1/2006. (VI. 26.) IRM rendelet, a Cégközlönyben megjelenő közlemények közzétételéről és költségtérítéséről szóló 22/2006. (V. 18.) IM rendelet, valamint az ingyenes céginformációról szóló 47/2007. (X. 20.) IRM rendelet módosításáról
- 33/2009. (XII. 18.) ÖM rendelet Az idegenvezetői tevékenységről
- 31/2009. (XII. 18.) PM rendelet Az ingatlanok forgalmi értékadatainak szolgáltatási rendjéről és az adatszolgáltatás igazgatási szolgáltatási díjáról szóló 33/2007. (XII. 23.) PM rendelet és egyes illetékezési tárgyú PM rendeletek módosításáról
- 46/2009. (XII. 22.) EüM rendelet A szerzett immunhiányos tünetcsoport kialakulását okozó fertőzés terjedésének megelőzése érdekében szükséges intézkedésekről és a szűrővizsgálatok elvégzésének rendjéről szóló 18/2002. (XII. 28.) ESZCSM rendelet módosításáról
- 171/2009. (XII. 22.) FVM rendelet A közigazgatási hatósági eljárás és szolgáltatás általános szabályairól szóló 2004. évi CXL. törvény módosításáról szóló 2008. évi CXI. törvény hatálybalépésével, valamint a belső piaci szolgáltatásokról szóló 2006/123/EK irányelv átültetésével összefüggő tagállami hatáskörbe tartozó támogatásokkal kapcsolatos egyes agrártárgyú miniszteri rendeletek módosításáról
- 172/2009. (XII. 22.) FVM rendelet A mezőgazdasági termékek és élelmiszerek ökológiai gazdálkodási követelmények szerinti tanúsításának, előállításának, forgalmazásának, jelölésének és ellenőrzésének részletes szabályairól szóló 79/2009. (VI. 30.) FVM rendelet módosításáról
- 173/2009. (XII. 22.) FVM rendelet A Bor Eredetvédelmi Tanácsról
- 174/2009. (XII. 22.) FVM rendelet Az iskolagyümölcs-program 2009/2010. tanévi végrehajtásáról szóló 129/2009. (X. 8.) FVM rendelet módosításáról
- 70/2009. (XII. 22.) IRM rendelet A közterület-felügyelet, valamint a polgárőrszervezet számára a könnygázszóró palack, illetve a gázspray igénylésének rendjéről, a térítés módjáról, a könnygázszóró palack, illetve a gázspray átvételének, valamint visszavételének szabályairól
- 71/2009. (XII. 22.) IRM rendelet A lőterekről, a lőfegyverek, lőszerek hatósági tárolásáról, a fegyvertartáshoz szükséges elméleti és jártassági követelményekről szóló 49/2004. (VIII. 31.) BM rendelet módosításáról
- 72/2009. (XII. 22.) IRM rendelet A hivatásos állomány tagjainak szolgálati időt elismerő támogatásáról szóló 17/2009. (VI. 4.) IRM rendelet módosításáról
- 73/2009. (XII. 22.) IRM rendelet A munkavállalói költségkedvezmény megállapításáról és érvényesítésének szabályairól
- 79/2009. (XII. 22.) KHEM rendelet A villamosenergia-piaci egyetemes szolgáltatás árképzéséről, valamint az egyetemes szolgáltatás keretében nyújtandó termékcsomagokról szóló 44/2008. (XII. 31.) KHEM rendelet módosításáról szóló 70/2009. (XII. 4.) KHEM rendelet módosításáról
- 19/2009. (XII. 22.) KvVM rendeletA közigazgatási hatósági eljárás és szolgáltatás általános szabályairól szóló 2004. évi CXL. törvény 94. § (2) bekezdés b) pontjának alkalmazásáról
- 20/2009. (XII. 22.) KvVM rendelet A szakmai vizsgák szervezésére feljogosított intézményekről
- 21/2009. (XII. 22.) KvVM rendelet A környezetvédelmi termékdíjról, továbbá egyes termékek környezetvédelmi termékdíjáról szóló 1995. évi LVI. törvény végrehajtásáról szóló 10/1995. (IX. 28.) KTM rendelet módosításáról
- 34/2009. (XII. 22.) PM rendelet A magyarországi telephelyű gépjárművek, továbbá más tagállami telephelyű és magyarországi rendeltetési hellyel rendelkező gépjárművek kötelező gépjármű-felelősségbiztosítási fedezetének fennállását tanúsító igazolóeszközökre vonatkozó szabályokról
- 35/2009. (XII. 22.) PM rendelet Az egyes szerencsejátékok engedélyezésével, lebonyolításával és ellenőrzésével kapcsolatos feladatok végrehajtásáról szóló 32/2005. (X. 21.) PM rendelet módosításáról
- 36/2009. (XII. 22.) PM rendelet Az egyes általános forgalmiadó-mentes termékértékesítések, szolgáltatásnyújtások érvényesítéséhez fűződő végrehajtási szabályokról szóló 15/2008. (V. 16.) PM rendelet módosításáról
- 37/2009. (XII. 22.) PM rendelet A függő és független biztosításközvetítői hatósági képzés követelmény-rendszeréről és a hatósági vizsgáról szóló 18/2008. (VI. 13.) PM rendelet módosításáról
- 30/2009. (XII. 22.) SZMM rendelet' A foglalkozási eredetű rákkeltő anyagok elleni védekezésről és az általuk okozott egészségkárosodások megelőzéséről szóló 26/2000. (IX. 30.) EüM rendelet módosításáról
- 31/2009. (XII. 22.) SZMM rendelet A személyes gondoskodást nyújtó gyermekjóléti, gyermekvédelmi intézmények, valamint személyek szakmai feladatairól és működésük feltételeiről szóló 15/1998. (IV. 30.) NM rendelet módosításáról
- 38/2009. (XII. 22.) PM rendelet Az integrált postaforgalomra vonatkozó egyes vámszabályokról
- 39/2009. (XII. 22.) PM rendelet A szabálysértési eljárás során lefoglalt és elkobzott dolgok kezeléséről és értékesítéséről
- 40/2009. (XII. 22.) PM rendelet Az adóügyek elektronikus intézésének szabályairól szóló 34/2007. (XII. 29.) PM rendelet és a kiemelt adózók kijelöléséről, valamint az adóteljesítmény számítási módjáról és az alkalmazásával megállapított értékhatárokról szóló 37/2006. (XII. 25.) PM rendelet módosításáról
- 41/2009. (XII. 22.) PM rendelet A számla, egyszerűsített számla és nyugta adóigazgatási azonosításáról, valamint a nyugta adását biztosító pénztárgép és taxaméter alkalmazásáról szóló 24/1995. (XI. 22.) PM rendelet módosításáról
- 175/2009. (XII. 23.) FVM rendelet Az Európai Mezőgazdasági Vidékfejlesztési Alapból nyújtott támogatások részletes feltételeit megállapító egyes miniszteri rendeletek módosításáról
- 74/2009. (XII. 23.) IRM rendelet Az illeték és a közzétételi költségtérítés elektronikus úton történő megfizetéséről a cégeljárásban és más cégügyekben szóló 25/2006. (V. 18.) IM rendelet módosításáról
- 75/2009. (XII. 23.) IRM rendelet Az igazságügyi és rendészeti miniszter felügyelete, irányítása alá tartozó fegyveres szervekkel hivatásos szolgálati viszonyban állók szolgálati viszonyáról és a személyügyi igazgatás rendjéről szóló 18/2008. (IX. 18.) IRM rendelet, valamint az igazságügyi és rendészeti miniszter felügyelete, irányítása alá tartozó fegyveres szerveknél rendszeresített hivatásos beosztásokról és a betöltésükhöz szükséges követelményekről szóló 19/2008. (IX. 18.) IRM rendelet módosításáról
- 36/2009. (XII. 23.) OKM rendelet A Kollégiumi nevelés országos alapprogramjának kiadásáról szóló 46/2001. (XII. 22.) OM rendelet módosításáról
- 37/2009. (XII. 23.) OKM rendelet A Nemzeti Kulturális Alapról szóló 1993. évi XXIII. törvény végrehajtásáról szóló 9/2006. (V. 9.) NKÖM rendelet módosításáról
- 32/2009. (XII. 23.) SZMM rendelet A munkavédelmi jellegű bírságok pályázati, valamint információs célú felhasználásának részletes szabályairól
- 48/2009. (XII. 29.) EüM rendelet Az egészségügyi szolgáltatások nyújtásához szükséges szakmai minimumfeltételekről szóló 60/2003. (X. 20.) ESZCSM rendelet módosításáról
- 49/2009. (XII. 29.) EüM rendelet A súlyos fogyatékosság minősítéséről és igazolásáról
- 178/2009. (XII. 29.) FVM rendelet A mezőgazdasági haszonállatok tartásának állatvédelmi szabályairól szóló 32/1999. (III. 31.) FVM rendelet módosításáról
- 34/2009. (XII. 28.) MNB rendelet A fizetési rendszer működtetését végző szervezetek üzletszabályzatára és szabályzataira vonatkozó követelményekről
- 35/2009. (XII. 28.) MNB rendelet A fizetési rendszer működtetésére vonatkozó tárgyi, technikai, biztonsági és üzletmenet-folytonossági követelményekről
- 47/2009. (XII. 28.) EüM rendelet Az egészségügyi miniszter felügyelete alá tartozó fejezeti kezelésű előirányzatok felhasználásáról
- 176/2009. (XII. 28.) FVM rendelet A számítógépes ingatlan-nyilvántartási rendszerből lekérdezés útján szolgáltatható egyes ingatlan-nyilvántartási adatok szolgáltatásáról és igazgatási szolgáltatási díjáról, valamint az ingatlan-nyilvántartási eljárás igazgatási szolgáltatási díjának megállapításáról és a díjak megfizetésének részletes szabályairól
- 177/2009. (XII. 28.) FVM rendelet A közigazgatási hatósági eljárás és szolgáltatás általános szabályairól szóló 2004. évi CXL. törvény 94. § (2) bekezdés b) pontjának alkalmazásáról
- 76/2009. (XII. 28.) IRM rendelet A közúti közlekedési igazgatási feladatokról, a közúti közlekedési okmányok kiadásáról és visszavonásáról szóló 35/2000. (XI. 30.) BM rendelet módosításáról
- 77/2009. (XII. 28.) IRM rendelet Egyes rendészeti tárgyú miniszteri rendeletek adózással és a fegyveres szervek hivatásos állományú tagjainak szolgálati viszonyáról szóló 1996. évi XLIII. törvény módosításával összefüggő módosításáról
- 78/2009. (XII. 28.) IRM-ÖM- PTNM együttes rendelet Egyes rendvédelmi szervek hivatásos állományú tagjai egészségi, pszichikai és fizikai alkalmasságáról, közalkalmazottai és köztisztviselői munkaköri egészségi alkalmasságáról, a szolgálat-, illetve keresőképtelenség megállapításáról, valamint az egészségügyi alapellátásról szóló 57/2009. (X. 30.) IRM-ÖM-PTNM együttes rendelet módosításáról
- 79/2009. (XII. 28.) IRM-ÖM együttes rendelet Egyes rendészeti tárgyú miniszteri rendeleteknek a fegyveres szervek hivatásos állományú tagjainak szolgálati viszonyáról szóló 1996. évi XLIII. törvény módosításával összefüggő módosításáról
- 80/2009. (XII. 28.) IRM rendelet Az egyedi azonosításra kétséget kizáróan alkalmas ingó dolgok zálogjogi nyilvántartásának részletes szabályairól
- 81/2009. (XII. 28.) IRM rendelet A cégbejegyzési eljárás és cégnyilvántartás egyes kérdéseiről szóló 21/2006. (V. 18.) IM rendelet módosításáról
- 42/2009. (XII. 28.) PM rendelet A hitelintézetek által a Pénzügyi Szervezetek Állami Felügyelete részére szolgáltatandó adatok köréről és az adatszolgáltatás módjáról szóló 45/2008. (XII. 31.) PM rendelet módosításáról
- 179/2009. (XII. 29.) FVM rendelet A fertőző szivacsos agyvelőbántalmak megelőzéséről, az ellenük való védekezésről, illetve leküzdésükről
- 180/2009. (XII. 29.) FVM rendelet A szalmonellózis elleni védekezés egyes szabályairól
- 19/2009. (XII. 29.) HM rendelet A Honvédelmi Minisztérium által nyújtott lakhatási támogatásokról
- 20/2009. (XII. 29.) HM rendelet Az étkezési utalvánnyal való ellátásról
- 21/2009. (XII. 29.) HM rendelet A Magyar Honvédség Öltözködési Szabályzatának kiadásáról szóló 9/2005. (III. 30.) HM rendelet módosításáról
- 22/2009. (XII. 29.) HM rendelet Egyes honvédelmi miniszteri rendeletek adózással és a Magyar Honvédség hivatásos és szerződéses állományú katonáinak jogállásáról szóló 2001. évi XCV. törvény módosításával összefüggő módosításáról
- 80/2009. (XII. 29.) KHEM rendelet A közigazgatási hatósági eljárás és szolgáltatás általános szabályairól szóló 2004. évi CXL. törvény 94. § (2) bekezdés b) pontjának alkalmazásáról
- 81/2009. (XII. 29.) KHEM rendelet A közúti járművek forgalomba helyezésével és forgalomban tartásával, környezetvédelmi felülvizsgálatával és ellenőrzésével, továbbá a gépjárműfenntartó tevékenységgel kapcsolatos egyes közlekedési hatósági eljárások díjáról szóló 91/2004. (VI. 29.) GKM rendelet módosításáról
- 82/2009. (XII. 29.) KHEM rendelet A magyar légtér igénybevételéért fizetendő díjról szóló 116/2005. (XII. 27.) GKM rendelet módosításáról
- 22/2009. (XII. 29.) KvVM rendelet Az állami tulajdonú közüzemi vízműből szolgáltatott ivóvízért, illetőleg az állami tulajdonú közüzemi csatornamű használatáért fizetendő díjakról szóló 47/1999. (XII. 28.) KHVM rendelet módosításáról
- 32/2009. (XII. 29.) NFGM rendelet A szakmagyakorlási jogosultságokkal, névjegyzékek vezetésével kapcsolatos igazgatási szolgáltatási díjak beszedésével, kezelésével, nyilvántartásával és visszatérítésével kapcsolatos részletes szabályokról
- 38/2009. (XII. 29.) OKM rendelet A közoktatási szakértői tevékenység, valamint az érettségi vizsgaelnöki megbízás feltételeiről
- 34/2009. (XII. 29.) ÖM rendelet A közigazgatási hatósági eljárás és szolgáltatás általános szabályairól szóló 2004. évi CXL. törvény 94. §-a (2) bekezdése b) pontjának alkalmazásáról, valamint egyes miniszteri rendeletek módosításáról
- 43/2009. (XII. 29.) PM rendelet A zárjegy alkalmazásának, a zárjeggyel való elszámolásnak a részletes szabályairól
- 44/2009. (XII. 29.) PM rendelet Egyes jövedéki tárgyú miniszteri rendeletek módosításáról
- 34/2009. (XII. 29.) ÖM rendelet a közigazgatási hatósági eljárás és szolgáltatás általános szabályairól szóló 2004. évi CXL. törvény 94. §-a (2) bekezdése b) pontjának alkalmazásáról, valamint egyes miniszteri rendeletek módosításáról
- 51/2009. (XII. 30.) EüM rendelet Az egészségügyi szakellátás társadalombiztosítási finanszírozásának egyes kérdéseiről szóló 9/1993. (IV. 2.) NM rendelet és az emberi vér és vérkomponensek gyűjtésére, vizsgálatára, feldolgozására, tárolására és elosztására vonatkozó minőségi és biztonsági előírásokról, valamint ezek egyes technikai követelményeiről szóló 3/2005. (II. 10.) EüM rendelet módosításáról [3]
- 52/2009. (XII. 30.) EüM rendelet A gyógyászati segédeszközök társadalombiztosítási támogatásba történő befogadásáról, támogatással történő rendeléséről, forgalmazásáról, javításáról és kölcsönzéséről szóló 14/2007. (III. 14.) EüM rendelet módosításáról
- 53/2009. (XII. 30.) EüM rendeletA különleges táplálkozási célú élelmiszerekről szóló 36/2004. (IV. 26.) ESZCSM rendelet módosításáról
- 181/2009. (XII. 30.) FVM rendelet A talajvédelmi szakértői tevékenység folytatásának részletes feltételeiről
- 182/2009. (XII. 30.) FVM rendelet Juh- és kecskefélék egyedeinek Egységes Nyilvántartási és Azonosítási Rendszeréről
- 83/2009. (XII. 30.)KHEM rendelet A belföldi fenntartott postai szolgáltatások legmagasabb hatósági díjairól szóló 85/2006. (XII. 15.) GKM rendelet módosításáról
- 84/2009. (XII. 30.) KHEM rendelet A közúti járművezetők és a közúti közlekedési szakemberek képzésével, továbbképzésével, utánképzésével és vizsgáztatásával összefüggő díjakról
- 10/2009. (XII. 30.) KÜM rendelet A tartós külszolgálatot teljesítő köztisztviselők és munkavállalók alapellátmányának, illetve ideiglenes külföldi kiküldetése napidíjának összegéről és azok kifizetéséről szóló 7/2009. (VI. 26.) KüM rendelet módosításáról
- 39/2009. (XII. 30.) OKM rendelet A közigazgatási hatósági eljárás és szolgáltatás általános szabályairól szóló 2004. évi CXL. törvény 94. § (2) bekezdés b) pontjának alkalmazásáról
- 35/2009. (XII. 30.) ÖM rendelet A választási eljárásról szóló 1997. évi C. törvénynek az országgyűlési képviselők választásán történő végrehajtásáról
- 36/2009. (XII. 30.) ÖM rendelet Az országgyűlési képviselők 2010. évi általános választása költségeinek normatíváiról, tételeiről, elszámolási és belső ellenőrzési rendjéről
- 45/2009. (XII. 30.) PM rendelet Egyes vámjogi tárgyú rendeletek és a pénzügyi szabálysértésekre vonatkozó eljárási szabályokról szóló 23/2000. (V. 18.) PM rendelet módosításáról
- 33/2009. (XII. 30.) SZMM rendelet A foglalkoztatást elősegítő támogatásokról, valamint a Munkaerőpiaci Alapból foglalkoztatási válsághelyzetek kezelésére nyújtható támogatásról szóló 6/1996. (VII. 16.) MüM rendelet módosításáról
- 34/2009. (XII. 30.) SZMM rendelet Az álláskeresési járadék és álláskeresési segély megállapításához szükséges igazolólapról
- 35/2009. (XII. 30.) SZMM rendelet Egyes szociális tárgyú miniszteri rendeletek módosításáról
- 54/2009. (XII. 30.) EüM rendelet A közigazgatási hatósági eljárás és szolgáltatás általános szabályairól szóló 2004. évi CXL. törvény 94. § (2) bekezdés b) pontjának alkalmazásáról
- 55/2009. (XII. 30.) EüM rendelet Az egészségügyi közszolgáltató költségvetési szerv vezető testületének és felügyelő testületének működéséről, valamint a szerv vezetője teljesítményének értékeléséről
- 56/2009. (XII. 30.) EüM rendelet A közforgalmú, fiók- és kézigyógyszertárak, továbbá intézeti gyógyszertárak működési, szolgálati és nyilvántartási rendjéről szóló 41/2007. (IX. 19.) EüM rendelet módosításáról
- 57/2009. (XII. 30.) EüM rendelet Az emberi felhasználásra kerülő gyógyszerekkel kapcsolatos egyes engedélyezési eljárások során fizetendő igazgatási szolgáltatási díj kezeléséről és nyilvántartásáról
- 183/2009. (XII. 30.) FVM rendelet A növényfajták állami elismeréséről, valamint a szaporítóanyagok előállításáról és forgalomba hozataláról szóló 2003. évi LII. törvény végrehajtására kiadott egyes miniszteri rendeletek módosításáról
- 82/2009. (XII. 30.) IRM rendelet A közigazgatási hatósági eljárás és szolgáltatás általános szabályairól szóló 2004. évi CXL. törvény 94. § (2) bekezdés b) pontja alkalmazásáról
- 83/2009. (XII. 30.) IRM rendelet Az Élettársi Nyilatkozatok Nyilvántartásának vezetéséről, az abból történő adatszolgáltatás szabályairól, valamint az egyes kapcsolódó rendeletek módosításáról
- 84/2009. (XII. 30.) IRM–MeHVM együttes rendelet A polgárok személyi adatainak és lakcímének nyilvántartásából teljesített adatszolgáltatásért, a kapcsolatfelvétel céljából való megkeresésért, valamint értesítésért fizetendő igazgatási szolgáltatási díjról szóló 16/2007. (III. 13.) IRM–MeHVM együttes rendelet módosításáról
- 85/2009. (XII. 30.) IRM rendelet A közalkalmazottak jogállásáról szóló 1992. évi XXXIII. törvénynek az igazságügyi és rendészeti miniszter ágazati irányítása alá tartozó szerveknél történő végrehajtásáról szóló 10/2009. (IV. 17.) IRM rendelet módosításáról
- 86/2009. (XII. 30.) IRM rendelet A fegyveres biztonsági őrség Működési és Szolgálati Szabályzatának kiadásáról szóló 27/1998. (VI. 10.) BM rendelet módosításáról
- 23/2009. (XII. 30.) KvVM rendelet Az egyes környezetvédelmi és vízügyi előirányzatok felhasználásának és ellenőrzésének szabályairól szóló 4/2008. (II. 14.) KvVM rendelet módosításáról
- 85/2009. (XII. 30.) KHEM rendelet A közúti járművezetők és a közúti közlekedési szakemberek képzésének és vizsgáztatásának részletes szabályairól szóló 24/2005. (IV. 21.) GKM rendelet módosításáról
- 33/2009. (XII. 30.) NFGM rendelet A Társadalmi Megújulás Operatív Program, a Társadalmi Infrastruktúra Operatív Program, valamint a Közép-Magyarországi Operatív Program egyes prioritásainak végrehajtásában közreműködő szervezetek kijelöléséről szóló 9/2008. (VII. 25.) NFGM rendelet módosításáról
- 34/2009. (XII. 30.) NFGM rendelet A Gazdasági Versenyképesség Operatív Program 4. prioritására, a Gazdaságfejlesztési Operatív Programra és a Közép-Magyarországi Operatív Program 1. prioritására vonatkozó részletes szabályokról szóló 8/2007. (III. 19.) MeHVM rendelet módosításáról
- 46/2009. (XII. 30.) PM rendelet A kincstári számlavezetés és finanszírozás, a feladatfinanszírozási körbe tartozó előirányzatok felhasználása, valamint egyes államháztartási adatszolgáltatások rendjéről
- 2/2009. (XII. 30.) PTNM–IRM együttes rendelet A polgári nemzetbiztonsági szolgálatok hivatásos állományú tagjai által elkövetett katonai vétségek parancsnoki nyomozásáról szóló 7/2003. (VI. 27.) MeHVM–IM együttes rendelet módosításáról
- 36/2009. (XII. 30.) SZMM rendelet A megváltozott munkaképességű személyek foglalkoztatásához nyújtható költségvetési támogatás megállapításának részletes szabályairól szóló 15/2005. (IX. 2.) FMM rendelet módosításáról
- 37/2009. (XII. 30.) SZMM rendelet A külföldiek magyarországi foglalkoztatásának engedélyezéséről szóló 8/1999. (XI. 10.) SZCSM rendelet módosításáról [3]

#### Kormányhatározatok

##### Január (1001−1011)
- 1001/2009. (I. 13.) Korm. határozat A 2009. évi havi kereset-kiegészítés forrásigényének biztosításához szükséges intézkedésekről
- 1002/2009. (I. 16.) Korm. határozat a Magyar Köztársaság Kormánya és Katar Állam Kormánya között a beruházások ösztönzéséről és kölcsönös védelméről szóló Megállapodás szövegének végleges megállapítására adott felhatalmazásról
- 1003/2009. (I. 16.) Korm. határozat a Magyar Köztársaság és az Ománi Szultánság között a beruházások ösztönzéséről és kölcsönös védelméről szóló Megállapodás szövegének végleges megállapítására adott felhatalmazásról.
- 1004/2009. (I. 20.) Korm. határozat A 2009. évi központi költségvetés általános tartalékának előirányzatából történő felhasználásról
- 1005/2009. (I. 20.) Korm. határozat A költségvetési szerveknél foglalkoztatottak 2009.évi havi kereset-kiegészítésének finanszírozásáról
- 1006/2009. (I. 23.) Korm. határozat Az egyes országos jelentőségű fejlesztési programok megvalósítására irányuló kormányzati tevékenység összehangolásáért felelős kormánybiztos kinevezéséről és feladatairól
- 1007/2009. (I. 23.) Korm. határozat A Nitrogénművek Zrt. hiteleihez kapcsolódó költségvetési készfizető kezességvállalásról szóló 1086/2008. (XII. 20.) Korm. határozat, valamint a Pápai Hús 1913 Élelmiszeripari Feldolgozó Kft. és a Pápa-Ser Kft. részére nyújtandó hitelről szóló 1091/2008. (XII. 30.) Korm. határozat módosításáról
- 1008/2009. (I. 28.) Korm. határozat A Nők és Férfiak Társadalmi Egyenlősége Tanács működtetéséről
- 1009/2009. (I. 30.) Korm. határozat A Magyar Köztársaság Nemzeti Katonai Stratégiájáról
- 1010/2009. (I. 30.) Korm. határozat A Kábítószerügyi Koordinációs Bizottságról szóló 1002/2007. (I. 18.) Korm. határozat módosításáról
- 1011/2009. (I. 30.) Korm. határozat A Miniszterelnöki Hivatalban, a minisztériumokban, az igazgatási és az igazgatás jellegű tevékenységet ellátó központi költségvetési szerveknél foglalkoztatottak létszámáról szóló 2057/2008. (V. 14.) Korm. határozat módosításáról

##### Február (1012−1021)
- 1012/2009. (II. 4.) Korm. határozat A Magyarországi Nemzeti és Etnikai Kisebbségekért Közalapítvány alapító okiratának módosításáról
- 1013/2009. (II. 10.) Korm. határozat A költségvetési szervek jogállásáról és gazdálkodásáról szóló 2008. évi CV. törvény alkalmazásához kapcsolódó egyes feladatokról
- 1014/2009. (II. 10.) Korm. határozat A 2009. évi központi költségvetés általános tartalékának előirányzatából történő felhasználásról
- 1015/2009. (II. 10.) Korm. határozat Az Európai Újjáépítési és Fejlesztési Banknál a Magyar Köztársaságot képviselő helyettes kormányzó felmentéséről, valamint új helyettes kormányzó kinevezéséről
- 1016/2009. (II. 13.) Korm. határozat Az IKR Termelésfejlesztési és Kereskedelmi Zrt. és a KITE Mezőgazdasági Szolgáltató és Kereskedelmi Zrt. részére nyújtandó állami készfizető kezességvállalásról
- 1017/2009. (II. 19.) Korm. határozat Az Európai Összehasonlító Kisebbségkutatások Közalapítvány alapító okiratának módosításáról
- 1018/2009. (II. 19.) Korm. határozat A 2009. évi központi költségvetés általános tartalékának előirányzatából történő felhasználásról
- 1019/2009. (II. 19.) Korm. határozat A Kormány 2009–2010-re vonatkozó tudomány-, technológia- és innováció-politikai intézkedési tervéről
- 1020/2009. (II. 25.) Korm. határozat A 2009. évi központi költségvetés általános tartalékának előirányzatából történő felhasználásról
- 1021/2009. (II. 27.) Korm. határozat a Magyar Köztársaság Kormánya és a Laoszi Népi Demokratikus Köztársaság Kormánya között pénzügyi együttműködési keretprogram kialakításáról szóló megállapodás végleges szövegének megállapítására adott felhatalmazásról.

##### Március (1022−1037)
- 1022/2009. (III. 6.) Korm. határozat a hontalanság eseteinek csökkentéséről szóló, 1961. augusztus 30-án, New York-ban elfogadott Egyezményben részes állammá váláshoz szükséges bejelentésről
- 1023/2009. (III. 6.) Korm. határozat a Magyar Köztársaság és a Szerb Köztársaság között a bűnüldöző szerveknek a határokat átlépő bűnözés megelőzésében és a szervezett bűnözés elleni harcban folytatott együttműködéséről szóló Megállapodás szövegének végleges megállapítására adott felhatalmazásról
- 1025/2009. (III. 6.) Korm. határozat az Európai Közösség és a Magyar Köztársaság közötti Kiegészítő Egyetértési Megállapodás szövegének végleges megállapítására adott felhatalmazásról
- 1026/2009. (III. 12.) Korm. határozat A 2009. évi központi költségvetés általános tartalékának előirányzatából történő felhasználásról
- 1027/2009. (III. 15.) Korm. határozat A Magyar Köztársaság Kiváló Művésze, a Magyar Köztársaság Érdemes Művésze és a Magyar Köztársaság Babérkoszorúja díjak 2009. évi adományozásáról
- 1028/2009. (III. 15.) Korm. határozat A „Márciusi Ifjak Díj – a fiatal magyar tehetségekért” 2009. évi adományozásáról
- 1029/2009. (III. 16.) Korm. határozat A Car-INside Kft. részére nyújtandó állami kezességvállalásról
- 1030/2009. (III. 17.) Korm. határozat A központi vámkezeléssel kapcsolatban a hagyományos saját forrásoknak az uniós költségvetés számára történő rendelkezésre bocsátásakor visszatartott nemzeti beszedési költségek megosztásáról szóló Egyezmény szövegének végleges megállapítására adott felhatalmazásról
- 1031/2009. (III. 17.) Korm. határozat A tartományi szintű kapcsolatok ápolásának módjáról szóló 2128/1995. (V. 9.) Korm. határozat módosításáról
- 1032/2009. (III. 17.) Korm. határozat A Magyar Honvédség önkéntes tartalékos rendszerének fejlesztéséhez kapcsolódó egyes ágazati feladatokról
- 1033/2009. (III. 17.) Korm. határozat A 2009.évi államháztartási egyensúly megőrzéséhez szükséges intézkedésekről
- 1034/2009. (III. 27.) Korm. határozat A 2009. évi központi költségvetés általános tartalékának előirányzatából történő felhasználásról
- 1035/2009. (III. 27.) Korm. határozat Az Új Magyarország Fejlesztési Terv Közép-Magyarországi Operatív Program fekvőbeteg-szakellátás fejlesztésével kapcsolatos, a Fővárosi Önkormányzat „Uzsoki Utcai Kórház regionális egészségügyi központ rekonstrukció II. ütem” című kiemelt projektjével összefüggő többletkapacitás előzetes befogadásáról
- 1036/2009. (III. 28.) Korm. határozat A tudomány-, technológia- és innováció-politika tevékenységében való társadalmi és szakmai részvételről és az ehhez kapcsolódó kormányzati koordinációról
- 1037/2009. (III. 28.) Korm. határozat A Közlekedési, Hírközlési és Energiaügyi Minisztérium fejezet „Autópálya rendelkezésre állási díj” és „Gyorsforgalmi úthálózat fejlesztése” előirányzatok túllépésének jóváhagyásáról

##### Április (1038−1063)
- 1038/2009. (IV. 2.) Korm. határozat a Magyar Köztársaság Kormánya és a Vietnámi Szocialista Demokratikus Köztársaság Kormánya között pénzügyi együttműködési keretprogram kialakításáról szóló megállapodás végleges szövegének megállapítására adott felhatalmazásról
- 1039/2009. (IV. 2.) Korm. határozat A katasztrófavédelmi felkészülés és megelőzés 2009. évi feladatairól
- 1040/2009. (IV. 8.) Korm. határozat az Európai Menekültügyi Alap, a harmadik országbeli állampolgárok beilleszkedését segítő európai alap és az Európai Visszatérési Alap felelős hatóságainak, illetve az Európai Menekültügyi Alap ellenőrzési hatóságának kijelöléséről, továbbá a Külső Határok Alap intézményi rendszeréről szóló 1085/2007. (XI. 9.) Korm. határozat módosításáról
- 1041/2009. (IV. 8.) Korm. határozat A Roma Kulturális Központ létrehozásával összefüggő egyes kérdésekről
- 1042/2009. (IV. 8.) Korm. határozat A 2009. évi központi költségvetés általános tartalékának előirányzatából történő felhasználásról
- 1043/2009. (IV. 8.) Korm. határozat A szombathelyi színházzal összefüggő egyes kormányhatározatok módosításáról
- 1044/2009. (IV. 10.) Korm. határozat A Magyar Köztársaság Kormánya és a Szlovák Köztársaság Kormánya között a katonai területen történő együttműködésről szóló Megállapodás szövegének végleges megállapítására adott felhatalmazásról
- 1045/2009. (IV. 10.) Korm. határozat A központosított illetményszámfejtés teljes körűvé tételéhez szükséges intézkedésről
- 1046/2009. (IV. 10.) Korm. határozat A „Magyar Igazságért, a Jobb Magyarországért” Alapítvány támogatásáról
- 1047/2009. (IV. 13.) Korm. határozat a Kormány kabintejeiről
- 1048/2009. (IV. 13.) Korm. határozat A Miniszterelnöki Hivatalban, a minisztériumokban, az igazgatási és az igazgatás jellegű tevékenységet ellátó központi költségvetési szerveknél foglalkoztatottak létszámáról 2005/2008. (V. 14.) Korm. határozat módosításáról
- 1049/2009. (IV. 16.) Korm. határozat Az Európai Mezőgazdasági Garancia Alapból fizetendő 2009. évi közvetlen termelői támogatáshoz (SAPS) nyújtandó nemzeti kiegészítő támogatás (top up) forrásáról
- 1050/2009. (IV. 16.) Korm. határozat A Puskás Tivadar Közalapítvány alapító okiratának módosításáról
- 1051/2009. (IV. 17.) Korm. határozat A válságkezelő program végrehajtásának összehangolásáért felelős kormánybiztos kinevezéséről és feladatairól
- 1052/2009. (IV. 17.) Korm. határozat Az egyes országos jelentőségű fejlesztési programok megvalósítására irányuló kormányzati tevékenység összehangolásáért felelős kormánybiztos kinevezéséről és feladatairól
- 1053/2009. (IV. 17.) Korm. határozat Az infokommunikációért felelős kormánybiztos kinevezéséről és feladatairól
- 1054/2009. (IV. 24.) Korm. határozat Az egyrészről az Európai Közösség és tagállamai, másrészről Kanada közötti légiközlekedési megállapodás szövegének végleges megállapítására adott felhatalmazásról
- 1055/2009. (IV. 24.) Korm. határozat A Magyar Népköztársaság és a Román Szocialista Köztársaság között Bukarestben, 1973. november 28-án aláírt konzuli egyezmény módosításáról szóló megállapodás szövegének végleges megállapítására adott felhatalmazásról
- 1056/2009. (IV. 24.) Korm. határozat A Magyar Köztársaság Kormánya és a Gripen International Kommanditbolag között 2001. december 20-án aláírt és 2003. február 3-án módosított ellentételezési megállapodás lezárásáról
- 1057/2009. (IV. 24.) Korm. határozat A Magyar Köztársaságnak a szabadság, biztonság és a jog érvényesülése térségében való együttműködésére vonatkozó 2009–2014 közötti kormányzati stratégiájáról
- 1058/2009. (IV. 24.) Korm. határozat A Kormányzati Koordinációs Bizottság szervezeti és működési rendjének, valamint eljárási szabályainak elfogadásáról szóló 2266/2000. (XI. 7.) Korm. határozat hatályon kívül helyezéséről
- 1059/2009. (IV. 24.) Korm. határozat Az Apertus Közalapítvány a Nyitott Szakképzésért és a Távoktatásért Alapító Okiratának módosításáról
- 1060/2009. (IV. 24.) Korm. határozat A 2009.évi központi költségvetés általános tartalékának előirányzatából
- 1061/2009. (IV. 30.) Korm. határozat A Honvédelmi Minisztérium feladatkörébe tartozó beruházások és eszközbeszerzések forrásának biztosításáról [1]
- 1062/2009. (IV. 30.) Korm. határozat A Kvantum Faktor Vállalkozási és Pénzügyi Szolgáltató Zrt. részére nyújtandó egyszerű (sortartó) állami kezességvállalásról
- 1063/2009. (IV. 30.) Korm. határozat A 2010. évi Úszó, Műugró, Műúszó és Nyíltvízi Európa-bajnokság megrendezésével összefüggő állami szerepvállalásról

##### Május (1064−1080)
- 1064/2009. (V. 6.) Korm. határozat A keleti kapcsolatokkal összefüggő kormányzati tevékenység összehangolásáért felelős kormánybiztos kinevezéséről és feladatairól
- 1065/2009. (V. 8.) Korm. határozat A Magyar Köztársaság Kormánya és a DaimlerChrysler A.G. között 1999. április 21-én aláírt és 2004. augusztus 1-jén módosított Ipari Együttműködési Jegyzőkönyv lezárásáról és a felhalmozott elő-ellentételezési kreditek felhasználásáról szóló jegyzőkönyv aláírásáról
- 1066/2009. (V. 11.) Korm. határozat Az Új Magyarország TÉSZ Forgóeszköz Hitelprogram egyes feltételeinek módosításáról
- 1067/2009. (V. 14.) Korm. határozat A Magyar Köztársaság Kormánya és Kuvait Állam Kormánya között a gazdasági és műszaki együttműködésről szóló megállapodás szövegének végleges megállapítására adott felhatalmazásról
- 1068/2009. (V. 14.) Korm. határozat A Magyar Köztársaság Kormánya és a Marokkói Királyság Kormánya között a gazdasági együttműködésről szóló megállapodás szövegének végleges megállapítására adott felhatalmazásról
- 1069/2009. (V. 14.) Korm. határozat A labdarúgás szervezeti és infrastrukturális feltételeinek javítását szolgáló hitelfelvételhez kapcsolódó állami kezességvállalásról szóló 1031/2008. (V. 20.) Korm. határozat hatályon kívül helyezéséről
- 1070/2009. (V. 14.) Korm. határozat A fejezeti bevételek és kiadások 2009. I. negyedéves teljesüléséről, a fejezetek zárolt egyensúlyi tartalékának felhasználásáról
- 1071/2009. (V. 14.) Korm. határozat Egyes határátlépéssel járó csapatmozgások engedélyezéséről
- 1072/2009. (V. 14.) Korm. határozat A 2009. évi, határátlépéssel járó csapatmozgások engedélyezéséről szóló 2188/2008. (XII. 29.) Korm. határozat módosításáról
- 1073/2009. (V. 14.) Korm. határozat Az élelmiszeripari vállalkozások tartós forgóeszköz hiteleihez biztosítandó MFB Élelmiszeripari Bankgarancia Programról
- 1074/2009. (V. 20.) Korm. határozat A Magyar Köztársaságnak az Európa Tanács Nemzeti Kisebbségek Védelméről szóló Keretegyezménye végrehajtásáról szóló harmadik időszaki jelentéséről
- 1075/2009. (V. 20.) Korm. határozat Az új humán influenzavírus megjelenése miatt kialakult helyzetre tekintettel az influenza pandémia elleni felkészülés forrásának biztosításáról
- 1076/2009. (V. 27.) Korm. határozat A menekültek vízumkötelezettségének eltörléséről szóló, 1959. április 20-án, Strasbourgban aláírt Európai Megállapodásban részes államává váláshoz szükséges bejelentésről
- 1077/2009. (V. 27.) Korm. határozat A Magyar Honvédség Szociálpolitikai Közalapítvány Alapító Okiratának módosításáról
- 1078/2009. (V. 27.) Korm. határozat A Magyar Állam és a Kambodzsai Királyság között Kambodzsa Magyarországgal szemben fennálló adósságának konszolidálásáról és rendezéséről
- 1079/2009. (V. 27.) Korm. határozat A Magyar Köztársaság Kormánya és a Kambodzsai Királyság Kormánya közötti fejlesztési együttműködésről szóló Megállapodás szövegének végleges megállapítására adott felhatalmazásról
- 1080/2009. (V. 29.) Korm. határozat A Magyar Köztársaság és az Európai Közösség közötti második Kiegészítő Egyetértési Megállapodás szövegének végleges megállapítására adott felhatalmazásról

##### Június (1081−1104)
- 1081/2009. (VI. 3.) Korm. határozat Az egyes nemzetközi pénzügyi intézményeknél a Magyar Köztársaságot képviselő kormányzó és helyettes kormányzó felmentéséről, valamint új kormányzó és helyettes kormányzó kinevezéséről
- 1082/2009. (VI. 3.) Korm. határozat A Magyar Mozgókép Közalapítvány alapító okiratának módosításáról
- 1083/2009. (VI. 4.) Korm. határozat A Magyar–Szlovén Kisebbségi Vegyes Bizottság X., a Magyar– Szlovák Kisebbségi Vegyes Bizottság VIII., a Magyar–Horvát Kisebbségi Vegyes Bizottság X. és a Magyar–Ukrán Kisebbségi Vegyes Bizottság XIV. ülésén elfogadott ajánlások Kormány általi jóváhagyásáról
- 1084/2009. (VI. 4.) Korm. határozat A NATO-nak a 2009. évi afgán választások biztosításában történő közreműködésével kapcsolatos magyar katonai szerepvállalásról
- 1085/2009. (VI. 4.) Korm. határozat Az Oktatásért Közalapítvány Alapító Okiratának módosításáról
- 1086/2009. (VI. 4.) Korm. határozat A 2009. évi központi költségvetés céltartalékából előirányzat átcsoportosítása a IX. Helyi önkormányzatok támogatásai és átengedett személyi
- 1088/2009. (VI. 11.) Korm. határozat A Nemzeti Települési Szennyvízelvezetési és -tisztítási Megvalósítási Programból kizárt települési önkormányzatok, illetve a Balaton Kiemelt Üdülőkörzet partinak és part közelinek nem minősülő, szennyvízelvezetési agglomerációba nem tartozó településeinek szennyvízberuházásaihoz a ,,Sikeres Magyarországért” Önkormányzati Infrastruktúrafejlesztési Hitelprogram egyes feltételeinek módosításáról
- 1089/2009. (VI. 11.) Korm. határozat A „Pécs Európa Kulturális Fővárosa 2010” kiemelt projekt kulturális programjainak megvalósításával és kommunikációs tevékenységével összefüggő kormányzati tevékenység összehangolásáról
- 1090/2009. (VI. 12.) Korm. határozat Az oktatási célú humánszolgáltatást nyújtó nem állami fenntartókat megillető központi támogatás megállapítására, folyósítására és a felhasználás ellenőrzésére felhasználható összeg meghatározására
- 1091/2009. (VI. 12.) Korm. határozat Kormányhatározat hatályon kívül helyezéséről
- 1092/2009. (VI. 15.) Korm. határozat Az ÚMFT ÁROP-2.2.1.-2007-0002 számú kiemelt projekt keretében megvalósuló Kormányzati Személyügyi Szolgáltató Rendszer kialakításával összefüggő egyes feladatokról
- 1093/2009. (VI. 15.) Korm. határozat A Formula–1 Világbajnokság Magyar Nagydíj 2012–2016 között történő megrendezésével kapcsolatos kormányzati szerepvállalásról
- 1094/2009. (VI. 15.) Korm. határozat A 2009. június 7-én bekövetkezett vihar okozta károk enyhítéséről
- 1095/2009. (VI. 16.) Korm. határozat Az egységes külképviseleti hálózat felülvizsgálatával kapcsolatos egyes feladatokról
- 1096/2009. (VI. 19.) Korm. határozat A 2009. évi központi költségvetés általános tartalékának előirányzatából történő felhasználásról
- 1097/2009. (VI. 23.) Korm. határozat A Vértesi Erőmű Zrt. jövőjéről
- 1098/2009. (VI. 24.) Korm. határozat A krízishelyzetbe került személyek támogatására rendelkezésre álló előirányzat felhasználását elősegítő tanácsadó testület létrehozásáról
- 1099/2009. (VI. 26.) Korm. határozat A központi költségvetési fejezetek 2008. évi kötelezettségvállalással nem terhelt előirányzat-maradványainak kezeléséről
- 1100/2009. (VI. 30.) Korm. határozat Az Új Magyarország Agrárfejlesztési Hitelprogram feltételrendszerének módosításáról
- 1101/2009. (VI. 30.) Korm. határozat A Hadigondozottak Közalapítvány alapító okiratának módosításáról
- 1102/2009. (VI. 30.) Korm. határozat A 2009. évi központi költségvetés általános tartalékának előirányzatából történő felhasználásról
- 1103/2009. (VI. 30.) Korm. határozat A 2009. évi központi költségvetés általános tartalékának előirányzatából történő felhasználásról
- 1104/2009. (VI. 30.) Korm. határozat A 2009. évi központi költségvetés általános tartalékának előirányzatából történő felhasználásról

##### Július (1105−1130)
- 1105/2009. (VII. 6.) Korm. határozat A DATÉSZ Dél-Alföldi Termelői Értékesítő Szervezetek Kereskedelmi és Szolgáltató Zártkörűen Működő Részvénytársaságnak a zöldség-gyümölcs ágazattal összefüggő tevékenységét elősegítő intézkedések előkészítéséről
- 1108/2009. (VII. 10.) Korm. határozat A 2009. évi központi költségvetés általános tartalékának előirányzatából történő felhasználásról
- 1109/2009. (VII. 10.) Korm. határozat A Magyarországi Cigányokért Közalapítvány alapító okiratának módosításáról
- 1110/2009. (VII. 22.) Korm. határozat Az egy magyar vezetésű afganisztáni tartományi újjáépítési csoport létesítéséről és működésének előkészítéséről szóló 2115/2006. (VI. 29.) Korm. határozat módosításáról
- 1111/2009. (VII. 22.) Korm. határozat Az afganisztáni Nemzetközi Biztonsági Közreműködő Erők (ISAF) műveleteiben történő további magyar katonai szerepvállalásról szóló 2186/2008. (XII. 29.) Korm. határozat módosításáról
- 1112/2009. (VII. 23.) Korm. határozat Az Indonéz Köztársaság részére történő kötött segélyhitel felajánlásáról
- 1113/2009. (VII. 23.) Korm. határozat Mongólia részére történő kötött segélyhitel felajánlásáról
- 1114/2009. (VII. 23.) Korm. határozat Az épületek energetikai jellemzőinek javítását célzó kormányzati intézkedésekről szóló 2078/2008. (VI. 30.) Korm. határozat módosításáról
- 1115/2009. (VII. 23.) Korm. határozat A Bérlakás Program elindításáról és a „Sikeres Magyarországért” Bérlakás Hitelprogram meghirdetéséről szóló 1124/2005. (XII. 20.) Korm. határozat módosításáról
- 1116/2009. (VII. 23.) Korm. határozat A 2010-ben a felsőoktatásban felvehető, államilag támogatott hallgatói létszámkeretről
- 1117/2009. (VII. 23.) Korm. határozat A Magyarországi Nemzeti és Etnikai Kisebbségekért Közalapítvány alapító okiratának módosításáról
- 1118/2009. (VII. ?) Korm. határozat ?
- 1119/2009. (VII. 23.) Korm. határozat a Nemzeti Tehetségügyi Koordinációs Fórum létrehozásáról és működéséről
- 1123/2009. (VII. 23.) Korm. határozat A helyközi közösségi közlekedési rendszer átalakításával kapcsolatos feladatok össze-hangolásáért felelős kormánybiztos kinevezéséről
- 1124/2009. (VII. 24.) Korm. határozat A Hosszú Távú Fejlesztések rangsorának első három eleméről szóló 1085/2008. (XII. 20.) Korm. határozat módosításáról
- 1125/2009. (VII. 29.) Korm. határozat Az 1956-os Magyar Forradalom Történetének Dokumentációs és Kutatóintézete Közalapítvány Alapító Okiratának módosításáról
- 1126/2009. (VII. 29.) Korm. határozat Az Országos Foglalkoztatási Közalapítvány Alapító Okiratának módosításáról
- 1127/2009. (VII. 29.) Korm. határozat A Kormány vagy miniszter irányítása, illetve felügyelete alá tartozó egyes költségvetési szervek létszámgazdálkodását érintő átmeneti intézkedésekről
- 1128/2009. (VII. 30.) Korm. határozat Az Európai Unió nyugat-balkáni polgári tevékenységében való magyar részvételről szóló 2250/2007. (XII. 23.) Korm. határozat módosításáról
- 1129/2009. (VII. 30.) Korm. határozat Az Önkormányzati Minisztérium 2008. évi kötelezettségvállalással nem terhelt előirányzat-maradványának átcsoportosításáról
- 1130/2009. (VII. 31.) Korm. határozat A minisztériumok igazgatása személyi juttatását érintő intézkedésekről

##### Augusztus (1131−1145)
- 1131/2009. (VIII. 3.) Korm. határozat A polgári törvénykönyvről szóló új törvény hatálybalépéséről és végrehajtásáról szóló törvény előkészítéséről, valamint a további jogalkotási feladatokról [7]
- 1132/2009. (VIII. 7.) Korm. határozat A jelentős értékű közbeszerzések megindításának egyes kérdéseiről [10]
- 1133/2009. (VIII. 7.) Korm. határozat A helyközi közösségi közlekedés átalakításáról
- 1134/2009. (VIII. 14.) Korm. határozat A 2009. évi központi költségvetés általános tartalékának előirányzatából történő felhasználásról [6]
- 1135/2009. (VIII. 14.) Korm. határozat A fejezeti bevételek és kiadások 2009. II. negyedéves teljesüléséről, a fejezetek zárolt egyensúlyi tartalékának felhasználásáról
- 1136/2009. (VIII. 14.) Korm. határozat A 2009. évi központi költségvetés általános tartalékának előirányzatából történő felhasználásról
- 1137/2009. (VIII. 14.) Korm. határozat Az új típusú humán influenzavírus elleni védekezéssel összefüggő kormányzati feladatok összehangolásáról
- 1138/2009. (VIII. 19.) Korm. határozat A 2009. évi központi költségvetés céltartalékából a IX. Helyi önkormányzatok támogatásai és átengedett személyi jövedelemadója fejezetbe történő előirányzat átcsoportosításáról
- 1139/2009. (VIII. 20.) Korm. határozat A Népművészet Mestere díj 2009. évi adományozásáról
- 1140/2009. (VIII. 26.) Korm. határozat Az influenza világjárvány elleni oltóanyag gyártásának biztosításáról
- 1141/2009. (VIII. 26.) Korm. határozat A DATÉSZ Dél-Alföldi Termelői Értékesítő Szervezetek Kereskedelmi és Szolgáltató Zártkörűen Működő Részvénytársaságnak a zöldség-gyümölcs ágazattal összefüggő tevékenységét elősegítő intézkedések előkészítéséről szóló 1105/2009. (VII. 6.) Korm. határozat módosításáról
- 1142/2009. (VIII. 28.) Korm. határozat A 2009.évi, határátlépéssel járó csapatmozgások engedélyezéséről szóló 2188/2008. (XII. 29.) Korm. határozat módosításáról
- 1143/2009. (VIII. 28.) Korm. határozat A Központi Elektronikus Szolgáltató Rendszer és az Informatikai Közháló szolgáltatásainak biztosításához szükséges beszerzésekről
- 1144/2009. (VIII. 28.) Korm. határozat Az euró-konform eszközök beszerzése állami támogatásának és forgalmazásának az euró bevezetésével összefüggő szabályozásáról
- 1145/2009. (VIII. 29.) Korm. határozat A Magyar Köztársaság és a San Marino Köztársaság között a kettős adóztatás elkerüléséről és az adóztatás kijátszásának megakadályozásáról a jövedelemadók területén tárgyú Egyezmény szövegének végleges megállapítására adott felhatalmazásról

##### Szeptember (1146−1165)
- 1146/2009. (IX. 3.) Korm. határozat A „Távhőszolgáltatás korszerűsítése és kompenzáció” elnevezésű előirányzat terhére történő 2009. évi átcsoportosításról
- 1147/2009. (IX. 4.) Korm. határozat A „Sikeres Magyarországért Panel Plusz” Hitelprogram keretösszegének emeléséről
- 1148/2009. (IX. 4.) Korm. határozat Az M3 Nyíregyháza–Vásárosnamény közötti szakaszainak a köz- és a magánszféra együttműködése (PPP) keretében történő megvalósításáról szóló 1036/2008. (V. 30.) Korm. határozat hatályon kívül helyezéséről
- 1149/2009. (IX. 4.) Korm. határozat A Közalapítvány a Budapesti Német Nyelvű Egyetemért alapító okiratának módosításáról
- 1150/2009. (IX. 4.) Korm. határozat A Habsburg-kori Kutatások Közalapítvány alapító okiratának módosításáról
- 1151/2009. (IX. 4.) Korm. határozat Egyes határátlépéssel járó csapatmozgások engedélyezéséről
- 1152/2009. (IX. 10.) Korm. határozat A magyar küldöttség részvételéről az ENSZ Közgyűlés 64. ülésszakán
- 1153/2009. (IX. 10.) Korm. határozat A Nemzeti Gyermek- és Ifjúsági Közalapítvány jogutód nélküli megszüntetésének előkészítéséről
- 1154/2009. (IX. 10.) Korm. határozat A Roma Integrációs Tanács létrehozásáról szóló 1129/2006. (XII. 25.) Korm. határozat módosításáról
- 1155/2009. (IX. 11.) Korm. határozat A 2009.évi központi költségvetés általános tartalékának előirányzatából történő felhasználásról
- 1156/2009. (IX. 17.) Korm. határozat magyar kormányküldöttségnek az Egyesült Nemzetek Nevelésügyi,Tudományos és Kulturális Szervezete (UNESCO) Általános Konferenciájának 35. ülésszakán történő részvételéről
- 1157/2009. (IX. 17.) Korm. határozat Cseh Köztársaság Kormánya és a NATO Repülőgépfedélzeti Korai Előrejelző és Ellenőrző Program Kezelő Szervezete (NAPMO) Igazgatótanácsa közötti, a NAPMO-hoz történő csatlakozásról szóló nemzetközi megállapodások szövegének végleges megállapítására adott felhatalmazásról
- 1158/2009. (IX. 17.) Korm. határozat Magyar Köztársaság Kormánya és a Vietnámi Szocialista Köztársaság Kormánya közötti pénzügyi együttműködési keretprogram kialakításáról szóló megállapodás szövegének végleges megállapítására adott felhatalmazásról
- 1159/2009. (IX. 17.) Korm. határozat Országmárka Tanács létrehozásáról szóló 2176/2008. (XII. 18.) Korm. határozat módosításáról
- 1160/2009. (IX. 17.) Korm. határozat a finnugor kapcsolatrendszer koordinálásáról
- 1161/2009. (IX. 17.) Korm. határozat az állami és magánszektor közötti fejlesztési, illetve szolgáltatási együttműködés (PPP) újszerű formáinak alkalmazásáról szóló 2028/2007. (II. 28.) Korm. határozat hatályon kívül helyezéséről
- 1162/2009. (IX. 22.) Korm. határozat A Kutatási és Tudománypolitikai Tanácsról
- 1163/2009. (IX. 25.) Korm. határozat Az Egészségügyi Világszervezet Nemzetközi Egészségügyi Rend-szabályainak kihirdetéséről szóló törvény végrehajtása érdekében szükséges feladatokról
- 1164/2009. (IX. 29.) Korm. határozat A Kormány kabinetjeiről szóló 1047/2009. (IV. 13.) Korm. határozat módosításáról
- 1165/2009. (IX. 30.) Korm. határozat Az Új Magyarország Fejlesztési Terv Társadalmi Infrastruktúra Operatív Program 2.2.2. „Sürgősségi ellátás fejlesztése – SO1 és SO2 (és ezeken belül gyermek sürgősségi ellátás) támogatására” című pályázathoz kapcsolódóan egyes többletkapacitások előzetes befogadása iránti kérelmek elbírálásáról

##### Október (1166−1180)
- 1166/2009. (X. 2.) Korm. határozat A Wesselényi Miklós Sportközalapítvány alapító okiratának módosításáról
- 1167/2009. (X. 6.) Korm. határozat A Magyar Köztársaság Kormánya és az Olasz Köztársaság Kormánya között a kötelező kőolaj-és kőolajtermék-készletek tárolása terén való együttműködésről szóló Megállapodás szövegének végleges megállapítására adott felhatalmazásról
- 1168/2009. (X. 8.) Korm. határozat A központi költségvetési fejezetek és a társadalombiztosítási költségvetési szervek 2008. évi előirányzat-maradványainak kezeléséről
- 1169/2009. (X. 8.) Korm. határozat A Magyarországi Református Egyház és a Magyarországi Evangélikus Egyház számára rendezésre javasolt ingatlanok rendezéséről, az e célra elkülönített költségvetési keret elosztásáról
- 1170/2009. (X. 8.) Korm. határozat A nemzeti és állami ünnepek, valamint más kiemelkedő fontosságú rendezvények előkészítéséről és lebonyolításáról szóló 2106/2005. (VI. 6.) Korm. határozat módosításáról
- 1171/2009. (X. 16.) Korm. határozat A Hosszú Távú Fejlesztések Rangsoráról
- 1172/2009. (X. 16.) Korm. határozat Az Új Erkel Színház felépítését célzó pályázat előkészítéséről és lebonyolításáról, és az Operaház rekonstrukciójának előkészítésével kapcsolatos kérdésekről
- 1173/2009. (X. 20.) Korm. határozat Az egyrészről az Európai Közösség és tagállamai, másrészről a Kelet-afrikai Közösség partnerállamai közötti gazdasági partnerségi megállapodás kereteinek létrehozásáról szóló megállapodás szövegének végleges megállapítására adott felhatalmazásról és kihirdetéséről
- 1174/2009. (X. 20.) Korm. határozat A rendelkezésre állási támogatásnak a nyílt munkaerőpiacon történő munkavállalásra ösztönző átalakításához kapcsolódó egyes kormányzati feladatokról
- 1175/2009. (X. 20.) Korm. határozat A központi költségvetési szerveknél foglalkoztatottak 2009. évi havi keresetkiegészítése II. ütemének finanszírozásáról, illetve elszámolásáról
- 1176/2009. (X. 26.) Korm. határozat A közigazgatási informatikai feladatok kormányzati koordinációjáról szóló 1026/2007. (IV. 11.) Korm. határozat módosításáról
- 1177/2009. (X. 26.) Korm. határozat A 2009.évi központi költségvetés általános tartalékának előirányzatából történő felhasználásról
- 1178/2009. (X. 26.) Korm. határozat A Tartalékgazdálkodási Közhasznú Társaság által felveendő gabona felvásárlási célú forgóeszköz hitelről
- 1179/2009. (X. 26.) Korm. határozat A magyarországi Moto GP futam rendezéséről, a Sávoly Motorcentrum Fejlesztő Kft. részére nyújtandó beruházási kölcsönről és az ahhoz kapcsolódó költségvetési készfizető kezességvállalásról
- 1180/2009. (X. 30.) Korm. határozat A gyógyászati segédeszköz támogatás és a gyógyszer-támogatás 2009. év végi finanszírozásához szükséges lépésekről

##### November (1181−1201)
- 1181/2009. (XI. 3.) Korm. határozat A Magyar Köztársaság Kormánya és Mongólia Kormánya között a vámügyekben történő együttműködésről és kölcsönös segítségnyújtásról szóló egyezmény módosítása szövegének végleges megállapítására adott felhatalmazásról
- 1182/2009. (XI. 3.) Korm. határozat Az egyrészről az Európai Közösség és tagállamai, másrészről az Indonéz Köztársaság közötti átfogó partnerségi és együttműködési keret-megállapodás szövegének végleges megállapítására adott felhatalmazásról és kihirdetéséről
- 1183/2009. (XI. 5.) Korm. határozat Főkonzulátus létrehozásáról Chongqingban, valamint külgazdasági szakdiplomata státuszok létesítéséről
- 1184/2009. (XI. 5.) Korm. határozat A Magyar Köztársaság Kormánya és Mongólia Kormánya között pénzügyi együttműködési keretprogram kialakításáról szóló megállapodás végleges szövegének megállapítására adott felhatalmazásról
- 1185/2009. (XI. 6.) Korm. határozat A Közigazgatási és Elektronikus Közszolgáltatások Központi Hivatala gazdálkodását érintő egyes kérdésekről
- 1186/2009. (XI. 10.) Korm. határozat A központi költségvetési fejezetek 2009. évi maradványtartási kötelezettsége teljesítését megalapozó egyes kormányhatározatok módosításáról
- 1187/2009. (XI. 10.) Korm. határozat Az Új Magyarország TÉSZ Forgóeszköz Hitelprogramról szóló 1066/2008. (XI. 3.) Korm. határozat módosításáról
- 1188/2009. (XI. 10.) Korm. határozat A fejezeti bevételek és kiadások 2009. I–III. negyedévi teljesüléséről, a fejezetek zárolt egyensúlyi tartaléka és a stabilitási tartalék felhasználásáról
- 1189/2009. (XI. 13.) Korm. határozat A Magyar Köztársaság Kormánya és az Örmény Köztársaság Kormánya között a kettős adóztatás elkerüléséről és az adóztatás kijátszásának megakadályozásáról a jövedelem- és a vagyonadók területén tárgyú Egyezmény szövegének végleges megállapítására adott felhatalmazásról
- 1190/2009. (XI. 13.) Korm. határozat A Tempus Közalapítvány Alapító Okiratának módosításáról
- 1191/2009. (XI. 13.) Korm. határozat Az állami felelősségi körbe tartozó egyes környezeti károkkal kapcsolatos feladatok végrehajtásáról
- 1192/2009. (XI. 16.) Korm. határozat Az Új Magyarország Fejlesztési Terv Regionális Operatív Programok alapellátás és járóbeteg-szakellátás fejlesztésével kapcsolatos 2007–2008. évi pályázataival összefüggő többletkapacitás kérelmek előzetes befogadásáról
- 1193/2009. (XI. 16.) Korm. határozat Az Új Magyarország Fejlesztési Terv Társadalmi Infrastruktúra Operatív Program 2.2.2. „Sürgősségi ellátás fejlesztése – SO1 és SO2 (és ezeken belül gyermek sürgősségi ellátás) támogatására” című pályázathoz kapcsolódóan egyes többletkapacitások előzetes befogadása iránti kérelmek elbírálásáról
- 1194/2009. (XI. 20.) Korm. határozat A Magyar Köztársaság Kormánya és a Dél-afrikai Köztársaság Kormánya között a gazdasági együttműködésről szóló megállapodás szövegének végleges megállapítására adott felhatalmazásról
- 1195/2009. (XI. 20.) Korm. határozat A „Legyen jobb a gyermekeknek!” Nemzeti Stratégiáról, 2007–2032 szóló 47/2007. (V. 31.) OGY határozat végrehajtásával kapcsolatos kormányzati feladatokról (2007–2010.) szóló 1092/2007. (XI. 29.) Korm. határozat módosításáról
- 1196/2009. (XI. 20.) Korm. határozat A visszaélés szempontjából veszélyes új szer vagy ismert szer új besorolásával kapcsolatos feladatokról
- 1197/2009. (XI. 20.) Korm. határozat A Balaton Kiemelt Üdülőkörzet Területrendezési Tervének elfogadásáról és a Balatoni Területrendezési Szabályzat megállapításáról szóló 2000.évi CXII. törvény felülvizsgálatából adódó és a balatoni vízpart-rehabilitáció megvalósításával kapcsolatos feladatokról
- 1198/2009. (XI. 20.) Korm. határozat A 2009.évi központi költségvetés általános tartalékának előirányzatából történő felhasználásról
- 1199/2009. (XI. 23.) Korm. határozat Az új polgári törvénykönyv hatályosulását vizsgáló Monitoring Bizottság létrehozásáról
- 1200/2009. (XI. 24.) Korm. határozat A Budapest fővárossal összefüggő kormányzati tevékenység összehangolásában közreműködő kormánybiztos kinevezéséről és feladatairól
- 1201/2009. (XI. 24.) Korm. határozat 2008. évi kötelezettségvállalással terhelt, de időközben meghiúsult kötelezettségvállalások előirányzat-maradványainak...

##### December (1202−1232)
- 1202/2009. (XII. 1.) Korm. határozat A földgázellátási válsághelyzettel összefüggésben szükséges kormányzati feladatokról
- 1203/2009. (XII. 1.) Korm. határozat A minisztériumok igazgatása személyi juttatását érintő, teljesítményösztönzési célú intézkedésekről
- 1204/2009. (XII. 1.) Korm. határozat Az Európai Összehasonlító Kisebbségkutatások Közalapítvány alapító okiratának módosításáról
- 1205/2009. (XII. 1.) Korm. határozat A Hajléktalanokért Közalapítvány alapító okiratának módosításáról
- 1208/2009. (XII. 11.) Korm. határozat A 2010. évi közmunkaprogramok főbb pályázati elveiről
- 1209/2009. (XII. 11.) Korm. határozat A Pécs II. Szent István tér 8–10. szám alatti ingatlannak a Ciszterci Rend Zirci Apátsága tulajdonába adásának végrehajtásáról
- 1210/2009. (XII. 11.) Korm. határozat A Magyarországi Református Egyház és a Magyarországi Evangélikus Egyház számára a 2009. év II. félévében rendezésre javasolt ingatlanok rendezéséről, az e célra elkülönített költségvetési keret elosztásáról
- 1211/2009. (XII. 11.) Korm. határozat A Miniszterelnöki Hivatalban, a minisztériumokban, az igazgatási és az igazgatás jellegű tevékenységet ellátó központi költségvetési szerveknél foglalkoztatottak létszámáról szóló 2057/2008. (V. 14.) Korm. határozat módosításáról
- 1212/2009. (XII. 15.) Korm. határozat Csép település Polgármesteri Hivatal, háziorvosi és védőnői szolgálat épületének építésére és berendezésére történő átcsoportosításról
- 1213/2009. (XII. 17.) Korm. határozat A 2009. évi központi költségvetés általános tartalékának előirányzatából történő felhasználásról
- 1214/2009. (XII. 18.) Korm. határozat A fejezeti bevételek és kiadások 2009. IV. negyedéves teljesüléséről, a fejezetek zárolt egyensúlyi tartaléka felhasználásáról, valamint a 2009. évi előirányzat-zárolások előirányzat-csökkentésre történő módosításáról
- 1215/2009. (XII. 18.) Korm. határozat A 2009.évi központi költségvetés általános tartalékának előirányzatából történő felhasználásról
- 1216/2009. (XII. 21.) Korm. határozat Az egyrészről az Amerikai Egyesült Államok, másrészről az Európai Közösség és tagállamai, harmadrészről Izland és negyedrészről a Norvég Királyság közötti légiközlekedési megállapodás és a légiközlekedési megállapodás alkalmazásáról szóló, egyrészről az Európai Közösség és tagállamai, másrészről Izland és harmadrészről a Norvég Királyság közötti kiegészítő megállapodás szövegének végleges megállapítására adott felhatalmazásról
- 1217/2009. (XII. 21.) Korm. határozat A központi költségvetési szerveknél foglalkoztatottak 2009. évi havi keresetkiegészítése elszámolásáról
- 1218/2009. (XII. 23.) Korm. határozat A minisztériumok igazgatása személyi juttatását érintő intézkedésekről szóló 1130/2009. (VII. 31.) Korm. határozatban foglaltak végrehajtásáról
- 1219/2009. (XII. 23.) Korm. határozat A központi költségvetési fejezetek 2009. évi maradványtartási kötelezettsége teljesítését megalapozó intézkedések végrehajtásáról, valamint a 2008. évi kötelezettségvállalással terhelt, de időközben meghiúsult kötelezettségvállalások előirányzat-maradványainak átcsoportosításáról
- 1220/2009. (XII. 28.) Korm. határozat A megfelelőségértékelő szervezetek tevékenységére vonatkozó szabályozás összhangjának biztosítása érdekében szükséges kormányzati feladatokról
- 1221/2009. (XII. 28.) Korm. határozat A 2010. évi, határátlépéssel járó csapatmozgások engedélyezéséről
- 1222/2009. (XII. 29.) Korm. határozat Egyes önkormányzati beruházások központi költségvetési támogatásáról [2]
- 1223/2009. (XII. 29.) Korm. határozat A határátkelőhelyek fejlesztésének időszerű feladatairól
- 1224/2009. (XII. 29.) Korm. határozat A közszolgálati műsorszolgáltatók műsorterjesztési költsége 2009. évi megtakarításának felhasználásáról
- 1225/2009. (XII. 29.) Korm. határozat A HU9907 számú PHARE programmal kapcsolatos európai bizottsági követelés rendezéséről
- 1226/2009. (XII. 29.) Korm. határozat A 2009. évi központi költségvetés általános tartalékának előirányzatából történő felhasználásról és egyes előirányzatok csökkentéséről
- 1227/2009. (XII. 29.) Korm. határozat A MALÉV Magyar Légiközlekedési Zrt. (MALÉV Zrt.) hosszabb távú működőképességéhez szükséges egyes intézkedésekről [2]
- 1228/2009. (XII. 29.) Korm. határozat A terrorfelderítés műveleti koordinációjáról és a Terrorellenes Koordinációs Bizottság létrehozásáról szóló 2239/2005. (X. 28.) Korm. határozat módosításáról
- 1229/2009. (XII. 29.) Korm. határozat A Tiszavasvári Város Önkormányzat tulajdonában lévő hulladéklerakó telep környezeti kármentesítéséről
- 1230/2009. (XII. 30.) Korm. határozat Egyes kormányhatározatok módosításáról, illetve hatályon kívül helyezéséről
- 1231/2009. (XII. 30.) Korm. határozat A Magyar Köztársaság Kormánya és a Magyarországi Zsidó Hitközségek Szövetsége között 1998. október 1-jén létrejött Megállapodás kiegészítéséről szóló megállapodásra adott felhatalmazásról
- 1232/2009. (XII. 30.) Korm. határozat a nemzetbiztonsági védelem alá eső szervek és létesítmények köréről

## Európai Unió

### A Tanács rendeletei
- A Tanács 45/2009/EK rendelete (2008. december 18.) az euro pénzhamisítás elleni védelméhez szükséges intézkedések megállapításáról szóló 1338/2001/EK tanácsi rendelet hatásainak az eurót közös valutaként el nem fogadó tagállamokra történő kiterjesztéséről szóló 1339/2001/EK rendelet módosításáról
- A Tanács 13/2009/EK rendelete (2008. december 18.)
- A Tanács 72/2009/EK rendelete (2009. január 19.)
- A Tanács 207/2009/EK rendelete a közösségi védjegyről (2009. február 26.)
- A Tanács 428/2009/EK rendelete (2009. május ?. ) a kettős felhasználású termékek kivitelére, transzferjére, brókertevékenységére és tranzitjára vonatkozó közösségi ellenőrzési rendszer kialakításáról (átdolgozás)
- Az Európai Parlament és a Tanács 470/2009/EK rendelete (2009. május 6.) az állati eredetű élelmiszerekben előforduló farmakológiai hatóanyagok maradékanyag- határértékeinek meghatározására irányuló közösségi eljárásokról, a 2377/90/EGK tanácsi rendelet hatályon kívül helyezéséről, és a 2001/82/EK európai parlamenti és tanácsi irányelv, valamint a 726/2004/EK európai parlamenti és tanácsi rendelet módosításáról
- A Tanács 491/2009/EK rendelete (2009. május 25.)
- A Tanács 1047/2009/EK rendelete (2009. október 19.)
- Az Európai Parlament és a Tanács 1069/2009/EK rendelete (2009. október 21.) a nem emberi fogyasztásra szánt állati melléktermékekre és a belőlük származó termékekre vonatkozó egészségügyi szabályok megállapításáról és az 1774/2002/EK rendelet hatályon kívül helyezéséről (állati mellék-termékekre vonatkozó rendelet)
- A Tanács 1140/2009/EK rendelete (2009. november 20.)
- Az Európai Parlament és a Tanács 1221/2009/EK rendelete (2009. november 25.) a szervezeteknek a közösségi környezetvédelmi vezetési és hitelesítési rendszerben (EMAS) való önkéntes részvételéről és a 761/2001/EK rendelet, a 2001/681/EK és a 2006/193/EK bizottsági határozat hatályon kívül helyezéséről

### A Bizottság rendeletei
- A Bizottság 183/2009/EK rendelete (2009. március 6.)
- A Bizottság 435/2009/EK rendelete (2009. május 26.)

## Egyes államok fontosabb jogszabályai
- Szlovákia: Elfogadják az 1995. évi Szlovák nyelvtörvény módosítását.